# 辛亥革命
辛亥革命，又稱1911年革命，是指始於1911年（辛亥年）清朝武昌起義爆發後，共和派革命軍成功使清宣統帝退位的革命；在廣義上也指1894年至1912年由興中會、同盟會等組織的各种反清革命運動。
清廷宣佈鐵路國有政策後，各省掀起保路風潮，清廷調遣湖北新軍前往四川鎮壓。由於留守武昌的新軍半數與革命黨人有關，武昌革命黨人遂趁機而動，於1911年10月10日晚間起義，次日佔領武昌全城，建立軍政府鄂軍都督府，號召各界「執鞭來歸」、「共圖光復」。此後各省新軍、會黨、議員、官僚、學界、商界紛紛響應，兩個月之內十四省獨立，成功脫離清廷統治，此外，山東、直隸、河南、甘肃、東北、新疆部分地區也響應革命。清軍對武漢三鎮採取水陸夾攻之勢，與革命軍激戰近五十日，期間海軍轉為革命陣營。12月間，雙方斷斷續續停戰，派代表在上海議和。12月29日，十七省代表在南京選舉孫文為臨時大總統，次月1日成立中華民國臨時政府。孫中山允諾袁世凱以臨時大總統之位，袁隨即逼迫清帝退位。1912年2月12日，宣統帝退位，清朝統治就此終結。
辛亥革命起因包括清廷無法抗拒列强侵略、清末體制阻礙社會發展、滿漢衝突、經濟財政困窘、士紳及知識分子缺乏出路等因素。辛亥革命結束了中國長達兩千多年的帝制政體，建立了中國史上第一個共和國即中华民国，具有里程碑意義。:2

## 背景

### 滿漢矛盾
滿清貴族自入主中原後，便采用了首崇满洲的政策来統治中國，与汉族产生复杂而持久的民族矛盾。
在清朝二百六十八年的统治中，反满情绪从未完全消失，清初汉人思想家如顾炎武、王夫之反复提倡反清复明的思想。尽管他们的思想并未导致清朝统治的立即覆灭，但革命的萌芽却在地下组织与秘密会黨中保持着一定的活力。各种由明朝遗民发动的运动、三藩之乱、天地会的活动、白莲教叛乱，以及太平天国戰爭，都表现出民族反抗的精神，孙中山领导的革命则植根于这些传统。
尽管朝廷在公开政策中，宣称满汉不分畛域，在官府机构中任职时兼用满汉，但是事实上，满汉的地位并不平等。在太平天国革命之前，军政要职多由满人担任，即使那些分配给汉人的职位亦可由满人充任，反之汉人则无此权力。1890年代後，排满思潮再度興起。明末遺老著作成為當時重要思想資源。王夫之虽著述丰富，但在明末清初并无多大影响，主要是因为朝廷重臣曾国藩、郭嵩焘等湖湘士人的极力推崇。孙中山在《三民主義》中說：「滿洲征服中國，是用少數征服多數，想利用多數的中國人，做他們的奴隸」，「中國完全亡國，已有了兩次：一次是元朝，一次是清朝」。他认为清政府统治之下，汉族只是四万万被压迫、受歧视的亡国奴。冯自由指出，兴中会初期“所用宣传工具，仅有扬州十日记、嘉定屠城记、及选录明夷待访录内原君原臣、单行本数种。”黄兴也说过，他的远祖在清初曾写过遗书，要黄氏子孙永远不出仕清朝。随着义和团运动之后中国危难局势的加深和留日學潮的发展，反满革命浪潮日益高涨，难以遏止。鄒容的《革命軍》是清末最著名的反滿著作，風行海內外，暢銷一百餘萬冊。

### 列強入侵
从19世纪中期开始，中国历史出现连续不断的国耻：从1842年《南京条约》到1901年《辛丑条约》等一系列不平等条约；1880年代至1890年代朝贡国的丧失，甲午戰爭敗於日本，紧接着，八国联军入侵，义和团运动失败，慈禧太后挟光绪皇帝逃离首都，以及清政府内政缺乏生机，都表现出清朝無法在现代世界中保护中国的荣耀。满洲贵族割地赔款以求苟安，其统治就更加被认为缺乏正当性与合理性。

### 財政危機
经济方面，清政府未能建立统一近代国家财政制度，面临财政危机。军费问题就是一个突出表现。清朝末年，军费紧张，各地军饷、军械等方面开支庞大，加以重建海军造成海军同陆军争夺经费，致使清政府在军队建设方面疲于应付。新建陆军及重建海军颇有成效，但加重政府财政紧张，也是辛亥革命中推翻清朝的军事主力。
清末新政中，清政府制定一系列法规，确立一套新经济制度，调整农工商、外资、外贸等政策；还成立商部专责制订经济政策。但国内经济与对外贸易形势不容乐观，使清政府很难推行新政。比如其推行禁烟运动，由于鸦片税厘已成清末财政收入主要税源，故禁烟运动加剧财政危机，使禁烟运动难以推行。清末新政改革需要較大金錢，財政不足導致政府巧立名目、強迫捐納，加重平民生活負擔，增加民變，社会动荡。

### 清末新政
自清光緒二十七年（1901年）起，在改革派呼吁下，慈禧太后同意推行康有为、梁啟超在戊戌變法中提出的改革方案，是为清末新政。其中影響最大政策之一，是清光绪三十一年八月初四日（1905年9月2日），清政府廢除一千三百多年的科舉試，改辦新式學堂。到辛亥革命前，全國有6万多所新式學堂。
在行政改革方面，1906年9月，朝廷下詔訂定新中央官制，设十一部。1905年，朝廷諭令釐定縣級以下行政官制。1907年頒布外官制，削減督撫財權及軍權；民政部統領全國巡警道。1908年，清廷開始籌備地方自治，設立城鎮鄉以至廳州縣各級自治研究所，並擬定《各省諮議局章程》，定於1914年完成。各省諮議局于清宣統元年（1909年）陆续建立，中央资政院则于清宣統二年（1910年）成立。
日本自1868年开始明治维新，到产生《大日本帝国宪法》和帝国议会和实现君主立宪制，并且在1904年至1905年日俄战争中获胜。由于中国国势衰微，日俄战争将中国满洲当作战场，清政府只能保持“中立”，这深深刺激中国满汉官员和民众。东亚蕞尔小国日本竟能打败庞大老牌强国俄国，使得此前认为俄国必胜、支持专制的一些中国皇族和官僚转变思想。特别是正当日本胜利被立宪派诠释为君主立宪对君主专制胜利之际，俄罗斯迅即改行宪政、召开国会，大大增加中国立宪派声势。立宪一时成为中国人眼中救亡图存、富国强兵的灵药。
在国内外形势压迫下，特别是官僚、士绅要求立宪呼声中，清政府於1906年9月1日宣佈「預備仿行憲政」。1907年，各地立宪派组成各种立宪公会，要求清政府速开国会，颁布宪法，缩短预备立宪期限。1908年，清廷頒佈《欽定憲法大綱》，明确宣布「九年後實行立憲」。清宣統元年（1909年），各省選举了以地方士紳為主的諮議局议员。清宣統二年（1910年），随着资政院和各地諮議局相继成立，国会请愿运动再次进入高潮，清廷被迫宣布预备立宪期限缩短为五年，国会开设之前先设责任内阁。清宣統三年四月初十日（1911年5月8日），庆亲王内阁成立。

### 革命党发展壮大

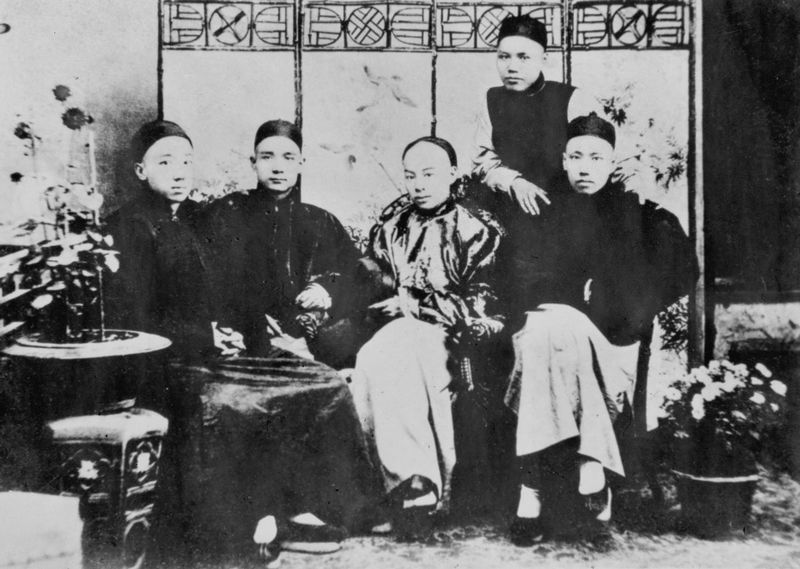
四大寇和關景良（1890年攝于香港）。四大寇前排左起：楊鶴齡、孫中山、陳少白、尢列。後立者關景良並不是四大寇之一

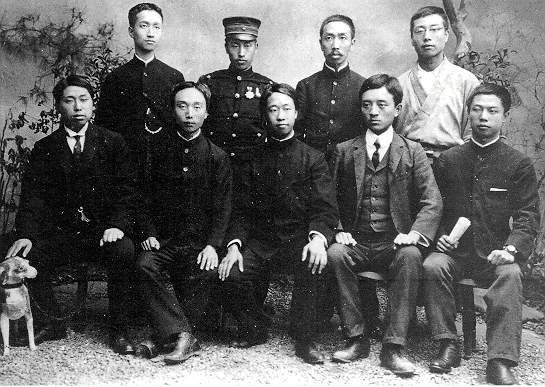
华兴会部分领导人（1905年摄于日本东京）。前排左起：1黄兴，2未知，3胡瑛，4宋教仁，5柳扬谷；后排左起：1章士钊，2未知，3程家柽，4刘揆一

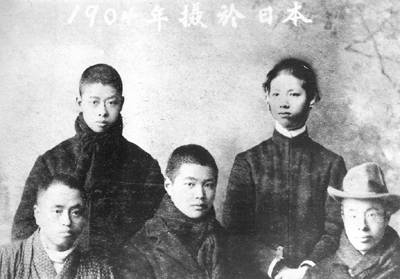
光复会部分成员（1904年摄于日本）。前排左起：陶成章、陈魏、徐锡麟，后排左起：龚宝铨、陈志军

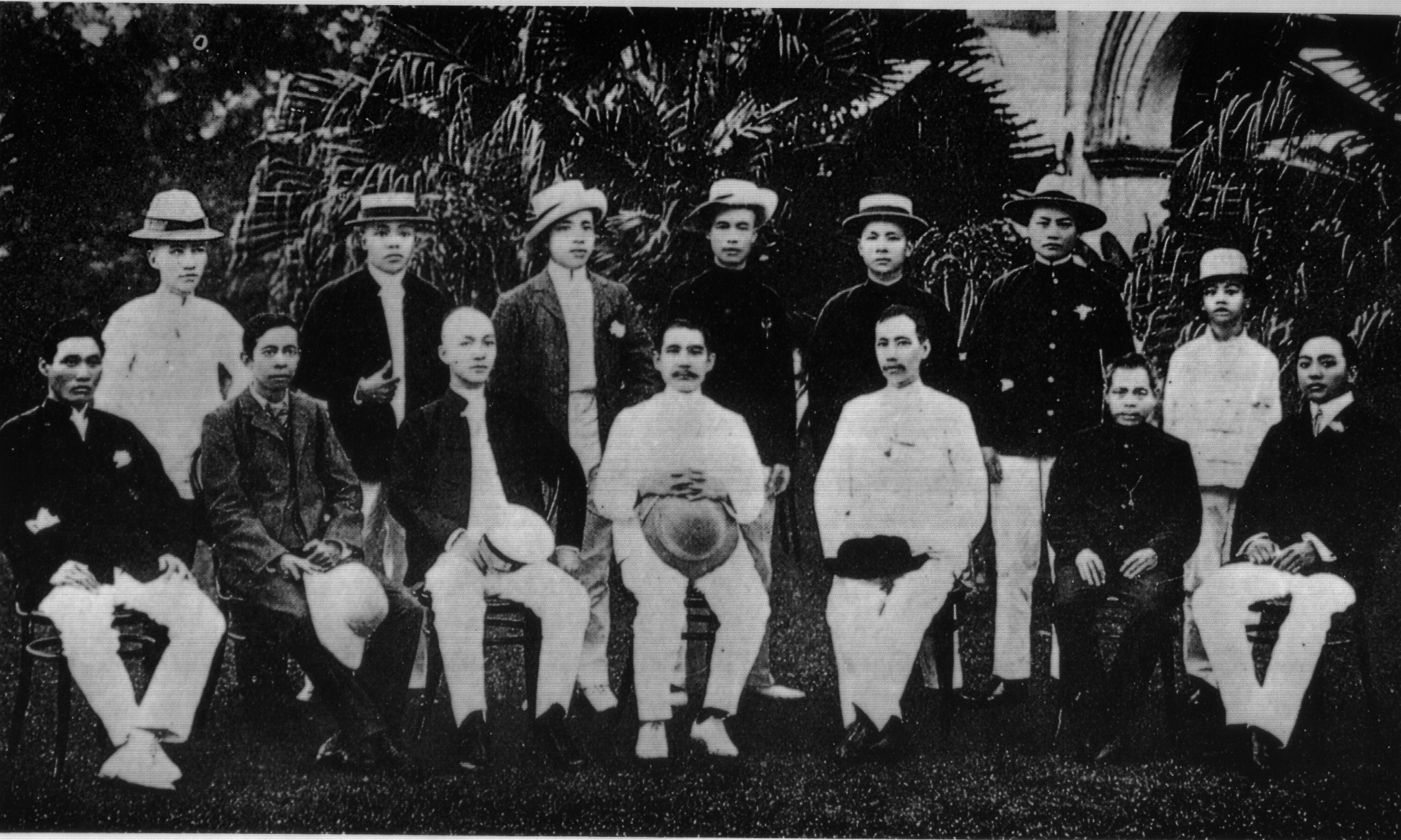
1906年孫文與中国同盟会新加坡分会部分會員等合照。前排左起：1林幹廷、2張永福、3陳楚楠、4孫中山、5尢列、6劉金聲、7林義順；後排左起：1吳悟叟、2張華丹、3張繼、4陳汝河、5鄧子瑜、6黃耀廷、7張秉庚

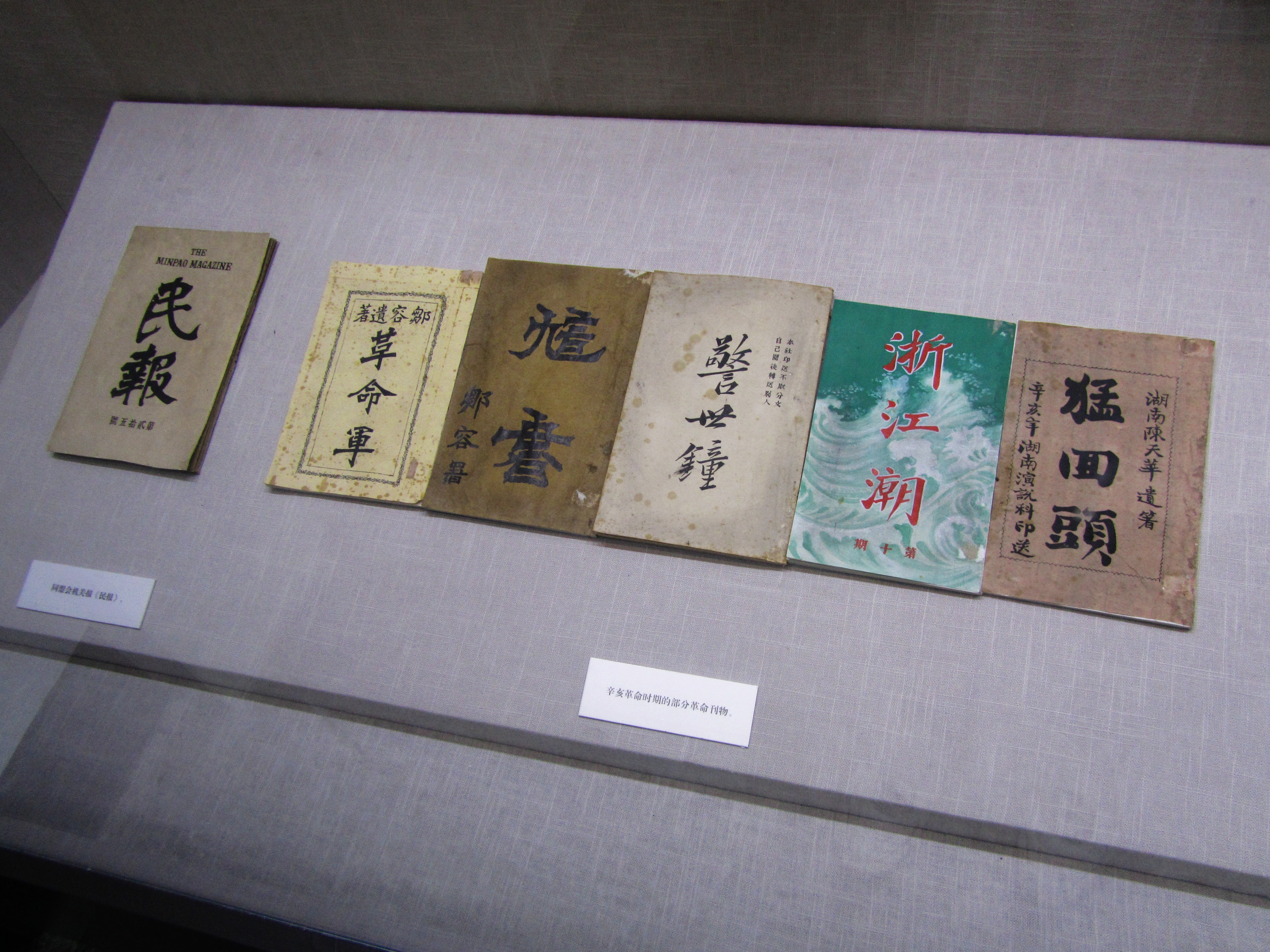
辛亥革命时期的部分革命刊物，自左至右：《民报》（同盟会机关报）、《革命军》、《訄书》、《警世钟》、《浙江潮》和《猛回头》

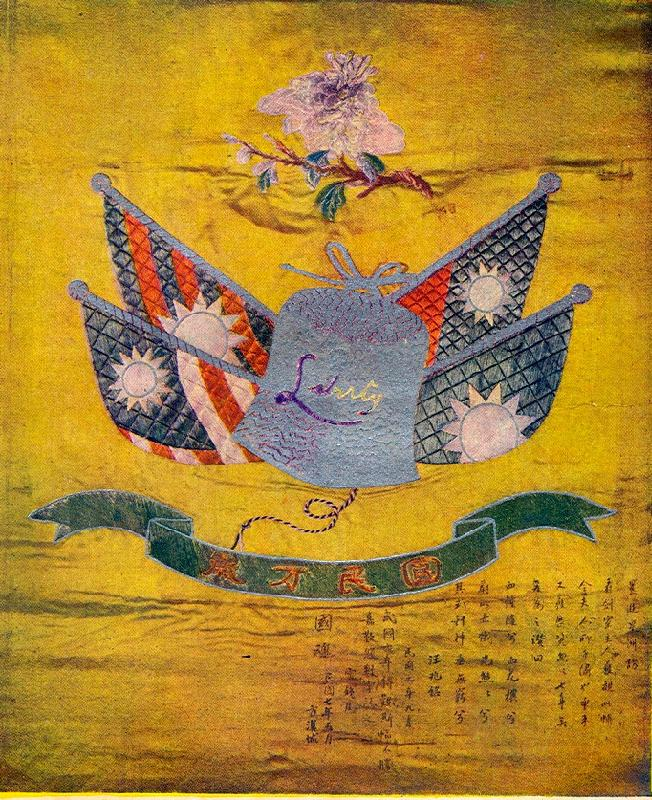
1906年，孙在晚晴园设计的元始国旗，图中为自由钟，横书“囻民万岁”。由张永福夫人陈淑字绣。

革命主要組織有興中會、共進會、文學社、華興會、光復會、中國同盟会等。同盟會中还有丈夫團等小团体。
兴中会主要在华南地区一带开展活动，光复会在江苏省，浙江省，上海一带开展活动，华兴会主要在湖南省开展活动，文学社在湖北开展活动，共进会在长江流域开展活动，而后来成立的同盟会是全国革命力量的一个松散同盟，同盟会会员还在各地建立各种同盟会的外围组织。各革命组织的主要领导人有孫中山、黃興、宋教仁、蔡元培、趙聲、章太炎、陶成章等。
革命者的主要政治主張有推翻滿清統治，恢復漢人江山，建立共和體制等。成立于1894年11月24日的興中會的宗旨是「驱除鞑虏，恢复中华，创立合眾政府」。華興會成立于1904年2月15日，提出“驱逐鞑虏，复兴中华”，中国同盟会于1905年8月20日成立，提出“驱除鞑虏、恢复中華、創立民國、平均地权”的纲领，其中“驱除鞑虏、恢复中华”被认为是民族主義，“创立民国”被认为是民权主义，“平均地权”被认为是民生主义。
1890年代，不少人開始主張以暴力革命以徹底推翻由滿人皇朝及帝制的統治，建立類似法國及美國的共和政體。最早主張革命的人多數集中在海外，以留學生、華僑青年為多，最早期的革命團體亦是在海外成立。孫中山於1894年11月24日在檀香山成立興中會，為革命籌措經費。1895年1月，孙中山在香港吸纳辅仁文社成员，成立兴中会总会，於同年10月26日首次在廣州發動「第一次廣州起義」，但並未取得成功。1895年，孫中山於英国倫敦為清廷所綁架，倫敦蒙難記成為國際新聞，孫亦因而聞名國際。
1900年，华北地区爆發义和团运动。1901年辛丑条约签订後，國內知識分子更感受到中國正面對前所未有的危機。自甲午戰爭起，中國派往海外留學生大量增加，當中以日本最多，1904年時一度達到二萬多人，不少為官費留學。革命思想在留學生中廣為散播，主張革命學生成立各種團體，發行刊物鼓吹民主革命。當中章太炎、鄒容、陳天華等在日本非常活躍。
1901年，忽有東西各報傳聞清廷欲將广东省割讓予法國，廣東籍留日學生遂請馮斯欒、鄭貫一、李自重、王寵惠、馮自由、梁仲猷諸人發起「廣東獨立協會」，主張廣東省向滿清政府宣告獨立。1902年，章炳麟、秦力山、馮自由、朱菱溪、馬君武、王家駒、陳猶龍、周宏業、李彬四、王私誠等在日本發起召開紀念南明滅亡二百四十二周年的支那亡國二百四十二周年紀念會，1902年4月26日紀念會在橫濱永樂樓召開，孫中山主持。1902年冬，叶澜、董鸿袆、张继、秦毓鎏、汪荣宝、周宏业、谢晓石、张肇桐、蒋方震、王家驹、嵇镜、吴绾章、钮翔青、萨端、熊垓、胡景伊、苏子谷、冯自由、金邦平等在日本組織青年会，成为日本留学界中最早的革命团体。1903年，拒俄义勇队被日本政府强令解散，改组为军国民教育会，成员有秦毓鎏、萨端、周宏业、贝镛礼、叶澜、张肇桐、华鸿、陈秉忠、董鸿袆、翁浩、陈定保、胡景伊、程家柽、王家驹、郑宪成等。
同时，中国国内进步团体逐渐增加。1902年4月15日，蔡元培、黄宗仰、叶瀚、蒋智由、林獬等议定并发起成立中国教育会，秋冬间在上海正式成立；11月，上海南洋公学墨水瓶风波后，11月21日，该会自设学堂爱国学社成立。1903年，《苏报》案爆发，章炳麟、邹容被捕，《苏报》和爱国学社被查封。1903年，云南周云祥等成立保滇会，抗拒法国殖民者在云南修筑铁路。
1904年日俄战争，日、俄兩國在清帝國東北地區開戰，滿清政府劃出部分國土讓兩國交戰而自稱保持中立；傳聞滿清皇室內有人稱清朝國土“寧贈友邦，不予家奴”（原出處可見於梁启超的著作《戊戌政变记》中，原文為「我（清朝大臣剛毅）家之产业，宁可以赠之于朋友，而必不畀诸家奴。」），令社會上革命救亡呼聲更高。各種革命團體亦於此時紛紛在國內出現。最主要有胡兰亭（武昌圣公会牧师）、黄华亭（长沙圣会公牧师）、胡厚斋（九江圣公会牧师）、刘静庵等组织日知会（1906年在武昌成立），黄兴等人领导华兴会（1904年在長沙成立，成員有黃興、劉揆一、宋教仁、马福益等，以湖南省青年為主）和同仇会，以及龚宝铨、陶成章、蔡元培、魏兰等人領導的光復會（1904年10月在上海成立，蔡元培為會長。成員包括秋瑾、章炳麟、徐錫麟等，以江浙青年為主）。此外有更多各式各樣的革命小團體，如江苏励志学会、强国会，四川公强会，福建益闻会、汉族独立会，江西易知社，安徽岳王会，广州群智社等。但大體他們都有共同目標：謀求推翻滿清、恢復漢人江山、建立類似美國的共和制國家。當中推翻滿清訴求著重滿漢之分；而要求恢復江山亦只限以漢人為主的十八省，東三省、新疆、西藏及內外蒙都被排除。排滿態度與中國各地方地下幫會“反清”傳統相通。故此不少革命組織都有借助秘密會黨勢力進行革命。例如华兴会與哥老會，光復會與青幫，興中會與三合會皆有密切關係；而孫中山亦為洪門致公堂會員。
1905年夏天，孫中山在日本联合兴中会、华兴会、光復會等革命团体，在8月20日于东京成立中国同盟会，提出“驱除鞑虏、恢复中华、创立民国、平均地权”纲领，在《民报》（原名《二十世紀之支那》，為華興會機關刊物，同盟會成立後易名為《民报》）上阐述这一观点。同盟會积极宣传他们的思想，大力推动群众觉醒。《民報》在章太炎、陶成章等主編下，由胡漢民、汪兆銘等執筆，與主張保皇、由康有為、梁啟超執筆的《新民叢報》展開激烈論戰，成為革命思想的重要陣地。同盟會在1907年雖曾一度再次分裂（孫中山因未經眾議收受日本政府的資助:196-197，导致光復會退出。孫中山與汪兆銘、胡漢民等於南洋另組中国同盟会南洋总支部；黃興則繼續支持孫），但在革命中仍起極為重要的作用。
1906年2月，日知會在武昌召開成立大會，由劉靜庵主持。到會的還有孫武、張難先、何季達、馮牧民等百餘人。後來日知會成爲同盟會湖北分會機關。
1906年起，陳去病等人在江南先后组织成立黄社、神交社、匡社等文学团体，1909年又组织成立南社，通过文学创作传播新思想。
1907年7月，部分同盟會會員在東京主張在長江流域發動革命。劉揆一、焦達峰、張伯祥、孫武等人在東京成立共進會，並以孫中山為最高領導人。共進會性質及綱領與同盟會幾乎相同，但不直接隸屬同盟會。共進會是武昌起義的領導組織之一。
1911年1月30日，振武學社改名為文學社，推舉蔣翊武為社長，詹大悲為文書部長，劉復基為評議部長。文學社為新軍內青年軍人組織，旨在通過滲透到新軍中，掌握武裝。文學社是領導武昌起義的另一個領導組織。5月10日，文學社在武昌小朝街設立機關部:154。5月11日，文學社和共進會在武昌召開第一次團體聯合會議:154。6月14日和9月14日，又先後就兩團體聯合再三會議協商:154。7月31日，宋教仁、譚仁鳳等在上海成立中國同盟會中部總會:154。
臺灣和澎湖群島自1895年起為日本所統治，稱日屬台灣。1897年10月，陳少白赴台灣，與楊心如、吳文秀等人成立了興中會台灣分會，招攬台灣人加入革命黨。1910年，改組為中國同盟會台灣分會，並且發展了一個名為復元會的外圍組織。許贊元於1911年赴參加黃花崗起義，失敗後被捕，因父親許南英與清軍副將黃培松熟識而出獄。後來，許贊元與長兄許贊書在1911年11月參加廈門戰役。許贊書在廈門戰役勝利後擔任臨時政府負責人、廈門同盟會會長。賴忠也率部參加了漳州的戰役，包括漳州府治及長泰縣戰鬥。革命黨人控制福建後，台中人張昌赤率軍維持漳州治安，而許贊元的父親許南英出任漳州臨時政府民事局長。
另一方面，台灣文人丘逢甲在乙未割台後，應康有為之邀抵達廣東，於1901年創辦嶺東同文學堂。雖然丘逢甲支持立憲運動，但長期同情、保護革命黨人，鼓吹新思想。1903年，學堂國文課卷出現革命文字，丘逢甲為以天闕賦人權、思想自由的理由為學生辯護，後又前往廣州發展教育。1907年，同盟會發動潮州黃岡起義失敗，丘逢甲勸阻清政府擴大搜捕範圍，他擔任廣東省咨議局副局長、兩廣方言學堂監督，安插古應芬、鄒魯、朱執信等革命黨人任職，方便他們革命活動。1909年，丘逢甲因好友劉銘伯被殺轉為革命派，於黃花崗起義後反對封城，通風報信，大力營救革命黨人。1911年武昌起義後，丘逢甲和廣東各團體共同推舉胡漢民為都督，創立中華民國廣東軍政府，穩定局面。丘逢甲的弟弟丘兆甲率民軍驅逐清朝知縣，出任廣東蕉嶺民政長（即縣長）。在福建宣傳革命的台灣人有廈門中學堂創始人王人驥、阅书报社創辦人卢文启、《南聲日報》編輯黃鴻翔，以及同盟會成員、英華書院教員陳金方及醫生鄭友福等。
興中會台灣分會在台籌集經費，以資助孫文在香港創辦《中國時報》。台北銀行家林熊徵為黃花崗起義捐助經費。霧峰實業家林祖密在惠州起義時，將自己的台北寓所做為惠州起義總指揮處，孫中山在台停留四十多天，又在武昌起義後，資助同盟會福建分會攻打福州。福州都督府成立之初急需資金，黃乃裳向林祖密在內的華僑商界籌得七十餘萬元。此外，當時擔任醫生的蔣渭水，為福建革命軍募集到資金三萬元，經翁俊明轉送給福建海陸軍總司令許崇智，作為革命軍軍餉。
马来亚地区（包括今馬來西亞和新加坡等地）当时为英国殖民统治，称英属马来亚。由於馬來亞地區是當時中國以外華人人口最多和最密集的地方，且当地华人擁有較雄厚的財力，故成为革命党和立宪派竞相争夺的地盘。革命党人在馬來亞地區开展一系列革命活動。孫文多次亲赴該地區並號召當地華人響應革命，这令馬來亞地區成为革命活動的主要中心之一。当地侨商陈楚楠、张永福等成为南洋本地革命人物。1906年，中国同盟会新加坡分会成立，1907年中国同盟会南洋总支部也在新加坡成立。决定发动黄花岗起义的庇能会议即于1910年在槟城阅书报社召开。与此同时，立宪派在该地区宣传卓有成效，保皇会领袖康有为等多次到该地区活动，使该地区成为海外立宪派重要中心之一。邱菽园（曾担任英属各邦保皇分会会长、支持过唐才常的自立军起义）等侨商先后成为保皇会骨干。
孫文以及中國同盟會在馬來亞地区展開革命活動並非一帆風順。由于英國和大清保持外交關係，大清在新加坡和檳城設立領事館成了革命活動阻力。此外，清政府也派外交官和特使到馬來亞各地訪問，受到當地華人歡迎。這些官員訪問的目的主要是呼籲當地華人效忠大清，有的還售賣官銜以拉攏當地華人。中国同盟会南洋总支部支部长胡漢民曾在《南洋與中國革命》中描述南洋华侨，“只要在满洲人底下作过小官儿的到南洋去吹，说道：‘我们家裡三代都是一品大官，我也是身为显官，有阔气的顶戴的！’，这样一吹马上可以哄动华侨来崇拜你。”由此可见，当时马来亚地区华人思想保守。这种保守思想也使在该地区活动的康有为等海外立宪派领袖实行君主立宪制号召得到当地华人响应。
以康有为为首的海外立宪派和以孙文为首的革命党由于对新政治制度构想差距甚大，故这两派以及更趋保守人士在南洋相遇时引发一番大论战。立宪派和革命党都创办自己的报纸，在报上围绕着君主立宪与民主革命课题争论激烈。在论战中，当地华人社会上层是立宪派支持者，为使自己财产不受影响，维护已得利益而拥护立宪派。而一些中下阶层如店员、小商人、文教人士、矿工、胶工、贩夫走卒等平民百姓及会党群众则是革命党支持者。笔战最先在新加坡开始，《叻报》支持清政府，支持立宪派报纸有《南洋总汇新报》、《星报》、《天南新报》等。革命党方面则先后有《图南日报》、《中兴日报》、《星洲晨报》、《南侨日报》等支持。当时《叻报》与《中兴日报》和《南洋总汇新报》笔战成了南洋华文报纸第一次笔战。在马来亚方面，1906年，黄金庆创办《槟城日报》，是革命党在槟城创办第一份报纸。1910年12月10日，孙文、陈新政、莊银安等人在槟城创办《光华日报》。《光华日报》不但是革命党人在马来亚最重要机关报，也是马来西亚新闻史上以及世界华文报业新闻史上发行历史最久的华文日报。“光华”二字意味着光我华夏，乃孙文手定。
除了中國人及華僑外，支持及參與辛亥革命的還有部分外國人；當中以日本人最積極參與中國革命。不少革命組織都在日本成立和運作；而中國同盟會亦在日本人支持革命下在東京成立，部分日本人更加入同盟會成為會員（甚至包括日本社會思想大家北一辉，後於日本二二六事件後被判死刑）。在多次革命起義中都有日本人直接參與，部分更在起義過程中犧牲。

## 武昌起義的酝酿和爆发

### 前期反清武裝起義
從1895年至1911年，興中會、华兴会以及後來的中国同盟会，还有光復會、岳王会等各种革命团体，联合三合会、洪江会等会党势力，共發動十多次反清武装起義。维新派的自立會也在1900年与兴中会合作勤王起义。這十多次起義雖皆曇花一現，但卻在中国国内及海外種下革命種子。這些起義也與該時期中外關係密不可分。
1895年-1900年：第一次广州起义及同时期其他起义
第一次广州起义：1895年春天，中日甲午战争中方战败，4月17日中日签订《马关条约》。10月，以英屬香港为中心的興中會策劃第一次廣州起義，由陆皓东绘制青天白日旗。10月26日，楊衢雲坐镇香港，孫文率领鄭士良、陆皓东到广州，准备一举而袭取广州。但是事机泄漏，清政府展開大搜捕，陆皓东被捕，不幸身亡。「第一次广州起义」宣告失败。孫文及楊衢雲則被清廷通緝。香港在清政府壓力下，下令禁止二人於五年內再次入境。孫文開始流亡海外，在日本、美國、英国倫敦等地宣傳革命及籌措經費。

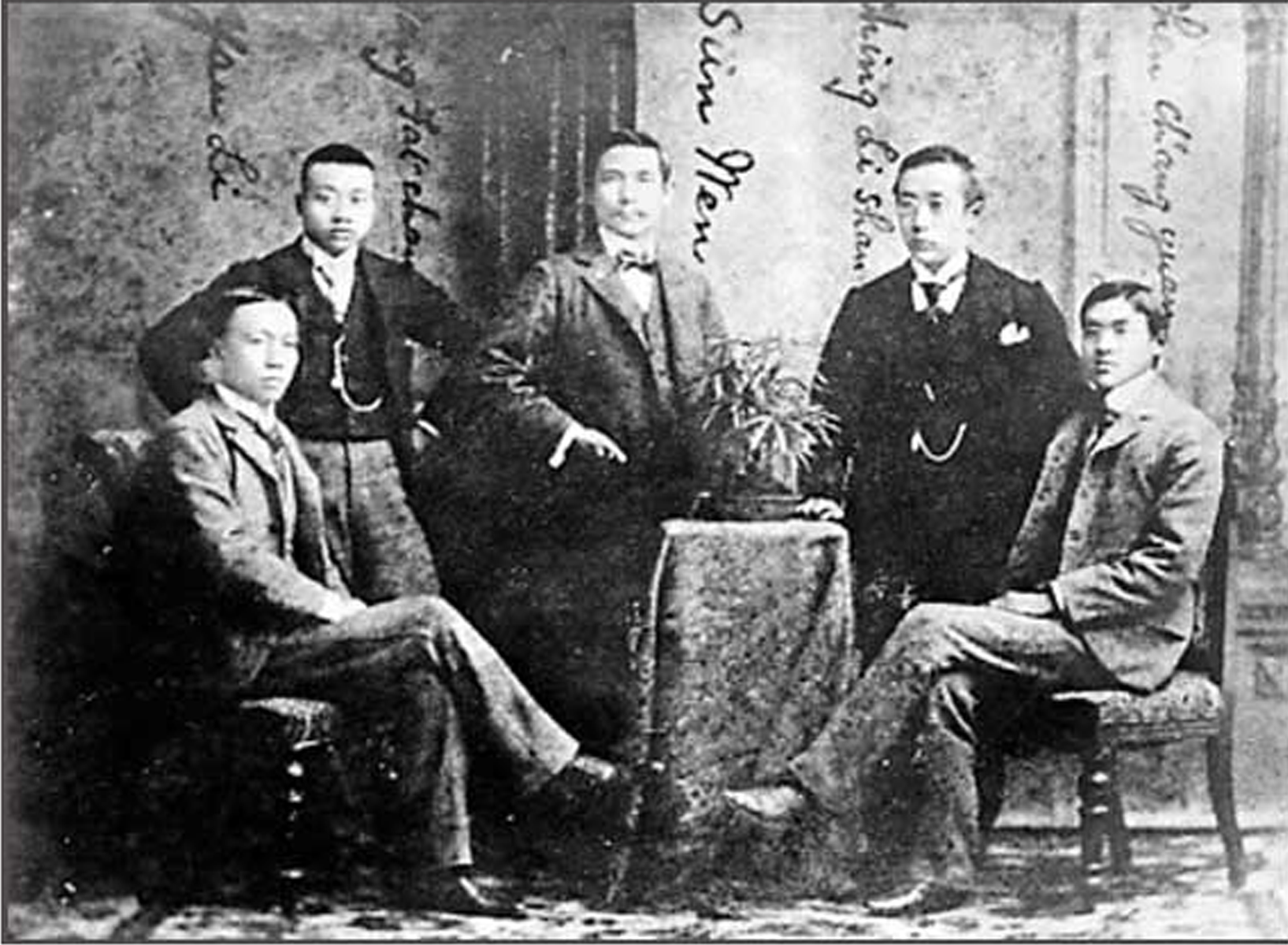
孫文與起義失敗的自立軍骨幹人物合影（1900年冬攝于日本東京）。左起︰尢列、唐才質、孫文、秦力山、沈翔雲

自立军起义：1900年，华北發生义和团运动，八国联军6月进攻北京，东南互保形成。谭嗣同的生前挚友、湖广总督张之洞的门生、唐才常在1900年初，於東亞同文會的支持下秘密組織「正氣會」，對外則託名「東文譯社」，又在1900年3月改名為自立會，因他的激進派立場遂能同時號召維新派、清軍士兵、革命黨、以及興漢會裡的各會黨人員。這支力量中軍人方面由秦力山、吳祿貞等人領導，會黨方面則由身為哥老會龍頭的畢永年來聯繫，康有為與梁啟超負責向海外華僑募集餉糈，用以接濟義師。1900年7月26日，在上海愚園招開中國議會，投票選出容閎為議長，嚴復為副議長，唐才常、汪康年、鄭觀應等十人為幹事，決定以自立會為基礎成立自立軍，訂在漢口、漢陽、安徽、江西、湖南等地同時起事，北上營救光緒皇帝，建立漢人執政的君主立憲國家。唐才常事前获得孙文兴中会的支援，收攬孫文的部份人手如畢永年、林圭、秦力山、吳祿貞、與「哥老會」等，最後卻没有得到康有为原先許諾的金錢資助。由于张之洞向清廷输诚，英国又放弃支持起义从而促成张之洞独立的阴谋，致使事败，唐才常等12位起义领导人在汉口被捕，在武昌紫阳湖畔被斩首。自立軍起義還未全面展開，便被張之洞徹底消滅，更使得興中會來不及在廣東發難響應。
惠州起義：1900年，孫文決定发动軍事起義。6月，孫與鄭士良、陳少白、楊衢雲、英国退伍兵摩根（Rowland J. Mulkern）及日本人宮崎滔天、平山周、內田良平等從橫濱抵達香港，但被香港政府拒絕入境。9月25日，孫在日本黑龍會幫助下，經馬關赴台灣。會見民政長官之後，得到台灣總督府官員承諾支持在廣東舉事。孫於是在台北建立起義指揮中心。10月8日，孫命鄭士良等人于惠州三洲田（今深圳市三洲田）發動起义，也稱惠州起義、庚子革命、庚子首义、三洲田首义等。起義軍在三多祝發展至2万人。10月19日，日本政局变化，伊藤博文第四次组阁，下令台湾总督府不得接济起义军。起义军因粮绝弹尽而解散，不久在清政府镇压下宣告失敗，史堅如、山田良政等被殺。孫被台灣總督府送離境，回到日本。
1900年-1907年：萍浏醴起义及其他起义
大明順天國之役：1903年1月25日至1月28日（光緒二十八年十二月廿七日至卅日）由興中會謝纘泰、李紀堂與原太平天國將領洪全福共同策划在廣州起義，起义目标是建立“大明順天國”，眾人擬推容閎為起義成功後臨時政府的大總統。该次起义因事泄而失敗。
萍浏醴起义：1904年10月，华兴会黄兴联络湖南民间会党洪江会首领马福益，计划在农历十月初十日慈禧寿辰时在长沙发动起义，事泄遭清兵追捕，黄兴逃亡，马福益于1905年春在萍乡被俘，后在长沙被杀害。马被害之后，其门徒继续暗中联络，欲为马报仇。同时在1905年，华兴会与兴中会在东京合并为同盟会，继续策划反清起事。1906年春，同盟会派遣会员刘道一、蔡绍南等从日本回到湖南，联络洪江会，宣传同盟会纲领，确定江西萍乡、湖南浏阳、醴陵三处同时发动起义，萍乡方面以安源煤矿矿工数千人为主力。12月初起义爆发，各路起义军遍布附近几县，在几天内占领麻石、文家市、上栗市等重要市镇，推举洪江会首领龚春台为起义军都督，发布《中华国民军起义檄文》。起义军声势浩大。清政府调集湘、赣、鄂及江宁（今南京）数万军队镇压，起义军失败，刘道一等死难，李燮和等逃亡。
黄冈起义：1907年5月，中國同盟會及三合會许雪秋、陈芸生、陈涌波、余紀成、何子渊等发动黄冈起义，一举占领黄冈城（今潮州饒平縣）。许雪秋、陈芸生為新加坡華僑，在新加坡加入同盟會。起义後，清潮州总兵黄金福立即带兵前往镇压，革命党200餘人遭到杀害，历时6天的黄冈起义遂告失败。
七女湖起义：1907年，孙文派人到广东惠州发动起义，以响应黄冈起义。6月2日（阴历四月廿二），邓子瑜和陈纯等集合少数三合会党在距惠州20里的七女湖截获清军防营枪械，击毙巡勇及水师哨弁多人。5日，进攻泰尾，清守兵溃逃，起义军乘胜连克杨村、三达、柏塘等地，旋又在八子爷打败清营管带洪兆麟。归善、博罗、龙门各地会党纷起响应，队伍增至200余人。清水师提督李准急调兵镇压，起义军声东击西，使清军疲于奔命。后因黄冈起义失败，起义军得不到支援，遂在梁化墟解散。部分起义军流亡香港，大部分退入罗浮山区。
1907年-1910年：安庆起义与其他起义
安庆起义：1907年7月6日，光復會的徐錫麟在安徽安慶起義。徐錫麟時任安徽巡警处会办兼巡警学堂监督，在畢業典禮當天刺殺安徽巡撫恩銘，然後率學生軍，連同陳伯平等與清軍戰鬥，激戰四小時後寡不敵眾戰敗，徐錫麟、陳伯平、马宗汉等被捕後被處死。秋瑾亦因而受牽連被斬首。
钦州和防城起义：1907年8月，廣東（今屬廣西）欽州的那彭、那麗、那矺等三鄉反抗塘捐出現民變，孫文命中國同盟会会员、原三合會首領王和順為“中華國民軍都督”前往聯繫，於9月率眾成功攻取防城。之後圖攻取欽州，未果，最後退到十萬大山一帶，王和順返回越南。
镇南关起义：1907年12月2日，原三合會首領黃明堂受孫文委派，以「鎮南關都督」之名，在守軍作內應下，攻佔中越邊境之鎮南關炮台。孫文、黃興、胡漢民等親自在炮台指揮作戰。廣西提督調陸榮廷率四千人圍攻，革命軍退入山區。鎮南關起義失敗後，清政府到安南追查孫等人，孫轉赴新加坡，待武昌起義成功才再次踏足中國。
钦廉上思起义：1908年2月，黃興以越南為基地，以二百多人從越南進攻廣東欽州、廉州，作戰十四天。是為欽州、廉州起義。
河口起义：1908年4月發動於雲南河口，丁怀瑾先潜入云南联络，4月30日黃明堂從越南率二百餘人進攻雲南河口，守軍響應兵變。黃興赶到参与指挥，后返回河内另组队伍支援，在越南老街，被法国警察怀疑为日本人，遭扣押递解出境。至5月26日清軍攻陷河口，部分革命軍退入越南。
马炮营起义：1908年11月19日夜，安徽岳王会成员熊成基、范传甲等趁太湖秋操，安庆城内空虚之际，发动安庆马营(骑兵营)和炮兵营新军士兵起义。苦战一昼夜，未能突破安庆城防后撤退至合肥后解散。熊成基只身逃往日本。这是新军第一次起义。
庚戌新军起义：1910年2月12日，黃興、胡漢民及新軍內的中國同盟会会员（原岳王会会员）倪映典，乘广州警察与新军发生冲突，率广州新军起义，阵亡百余人，被捕百余人，另有百余人撤至香港，倪映典牺牲，起义失败。史称“庚戌新军起义”。
1910年-1911年：第二次廣州起義（黃花崗起義）

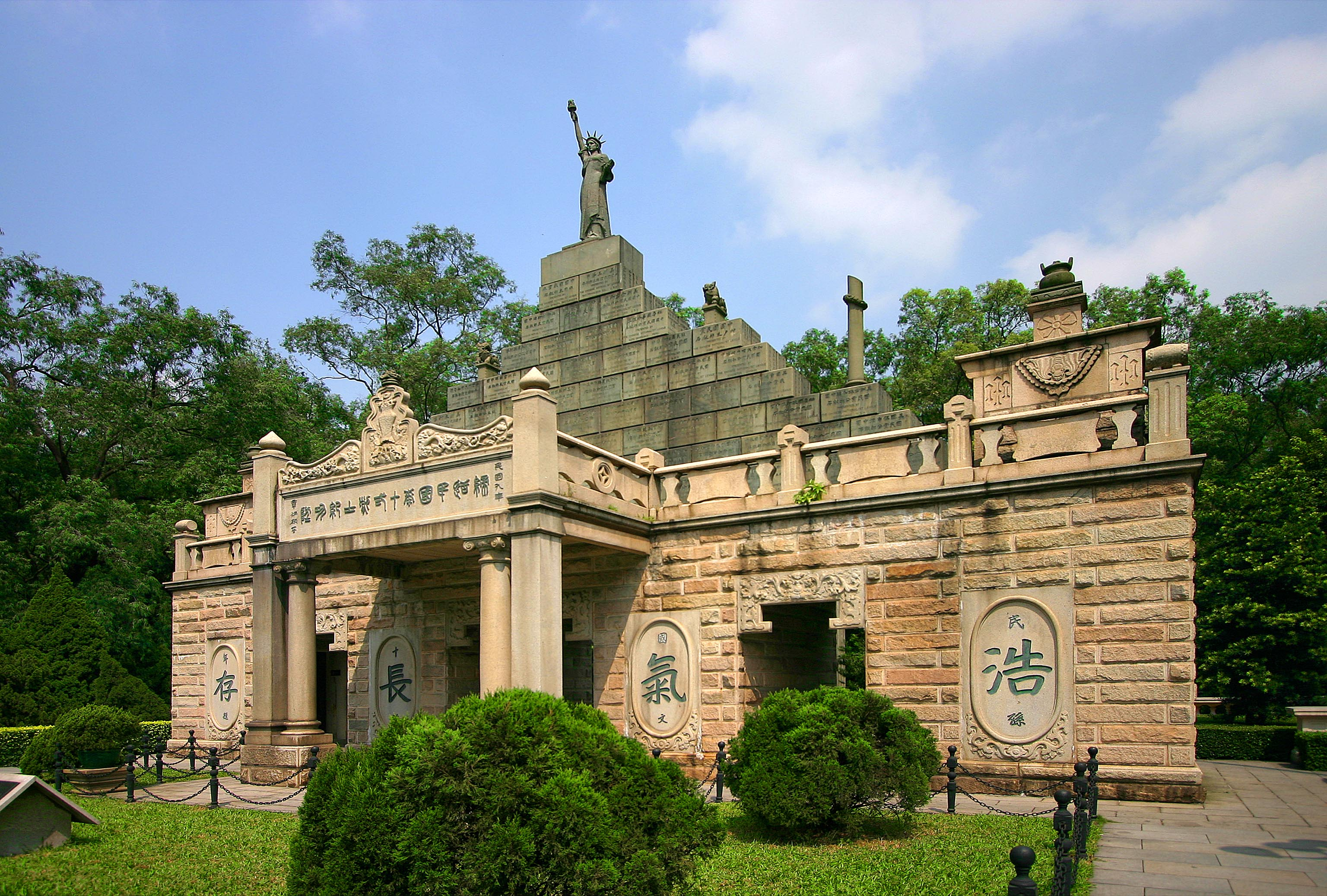
广州，黄花岗七十二烈士墓

1910年11月13日，孫文在馬來半島的檳榔嶼，召集趙聲、黃興、胡漢民、鄧澤如等同盟會重要骨幹参加庇能会议。以之前用會黨為主力在邊區起義皆未能成功，革命陷入低潮，議決集同盟會精英，在廣州起義，和清政府決一死戰。
1911年4月27日，赵声、黄兴等人在广州领导起义。起义队伍与清军展开激烈巷战，最终因力量不敌而失败。后收殓到黃花崗七十二烈士合葬，由此建成黄花岗七十二烈士墓。此次起义中，牺牲起义军不止此数。牺牲者多為中國同盟會精英。《蔣宋美齡給廖承志公開信》中所提“再者毋忘黃花崗七十二烈士中，有對中山先生肝膽相照之日本信徒為我革命而犧牲者。”查《黃花崗七十二烈士之碑》收72人姓名及1932年所立《补书辛亥三月廿九广州革命烈士碑》收陈文友等14人姓名，其中並無日本人名，不知其所据何來。然日本人梅屋庄吉确曾协助革命党人购置军械。此次起义失败后，蒋翊武、刘尧澄乃派詹大悲、杨玉如赴上海与宋教仁等谋划武汉大举。

### “皇族内阁”：立宪派转向革命

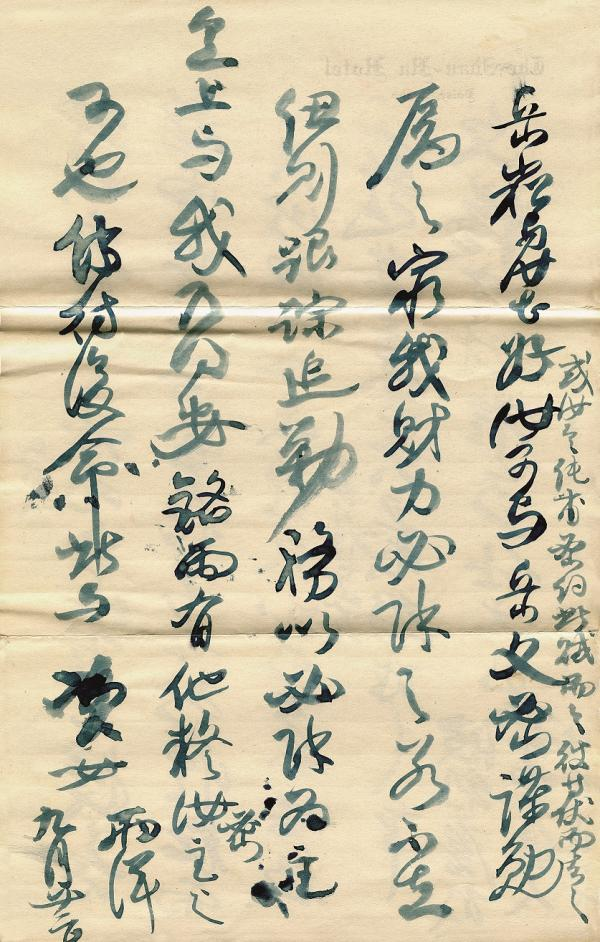
康有为谋刺孙中山的手令

立憲派是清末支持以君主立憲实现政治改良的群體，原与革命派为敌。但在辛亥革命中，許多人轉為支持革命。
1905年10月20日，保皇党领袖康有为密令刺杀孙文，直称：“宁我事不成，不欲令彼事成也。”“最我财力，必除之。如不在纽，则跟踪追剿，务以必除为主，皇上与我乃得安。”
1906年，清政府为消弭革命、拉拢立宪派人士，诏告“预备立宪”，张謇、汤寿潜、郑孝胥等遂于上海成立“预备立宪公会”。:751907年，康有为被迫顺时势改“保皇会”为“中华帝国宪政会”。:751907年，清政府宣布改革官制，借机“黜汉员、擢满臣”，政府实权大部为满族贵族掌控。:771908年，清政府宣布“钦定宪法大纲”，以“君上大权”为大纲核心，使作为民意机构的“议院”成为皇帝一人的咨询机构。:771908年，西太后和光绪帝去世，摄政王载沣诏令成立各省咨议局，将九年立宪改为六年，一边再度集权力于满人和皇族一身，以巩固皇权和满权。:77载沣本人除以监国摄政王身份代理大元帅、亲统近卫军以外，又命其弟载洵任海军大臣，弟载涛任军咨大臣，皇族荫昌任陆军大臣，更黜退袁世凯等汉员大吏，将军政大权集于满族皇族一身。:77面对各省咨议局议员和立宪派的四次国会请愿行动，清政府皆不为所动。:77

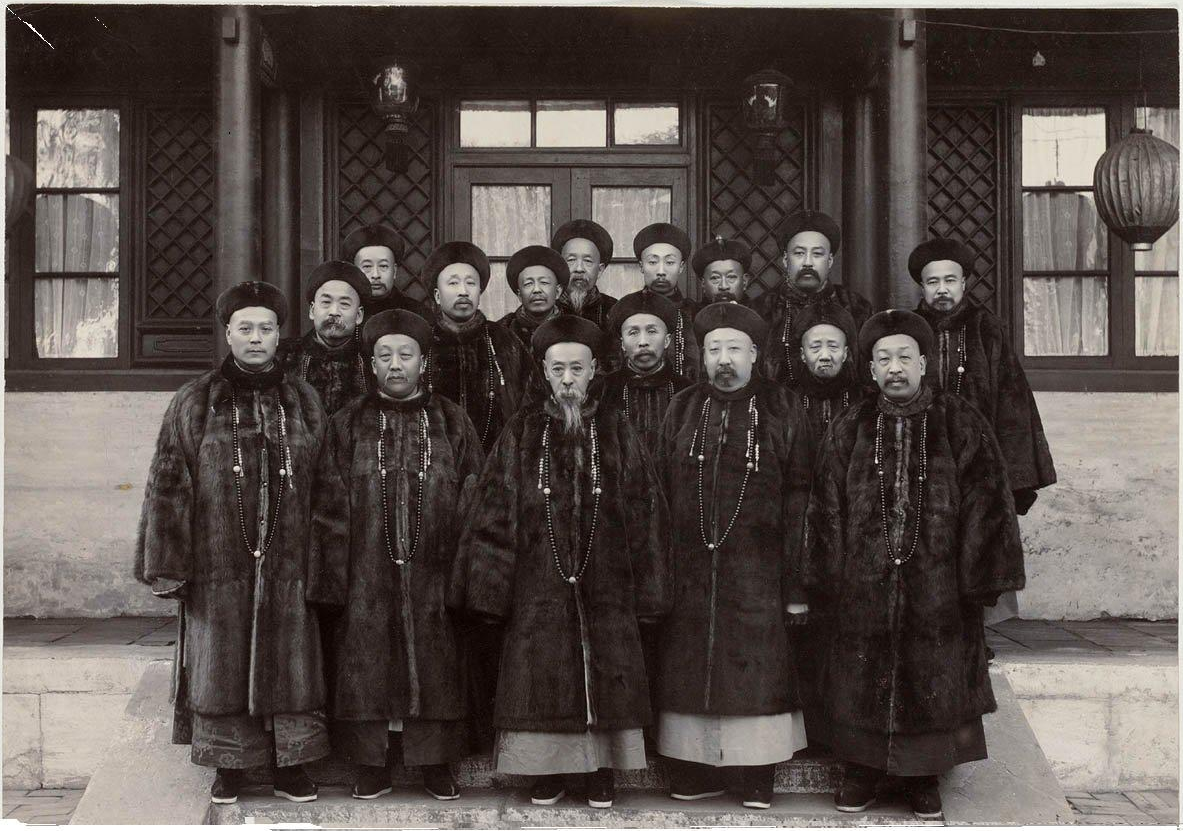
皇族内阁部分阁员合影。前排左起：3奕劻，4那桐，5戴鴻慈。中排左起：3瞿鸿禨

1911年5月8日，清廷組成首届內閣，以庆亲王奕劻为总理大臣:154。13名内阁成员中有8名为满族，有4名为汉族，有1名為蒙古族。而8名满族阁员中又有7名是宗室、觉罗，即皇族。人们認為该内阁是「皇族主导内阁」，不合君主立宪制的精神，故讥称為「皇族内阁」。各地立宪派大失所望，認為清廷无立宪诚意。

### 保路運動：“成都血案”酿成起义

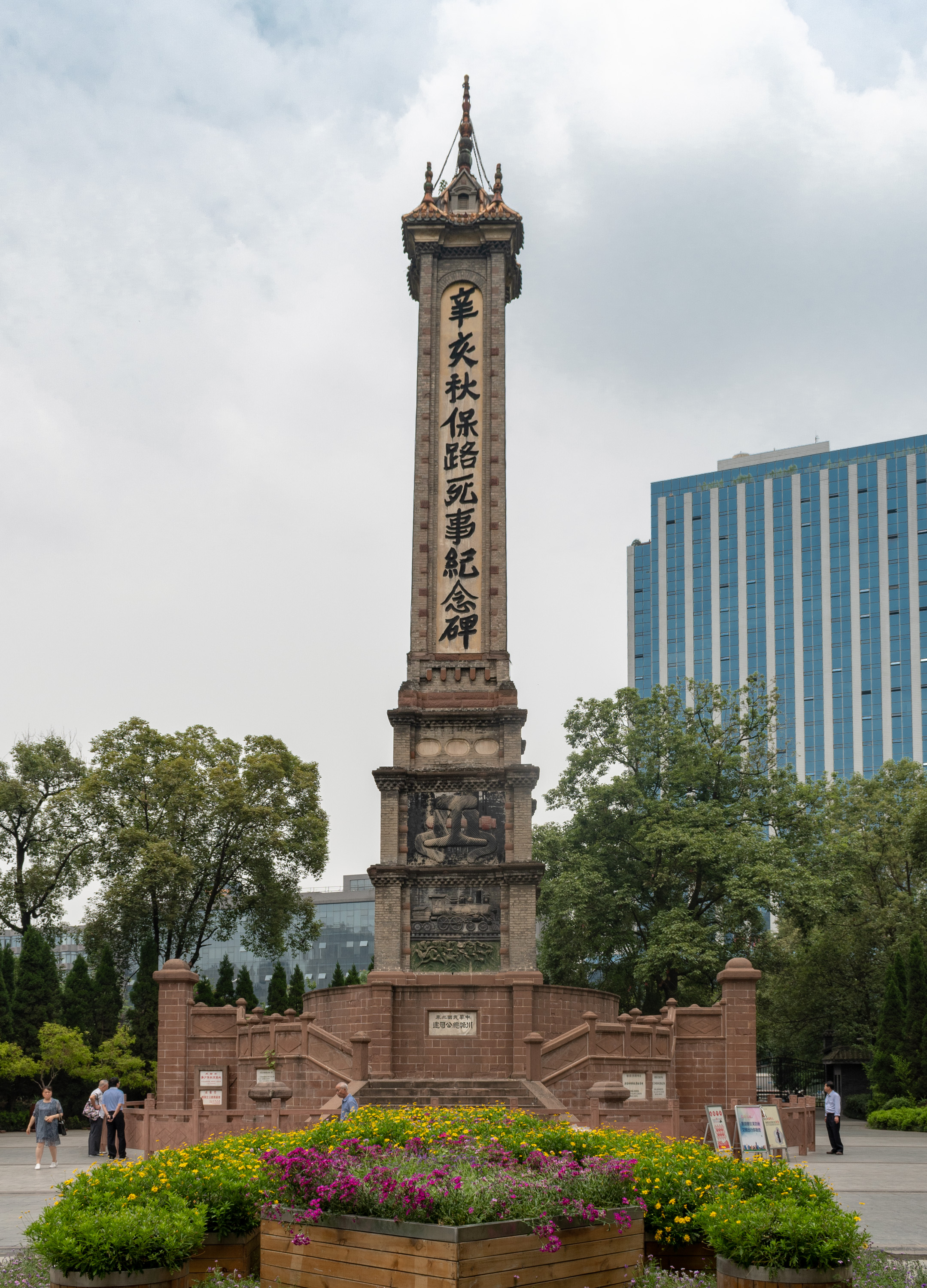
1913年樹立的辛亥秋保路死事纪念碑，位于今成都人民公园内

1911年5月9日，清廷頒佈鐵路國有政策:154。清廷宣佈收回由民間出資建造的粵漢鐵路、川漢鐵路。這一舉措引起湘、鄂、川、粵四省各階層的強烈不滿，掀起四省保路運動，尤以四川最爲強烈。5月17日，四川保路同志會在成都正式成立:154。四川民間各團體推舉四川谘議局議長蒲殿俊為會長，副議長罗纶为副会长，張貼文告，四處講演，甚至上京請願。8月，四川保路同志會在成都及附近各州縣發動罷市、罷課:154。8月5日，在成都召開川漢鐵路股東特別大會，8月24日，群衆開展罷市罷課，9月1日，在川漢鐵路公司股東會議的號召下，開展抗糧抗捐活動。9月7日，四川总督趙爾丰誘捕保路同志會領袖，封閉鐵路公司和同志會。這一舉措激起大量群眾到四川總督衙門請願，趙爾丰下令清兵彈壓，打死30餘名請願群衆，釀成成都血案。9月8日，成都附近農民在中国同盟会和會黨組織哥老會的領導下組成保路同志軍起義，圍攻省城，與清兵交戰，附近州縣群众紛紛響應，幾天内隊伍發展到20多万。9月25日，同盟會會員吳玉章、王天傑等人領導榮縣獨立。清朝政府得知激起民變，成都被圍后，非常驚恐，忙将四川总督赵尔丰免职，并調渝汉铁路督办端方署理四川总督，率一部分湖北新軍入川，是时全国革命党人加紧活动，革命大有一触即发之势，湖北空虚，是導致武昌起義的直接原因之一。
四川保路运动是由立宪派发动和领导的。他们力图把运动控制在文明争路的范围内，要求人们只求争路，不反官府，不打教堂，更不得聚众暴动。同盟会虽然没有掌握保路运动的领导权，但他们执行“借保路之名，行革命之实”的策略，暗中联络会党，准备武装起义。

### 起义爆发与軍政府成立

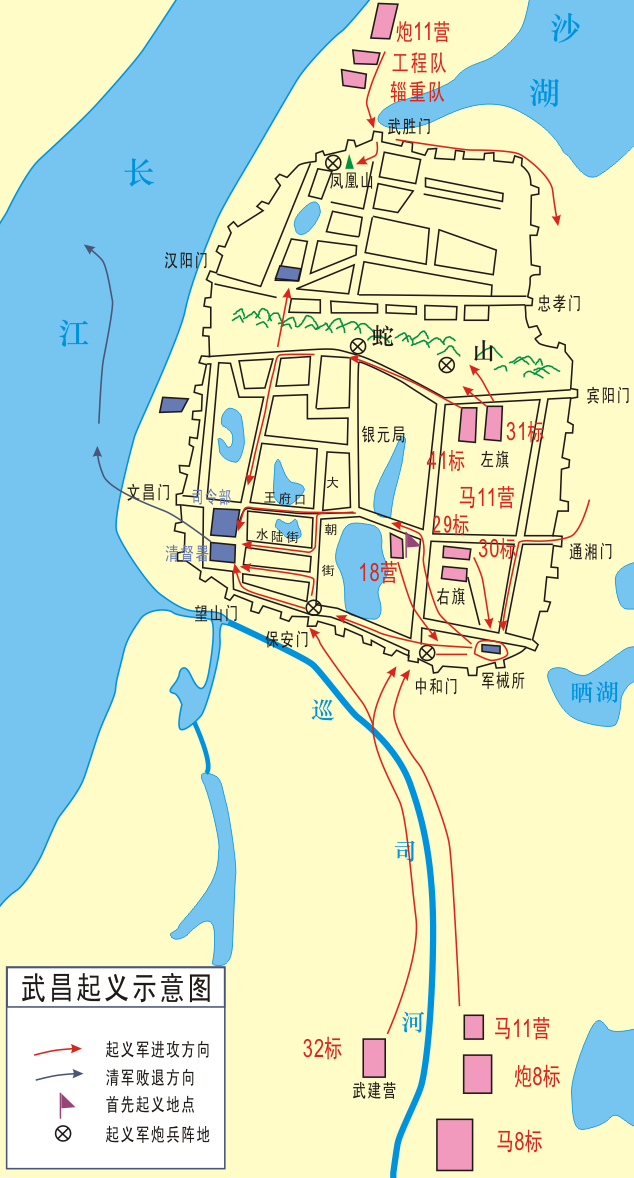
武昌起义示意图

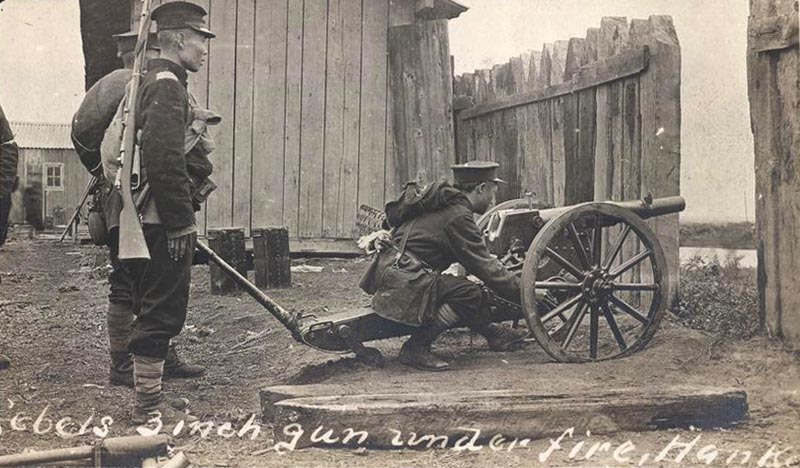
武昌起義中，起義軍的三英寸口径大炮正在开火，汉口，1911年（注文为英文：Rebels 3 inch gun under fire, Hankou, 1911）

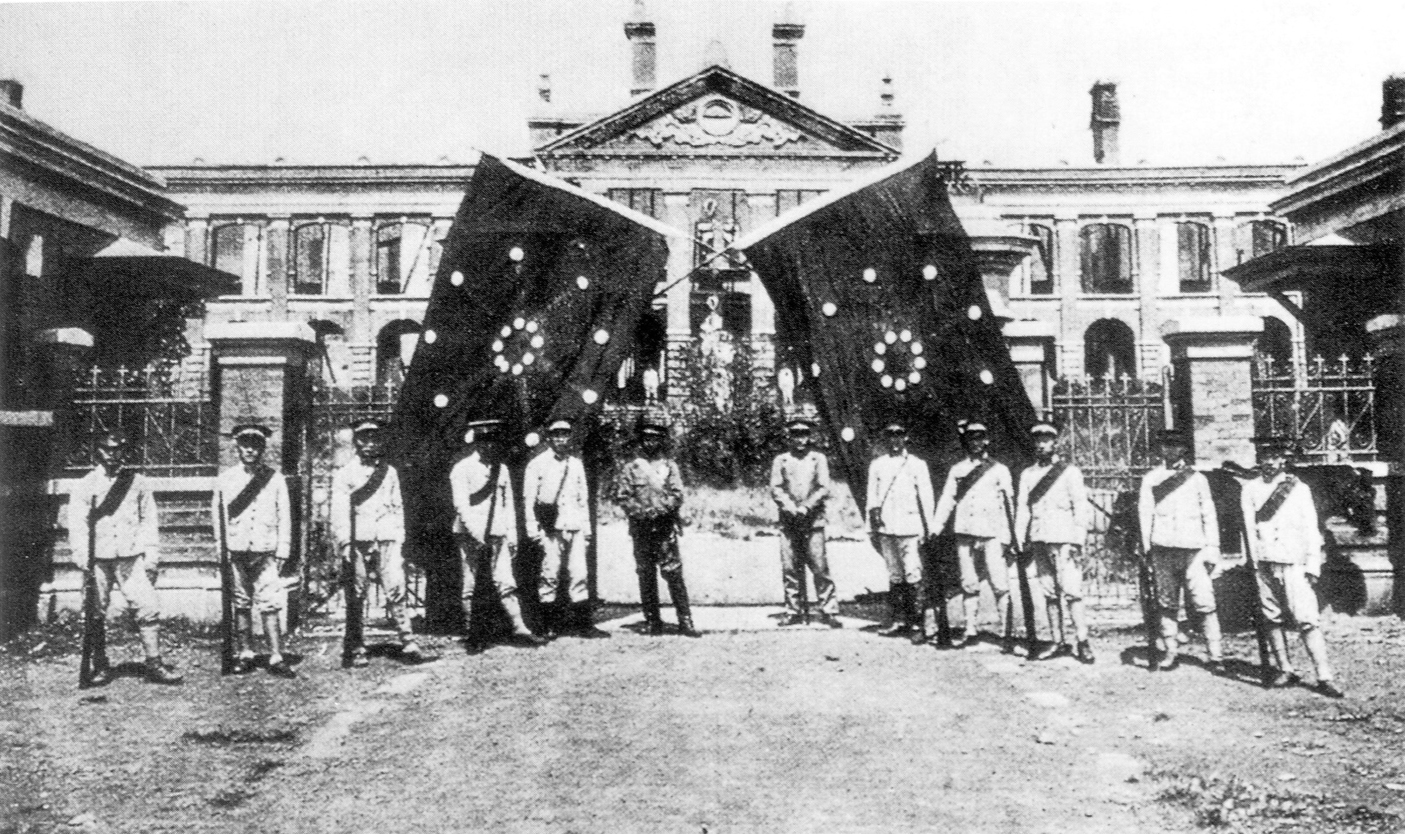
1911年10月11日，中華民國軍政府鄂軍都督府成立。图为民军在都督府门口合影

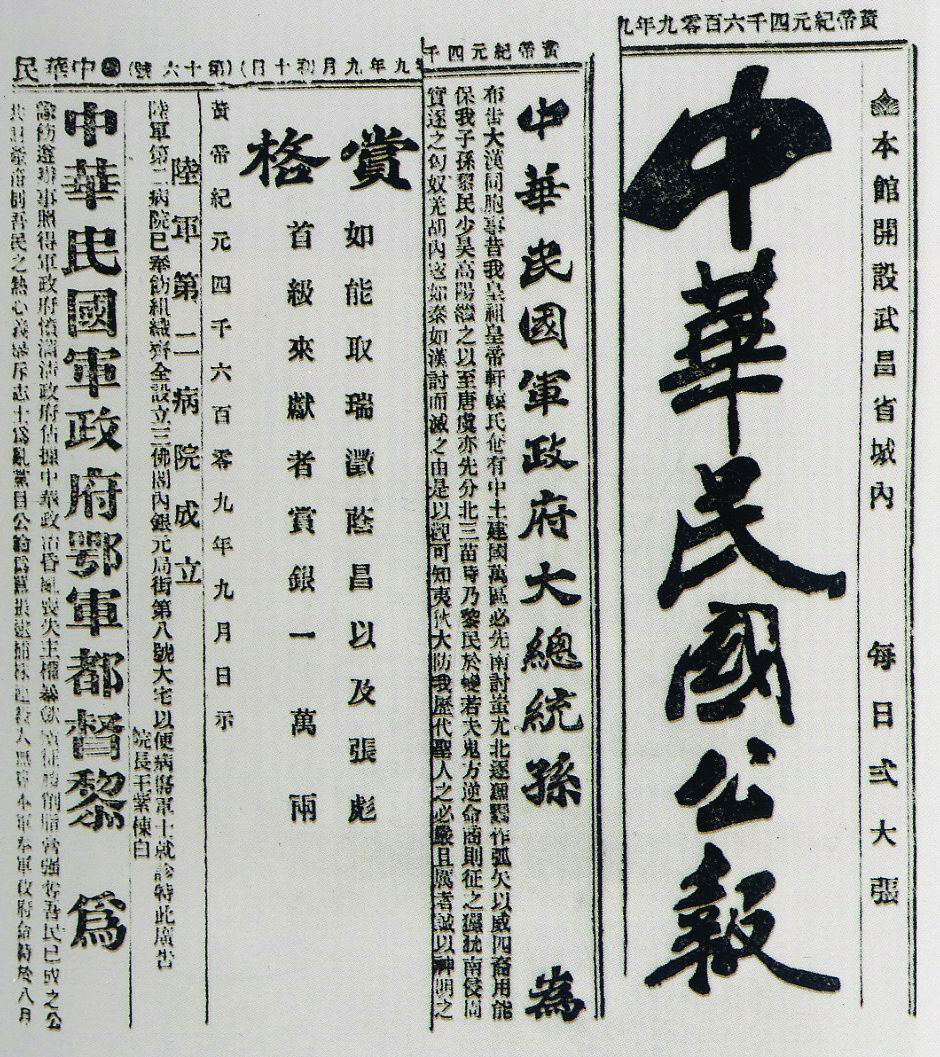
10月31日，鄂軍都督府機關報《中華民國公報》刊登《中華民國軍政府大總統孫為布告大漢同胞書》

1911年10月10日，湖北武昌起義，革命軍隨即佔領武昌、漢陽、漢口，成立軍政府，宣佈湖北獨立:27。
湖北新軍原為張之洞所練的“江南自强军”，中下層軍官不少曾官費派日留學，因而遍布革命黨人。當中以共進會及文學社兩個革命團體滲透最廣。保路運動釀成民變后，端方奉命率湖北新军入四川鎮壓。此時，武漢新軍大部被調入川，武漢防務非常空虛，革命黨人認爲這是發動起義好機會。
1911年9月24日，文學社和共進會聯合大會在武昌召開，討論通過「起義計劃」:154。在同盟会中部总会谭人凤的策动下，由雙方負責人和新軍代表60餘人參加的聯席會議，會上組建起義的領導機構——起義總指揮部。文學社負責人蔣翊武被推舉為總指揮，共進會負責人孫武被推舉為參謀長。共進會負責人劉仲文（刘公）被推舉為政治籌備處總理。起義總指揮部設于武昌小朝街85號文學社機關（张廷辅寓所），正值籌備處設于漢口俄租界寶善里14號（临时租用的住宅）。起義機關定為1911年10月6日（農歷八月十五日，中秋節），後因準備不足，起義日期推遲到10月16日。
10月9日共進會领导人孫武在汉口俄租界寶善里14號秘密製造炸彈時發生事故，孙武被炸傷。俄國巡捕前來搜查时，孫武和刘仲文等人及时逃脱。后来刘仲文派妻子和弟弟返回去取起義的文件，旗幟等，不幸被俄租界巡捕捕获。湖廣總督瑞澂聞得此事後下令全城戒嚴，搜捕革命黨人。文學社負責人蒋翊武聞訊后，決定當夜發動起義，並派人給各營送信。當日晚彭楚藩、劉復基在起義總指揮部被捕、楊宏勝在運送彈藥的路上被捕，10月10日晨彭劉楊三人被瑞澂斬首，新軍的革命黨人人心惶惶。
共進會總代表、新军工程营后队正目（相當於班長）熊秉坤等人決定提早起義，並拉來隊官（相當於連長）吳兆麟作爲起義軍臨時總指揮，熊秉坤為參謀長。1911年10月10日（農曆八月十九日）晚七時許（確切事發時點已無可考證，只能確定是日暮以後午夜以前事發），共进会会员士兵程定國與正目金兆龍抱著步槍睡覺，且在身上藏匿子彈。被夜巡的哨長（相當於排長）陶啟勝發現，痛罵「幹甚麼，想造反啊！」，金兆龍回話：「造反就造反！你能怎樣？」與陶啟勝扭打，程定國乘陶不備，以槍托打傷陶，又從背後開槍，把陶啟勝打成重傷，發出武昌起義第一槍。（舊說第一槍是熊秉坤所發，有誤。）起义士兵首先發難攻佔楚望台軍械庫，繼而深受文学社和共进会等革命团体影响的大部分新軍共同響應。吳兆麟、熊秉坤率起義部隊攻打湖广总督府，在武汉南湖炮隊的炮擊下，起義軍在次日黎明前，佔領總督幕府，湖廣總督瑞澂乘船逃到上海。
10月10日深夜，正在保定军咨府军官学校学习的辛亥革命元老、中国同盟会嘉应州主盟人何子渊六弟何贯中（中国同盟会员），第一时间得知起义发生，立即将同寝室的李济深等同学组织起来，潜出校外，将清军南下唯一大动脉漕河铁桥炸毁。漕河铁桥被炸，清军南下镇压起义运动行程被耽搁，大大支援湖北武昌起义军接下来的军事行动，更重要是为革命党人在全国范围内举事赢得充裕时间。
10月11日黎明，起義軍聚集在湖北谘議局大樓會議廳，新军第八镇十五协二十九标二营司务长蔡濟民召集會議，商討組建軍政府和推舉都督人選。除革命黨人吳醒漢、徐達明等十餘人外，還邀請谘議局議長湯化龍、副議長張國溶以及議員，還有舊軍官吳兆麟參加。會議請湯化龍主持。吳兆麟提議由陆军第二十一混成协統領黎元洪擔任都督，立憲派一致擁戴，部分革命黨人也因爲黄兴、宋教仁不在武昌，彭楚藩、劉復基、楊宏勝被害，孙武被炸傷，蒋翊武被迫逃跑，沒有更好人選表示同意，因此會議通過以黎元洪為都督，湯化龍為民政總長（一說為總參議）。
11日上午，武昌全部遭到革命軍佔領。晚上成立謀略處。在謀略處主持下，宣佈成立中華民國軍政府鄂軍都督府（即湖北軍政府），公佈軍政府檄文和《安民布告》，宣佈改國號為中華民國，廢除清朝宣統年號，改用黃帝紀元，宣統三年改爲黃帝纪元4609年。軍政府建立參謀部、軍務部、政事部、外交部。以谘議局大樓為辦公地，十八星旗為軍旗。謀略處以軍政府名義發佈《布告全國電》，《通告各省文》等文告通電全國。
10月12日，革命黨人陆军第二十一混成协第四十二标士兵胡玉珍、邱文彬、趙承武等在漢陽发动起義，佔領漢陽；随后趙承武率起义軍攻佔漢口。至此，武漢三鎮全部掌握在革命軍手中。

### 列强的中立与调停
武昌起义后，鄂军都督府成立军事外交科、外交局等部门，最终合并为外交部，胡瑛任部长，王正廷任副部长，胡朝宗、夏维崧、石龙川、刘凤书、江华本、姚勉之、陶宗汉等分任秘书、科长、参议等职务，余日章为外交部驻汉交涉局局长。胡瑛向各国驻汉口领事馆送交照会。
据田桐称，各国驻汉口领事起初对革命政权颇为敌视，以“义和团”视之，德国领事甚至主张向武昌民军开砲，此事为法国领事羅氏（Ulvsse-Raphael Reäu）所阻。因罗氏与孙中山熟识，“适刘仲文草一布告，署临时大总统孙文之名”，罗氏在会议上声称“武昌布告，临时大总统为孙文。孙文，我之老友也。其人所言，主张共和政体，甚有规模，安可以义和团目之？”各国驻汉口领事团遂严守中立，并颁布中立文告。
1911年10月17日上午，英、俄、法、德、日五国驻汉口领事推举英国领事葛福向鄂军都督府递交会衔公文，承认民军为国际法上的交战团体，各国将严守中立。10月18日，五国领事：英国總领事葛福、俄國總領事敖康夫A．N．Ostroverkhow、法國領事侯耀（時又稱“羅氏”）、德國領事米雷尔Max Müller、日本總領事松村贞雄）发布会衔布告。
| 國家        | 領事職務 | 姓名                                    |
| ----------- | -------- | --------------------------------------- |
| 英國        | 總领事   | 葛福                                    |
| 美国        | 總領事   | 顾临                                    |
| 俄罗斯帝国  | 總領事   | 敖康夫A．N．Ostroverkhow                |
| 法国        | 領事     | 侯耀（時又稱“羅氏”）Ulvsse-Raphael Reäu |
| 德意志帝國  | 領事     | 米雷尔Max Müller                        |
| 大日本帝国  | 總領事   | 松村贞雄                                |
| 葡萄牙      | 領事     | 英國領事代                              |
| 荷蘭        | 副領事   | 汉德                                    |
| 比利时      | 領事     | 穆拉德Albert Meulaert                   |
| 義大利      | 領事     | 法罗特                                  |
| 丹麦        | 領事     | 驻上海领事兼                            |
| 瑞典 · 挪威 | 領事     | 林德曼K．Lindemann                      |
| 墨西哥      | 領事     | 哈伯滋R．Herbertz                       |

12月2日，通过英国驻汉口领事葛福的斡旋，武汉革命军与清军达成停战协议。
期间，英国政府训令驻华公使朱尔典“就册立孔子之子孙孔侯〔公〕爵为皇帝事速与日本国公使密议”，日驻清公使伊集院彦吉将该案报告日本政府，日本民间也盛倡立衍圣公孔令貽为新帝。

### 清廷的反应
荫昌督师南下

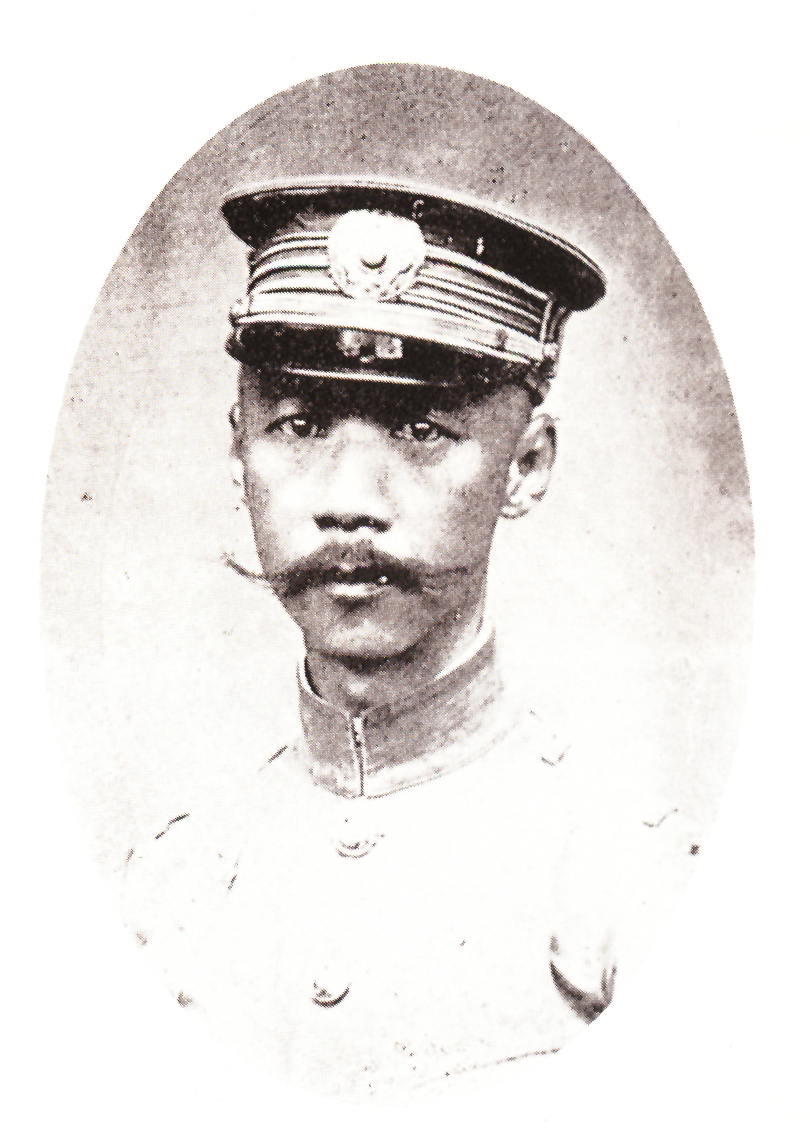
荫昌戎装像

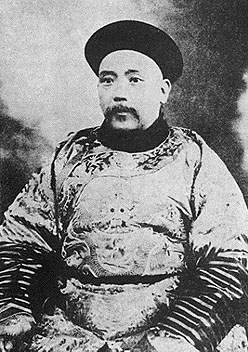
任大清国內閣總理大臣時的袁世凱

1911年10月12日，清廷派荫昌率领北洋第一军（由陆军第四镇和陆军第二镇的陆军第三混成协、陆军第六镇的陆军第十一混成协编成，总统官由荫昌兼）、第二军（由陆军第五镇、陆军第三镇的陆军第五混成协、陆军第二十镇的陆军第三十九混成协编成，总统官为冯国璋）开往湖北镇压武昌起义（参谋长易乃谦，副官长兼总执法官丁士源），同盟会会员蔡德辰、陈雄等企图在京汉铁路正阳门西车站刺杀荫昌未果。10月15日，荫昌途经彰德会见袁世凯时，袁告诉荫昌切勿轻战。10月17日荫昌到达信阳指挥，但由于北洋两军系袁世凯旧部，不听指挥，镇压并不得力，同时湖南、山西、江西、陕西等省相继宣告独立。10月27日，清廷召回荫昌，派袁世凯为钦差大臣督办湖北剿抚，并改任冯国璋为北洋第一军总统官，任命段祺瑞为北洋第二军总统官，荫昌随陆军第八镇留在前线参加反攻。11月1日，袁世凯内阁成立，荫昌被任命为军谘府大臣暂管陆军大臣事务。
据叶恭绰笔记曰，“武昌变起，瑞澂逃，荫昌督师而不甚负责。当时清廷即分两派：一派主张严申军令，用亲贵督师，以张挞伐；一派主张起用袁世凯。争不能决，乃奏请隆裕太后决定。太后主起用袁，议乃定。其后一切均由此发轫也。”袁世凯起用前后，清廷应对革命的方略产生重大变化。此前，清廷对湖北民军的态度是“一致主剿”，此后则出现“抚”的呼声。
袁世凯复出与镇压
10月14日，经内阁总理大臣奕劻、协理大臣徐世昌和那桐保举，监国摄政王醇亲王载沣任命两年前被罢黜、现在彰德洹上村养病的袁世凯为湖广总督，10月14日派内阁参议阮忠枢持上谕和奕劻亲笔信同内阁统计局局长杨度一起抵达彰德，王锡彤、杨度及袁克定均劝袁世凯不要出山，袁遂托病不就，于10月16日上谢恩折。同时袁向阮忠枢提出出山条件即“节略八条”，大意为调兵、拨款、军谘府及陆军部不要“遥为节制”。10月15日，荫昌途经彰德会见袁世凯。10月22日，湖南省独立。10月23日，江西省九江独立。10月27日，朝廷任命袁世凯为钦差大臣，统率北洋軍向武漢進攻。袁督师到鄂，驻节孝感萧家港。由于海军全体昄依革命党，北洋军渡河受阻。袁世凯坐镇北方，铁腕镇压长江以北的起义，以确保自身地位的稳固。
| 番号           | 驻地                   | 反革命 | 革命 | 统制（师长）                           |
| 陆军第一镇     | 北京仰山洼             | #      |      | 何宗莲                                 |
| 陆军第二镇     | 保定、秦皇岛           | #      |      | 先马龙标，后王占元                     |
| 陆军第三镇     | 吉林、长春、锦州等     | #      |      | 曹锟                                   |
| 陆军第四镇     | 天津马厂               | #      |      | 吴凤岭                                 |
| 陆军第五镇     | 济南、潍坊、昌邑等     | #      | #    | 张永成，留守代理贾宝卿                 |
| 陆军第六镇     | 北京南苑               | #      | #    | 先吴禄贞，后李纯                       |
| 陆军第八镇     | 武昌                   | #      | #    | 张彪                                   |
| 陆军第九镇     | 南京                   |        | #    | 徐绍桢                                 |
| 陆军第十镇     | 福州、福宁、延平等     |        | #    | 孙道仁                                 |
| 陆军第十七镇   | 成都                   |        | #    | 朱庆澜，程潜（参谋长）                 |
| 陆军第十九镇   | 昆明                   | #      | #    | 钟麟同，靳云鹏（参谋长）               |
| 陆军第二十镇   | 沈阳                   |        | #    | 张绍曾                                 |
| 陆军第二十一镇 | 浙江杭州               | #      | #    | 萧星垣                                 |
| 陆军第二十三镇 | 吉林                   | #      |      | 孟恩远                                 |
| 陆军第二十五镇 | 原驻广西桂林，后驻广东 |        | #    | 龙济光                                 |
| 陆军第二十六镇 | 广州                   |        | #    | 不详，因1910年庚戌广州新军起义被遣散。 |

袁世凯逐步控制北方政局
10月29日山西独立。同日新军第二十镇在直隶境内发动滦州兵谏，提出解散皇族内阁等《十二条政纲》。内阁总理大臣奕劻称病上奏辞职。11月1日，摄政王载沣被迫解散皇族内阁，任命袁为内阁总理大臣组阁。
11月3日清政府颁布《宪法重大信条十九条》。11月6日，溥仪下罪己诏，释放革命党刺客汪兆銘、黄复生、罗世勋。11月13日，袁世凯帶衛隊抵京任内阁总理大臣。11月16日，组成袁世凯内阁。12月6日，袁世凯迫使醇亲王载沣辞去监国摄政王职位，退归府邸。12月16日，调馮國璋来接替禁卫军总统，解除良弼禁卫军第一协协统职，调禁卫军炮队支援围剿山西革命军，分散禁卫军力量，又用准备出征的名义把禁卫军调出城外，派段芝贵另编拱卫军，驻扎城裏。北京完全被袁世凯所控制。到12月18日南北议和谈判开始之前，当时关内18省都发生过武装起义，其中湖北、湖南、陕西、江西、云南、江苏（含上海）、贵州、浙江、安徽、广西、福建、广东、四川共十三省宣布独立，只有直隶、河南、甘肃、山西、山东五省在袁世凯控制下之外，其中山西、山东、甘肃境内宁夏地区都曾宣布独立，后被袁军控制。

## 武昌起義後的全国革命
湖北

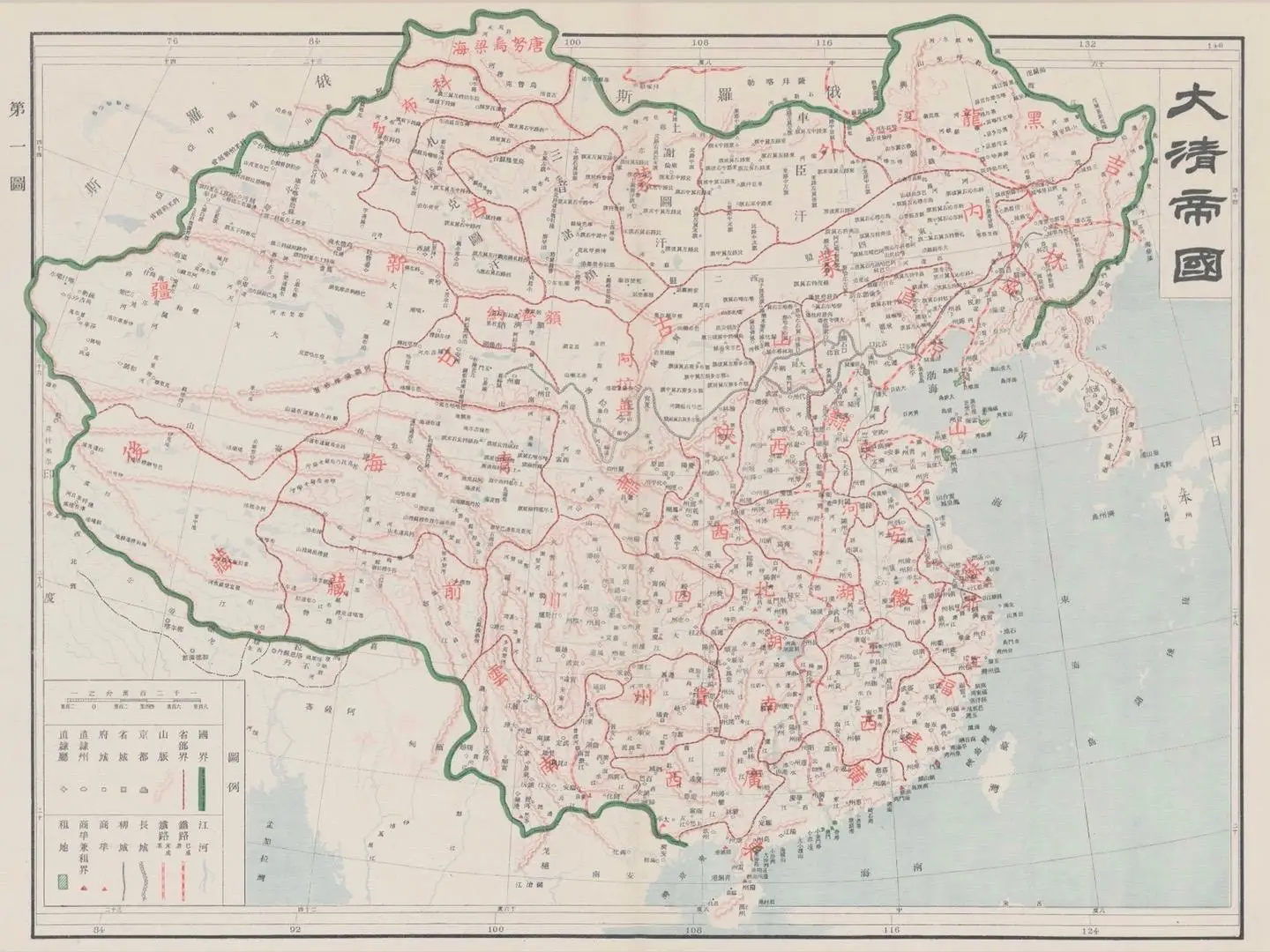
光绪三十一年（1905年）清朝官方全國地图

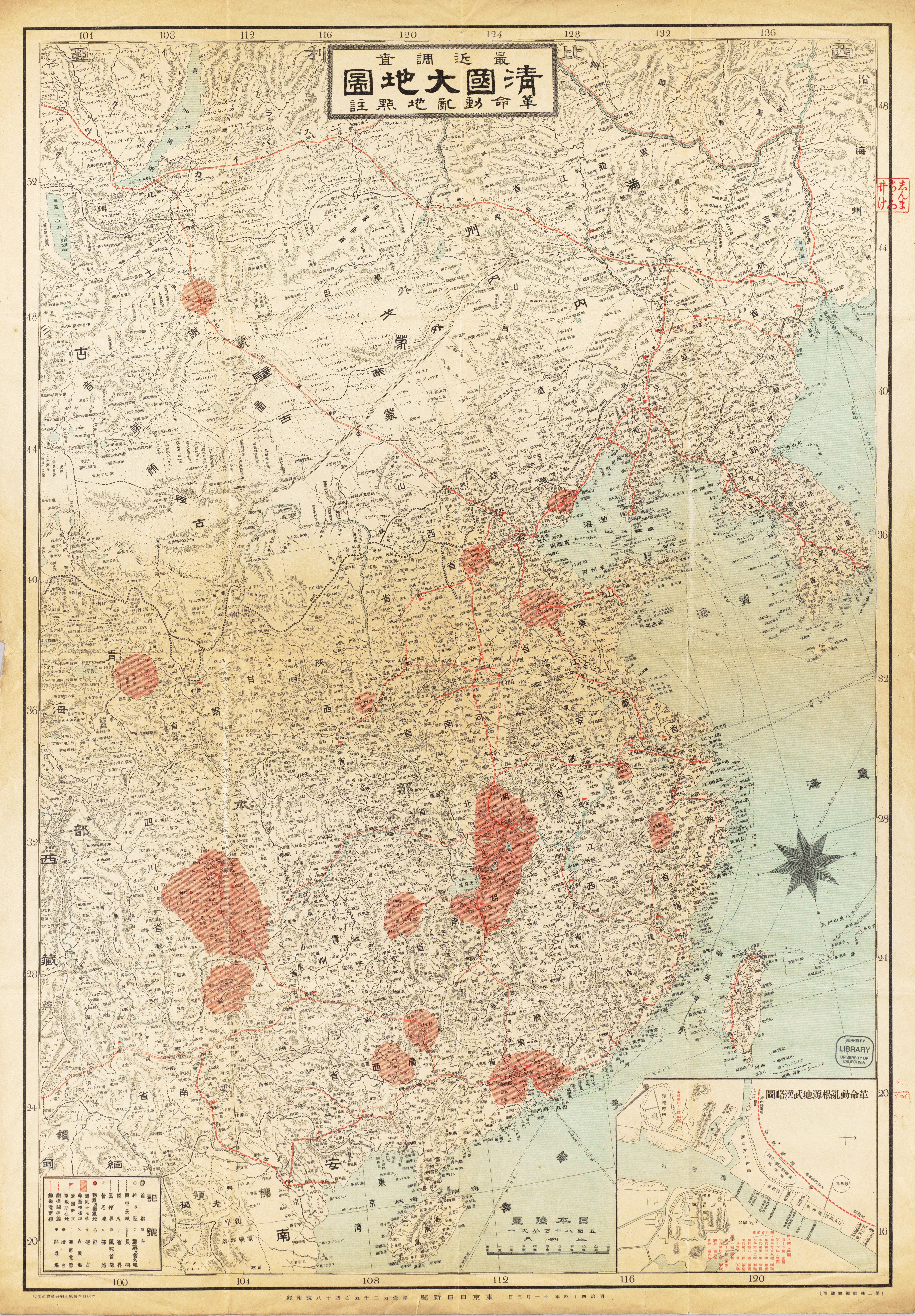
《最新調查清國大地圖革命動亂地註點》，此圖為《東京日日新聞》報於1911年11月3日隨報附贈之地圖

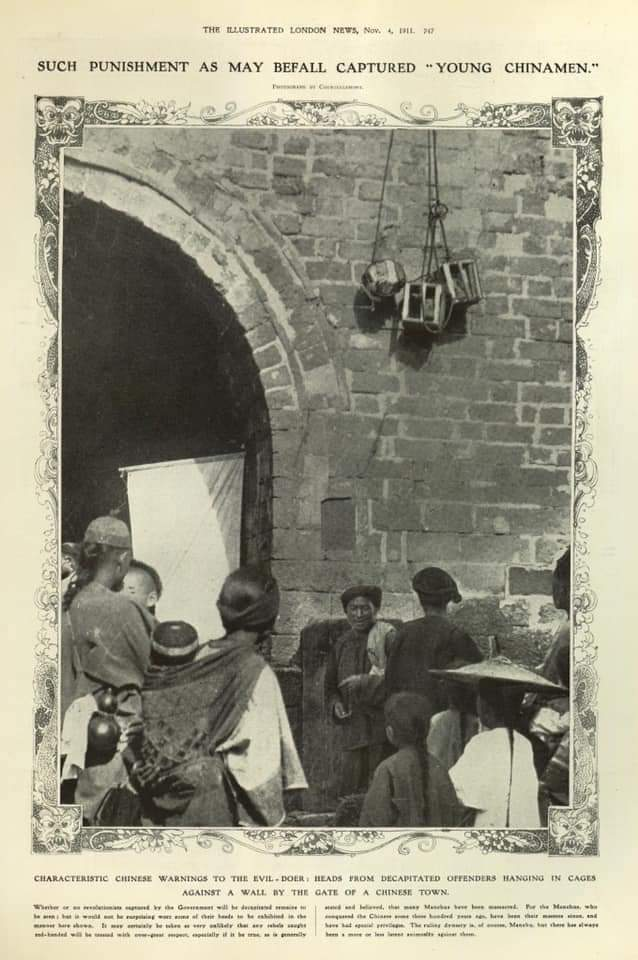
革命党人在城门上被枭首示众

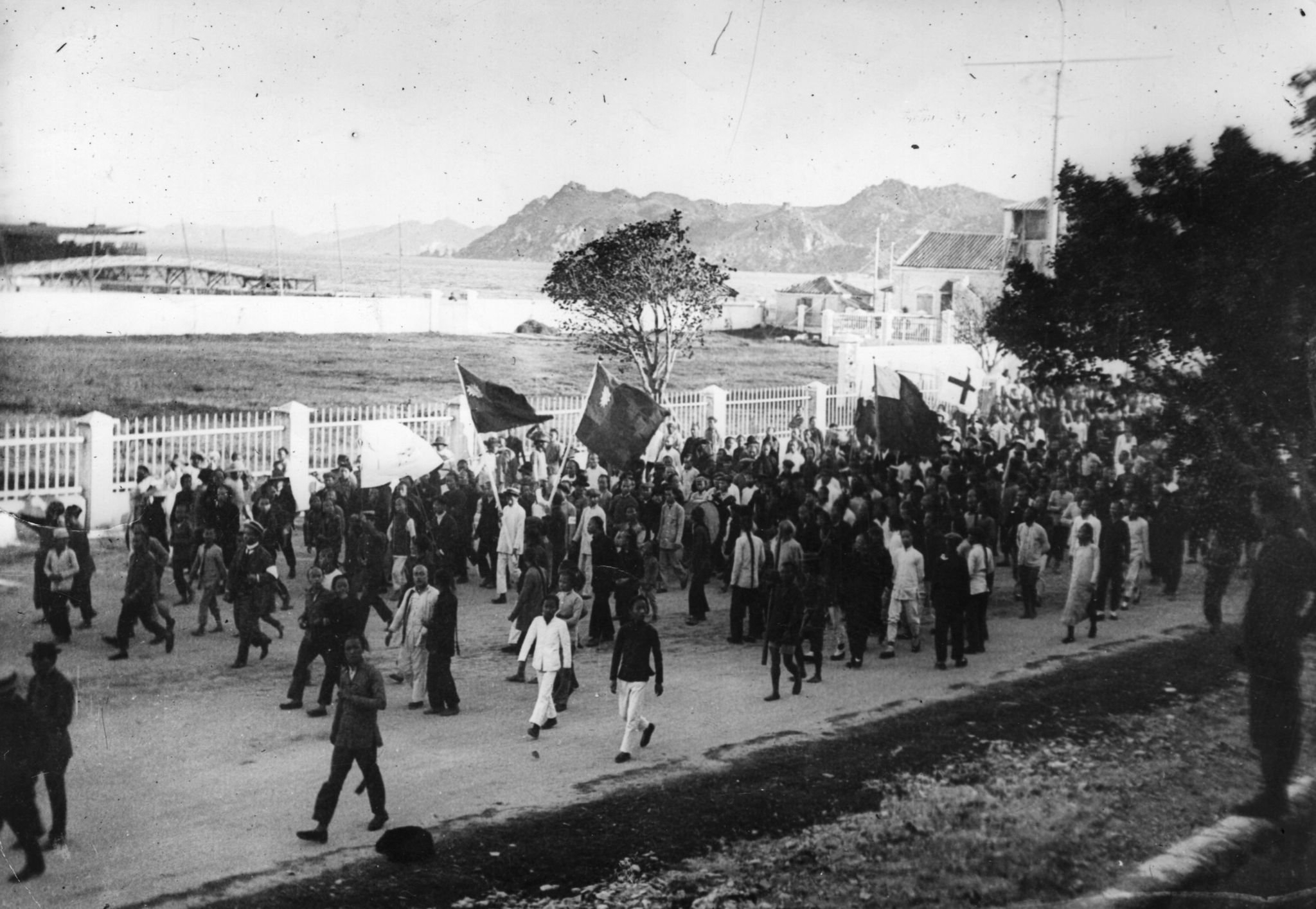
革命党高举青天白日满地红旗与红十字会沿街游行

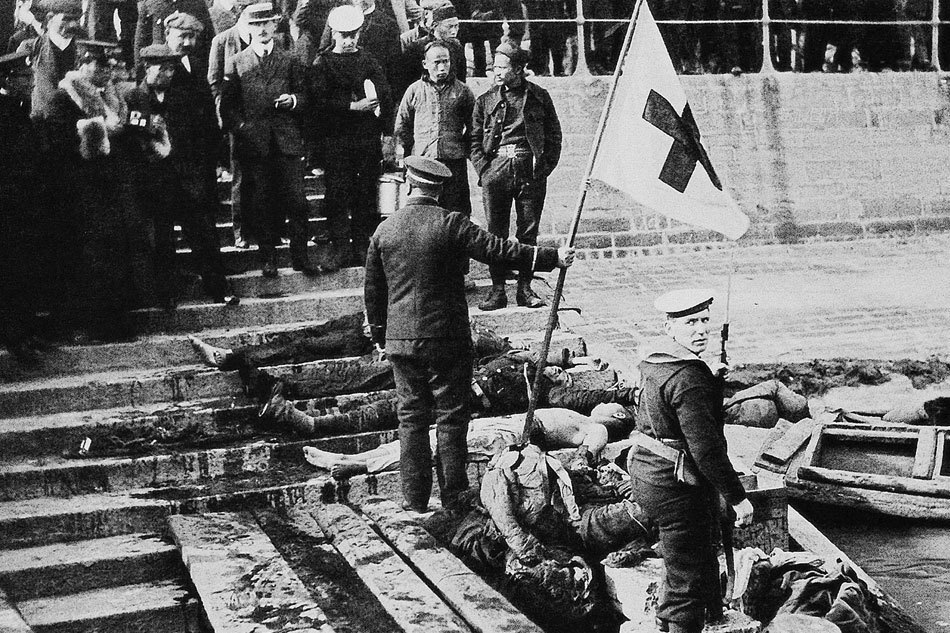
阳夏之战，北洋军炮轰渡江撤退的革命军，“中国红十字会万国董事会”派出队员打捞浮尸

武昌起義後，清政府派陆军大臣荫昌率北洋軍南下攻擊武汉三镇的江北漢口（夏口）和汉阳，隨後启用早先被罢黜的原北洋軍首領袁世凯，以穩定北洋新軍。革命軍开展陽夏戰爭，最终戰敗，11月27日退守江南武昌。在47天作戰中傷亡約萬餘人，但仍能隔江堅守武昌。因此在這七個星期之內，中國15個省陸續宣佈脫離清室獨立。
亲历者回忆，“武昌首义以后，各方面的情况仍很紧张，清兵不时反击。”:108“旗兵及匪徒纵火抢掠不堪，即军械所附近时有旗兵射伤卫兵事。”:35“起义两三日间，武昌城内旗兵尚多，时常四出放枪，希图反抗。”:82
加以排满情绪，发生滥杀旗人现象。10月12日下午，军政府明令禁止滥杀旗人。:35据军政府秘书长李廉方记录：“军士见后脑平者，必令其念‘六百六十六’，如念六若牛声，则杀之。某旗女就戮时，哭曰：‘我辈固无罪，但恨先辈虐待汉人耳’。又一老妪曰：‘君等杀我辈妇孺何益，我辈固无能为也，何如留我辈以示宽宏’。闻者虽恻然动心，然不敢言，卒杀之。于是都督府议定，遍揭布告，不许妄杀旗人，如拿获奸细，须由都督交军法处究办。其实重要旗人，如铁忠、宝英、连甲等，皆於起义晚或次日先後逃走，搜杀事亦不如传说之甚。例如测绘学堂旗人松俊，四十二标一营旗兵七人，当举义时，悯其无抵抗力，仅暂予拘禁，终获释放。除率众滋扰与作奸细者格杀勿论外，其馀大抵系之於狱，或纵之使去。其有被戗者，亦仅首义一二日，间或有之。”:202-203
1911年10月11日，武昌起义胜利的消息传到汉川。张荫兰、梁辉汉、黄警亚、童义轩、张殿臣等，在系马口集合数百人，当晚拥至县衙，迫使知县交出印信簿籍。次日，梁钟汉在县高等小学堂宣布组成汉川军政分府。同在11日夜，刘英集合千人，袭击清军永漋河巡防营驻兵，缴其枪械。12日，进而光复京山县，19日克天门县。10月13日，黄州巡防营士兵焚烧标署，知府和巡防营统领避匿，15日，湖北军政府派黄楚楠等人前往黄州，于17日成立黄州招抚临时办事处，并宣布成立鄂东军政支部（后改称黄州军事办事处）。10月14日，胡云龙、杨柱臣、邓金标、唐牺支等人在宜昌东山寺密谋举事，清军巡防营统领崇欢，新军管带戴南山、杨正坤，队官施化龙诸将逃走。18日，唐牺支带兵进城，宜昌当夜宣布反正。:502-50311月14日，那阳光复。25日，安陆光复。26日，沙市光复。30日，襄阳光复。12月17日，荆州光复。:520
荆州旗兵一度诈降，忽起反抗，屠杀汉人，图谋进攻宜昌，扬言胜则尽屠汉人，败则决万城堤，使荆沙数十万人同归于尽。汉民恐慌，多迁徙至宜昌。革命军拔营进攻，一战而得万城堤，并获炮两尊，旗兵死二百余人。战后荆州旗兵再度投降。:531
湖南
1911年10月22日，长沙新軍起義，湖南巡抚余诚格逃走，巡防营统领黄忠浩被斩首。当晚，各界集会，宣布成立“中华民国湖南军政府”，推举焦达峰、陈作新为正、副都督。24日，湘鄂义军总司令阎鸿飞率一协援湘人马，由汉口乘4艘小火轮驶抵岳州；驻岳州的新军起义，岳州宣告光复，随后成立巴陵临时事务所。同日夜，李僧、翁确存、秦志高等革命党100余人，闯入平江县公署，宣布组织平江县临时政府。27日，革命党人潘鼎新、黄荣，联络兰谱会首领焦甲申余部，组建一支200余人的义军队伍，攻克华容县城。
10月31日，湖南立宪派发动政变，梅馨率部谋杀焦达峰、陈作新，拥立宪派谭延闿为都督。谭延闿为扩张势力，派亲信何陶、郑伯林接管巴陵、华容，捕杀革命党人。原表示附和革命的平江巡防营、常备营叛变，反对李僧组成的平江临时政府。华容团练张巨卿亦叛变，潘鼎新、黄荣退守君山。因久困师疲，1000余名义军大部离散。11月10日，剩下的270人由潘、黄率领，在城陵矶接受武昌军政府收编，旋参加保卫武汉三镇的战斗。
在湘西凤凰县，革命党起事一度失败，沈从文几个叔叔牺牲，父亲告诉他：“死了上千人。”革命失败后，城防军滥杀平民，持续约一个月。
陕西
1911年10月22日，陕西同盟会员井勿幕、钱鼎、景定成等人同陕西哥老会联合，发动会党和新军革命分子同时起义，夺取了军装局。到22日晚，西安除满城以外的汉地已为革命军占领，当天成立秦陇复汉军政府，推举原日知会会员、新军队官张凤翙被为都督。23日晨，革命军对满城发起攻势，张云山率众进攻东城楼，张钫率众进攻西北侧至北城楼，并于当晚破城。:133-134满城护理巡抚钱能训逃走，西安将军文瑞投井自杀。“满兵见大势已去，终非革命军之敌，遂四散奔逃，匿藏于民家者甚多。”:60323日，革命军入城，发生巷战和滥杀，大量旗人投井、自焚、吞金、自刎。:13825日，军政府即令禁止杀戮，所俘旗人后被遣送出城，令其自谋生活。
各方对西安满城死亡人数的统计有较大差异，其中以外国媒体报道的死亡人数最多。外媒报道有着对在华人员安全的考虑。1912年1月9日，《泰晤士报》报道有约20000名旗人被杀；1912年1月18日，《纽约时报》称有10000名满人被杀。但情报和事后统计显示，报道数字未经证实且显夸大。:137《日本驻汉口总领事馆情报》称：“总计约六千之满人，仅余少数妇孺，其余四五千人均被残忍的革命军杀死。”《申报》于1911年12月10日刊登的西安府函称：“北京接西安府十月初六日来函，谓有旗人八千被杀，西人被杀者八人，内有四人系美人。”:137《清史稿》中记载：“旗兵之死于此役有名册可稽者，凡千余人，官弁兵丁之家属遇害及自尽者尤众。”史红帅根据《辛亥殉难记》中的《西安驻防殉难职官兵丁表》统计，死亡旗官一共90名、旗兵1153名，死亡旗兵眷属有名姓的1005人，总计共2248人。不过，这些数据都未能区别因战死、滥杀和自杀而死的人数。:138
西安起义后数日，关中、陕北及陕南的安康、商洛等地五六十州、县相继光复。汉中地区，却由于汉中镇总兵江朝宗与兵备道黄诰的固守，直至1912年3月，军政府陕南招讨使张宝麟进兵城固，同时四川援陕同志军标统刘荫西率军进至勉县，江、黄才在两面夹攻之际弃城逃跑。5月，张宝麟进驻汉中，所属各州、县先后反正。
陕西基本光复后，革命军向东与前来镇压的豫军、北洋军第二及第六镇交战，仅潼关一处便得失三次。前陕甘总督升允，调集甘肃马安良部及固原提督张行志部二十营入陕，革命军向西与之交战。直至清帝退位后，东西两路作战方止。
江西

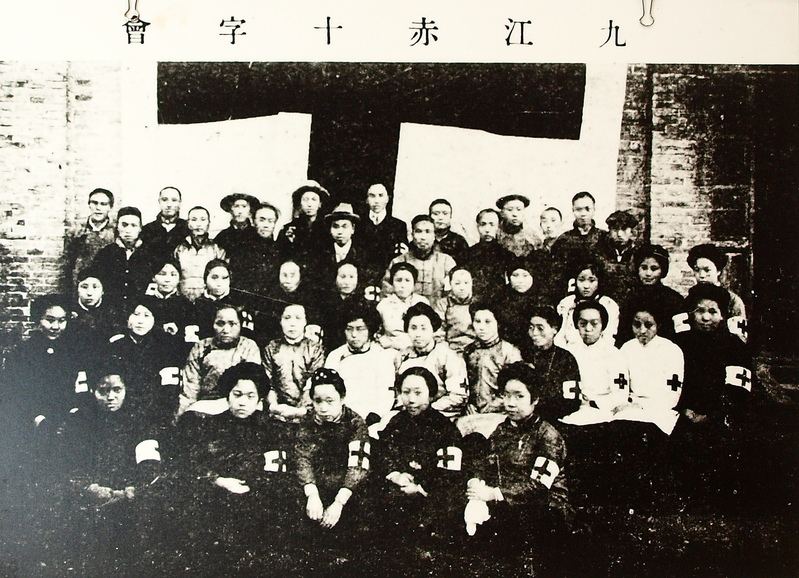
支援革命軍的九江紅十字會隊員

武昌起义的消息传到江西，官方报道诬为土匪起事，九江市民人心惶惶。革命党人林森把报道真相的报纸贴在浔阳阅书报社门口，并将文中“推翻帝制”、“建立民主国家”等要处标红，行人无不驻足围观。当时，江西巡抚冯汝睽派赴武昌之师开抵九江，准备出发时经过报社，林森等人将武昌起义的真相相告，官兵遂纷纷拒绝登轮前往武汉，冯汝睽被迫将增援部队撤回南昌。1911年10月23日，驻扎九江的清军第53标标统马毓宝经林森疏通，宣布脱离清廷，清廷原本调往武昌附近江面的第二舰队，也随之脱离清廷，光复九江兵不血刃。九江附近的湖口炮台、马当炮台守军相继反正，南康府属都昌等县也宣布归附革命，清军从下游增援武汉的补给线被切断。:1031
10月30日深夜，驻南昌新军第54标起义，城内陆军小学堂和测绘学堂学生配合行事，打开城门接应新军入城。南昌的城守、巡防、水师各军都挂白旗响应，革命党遂据有南昌城。:103111月1日，同盟会召集各界在合同巷万寿宫省商会开会，通电宣言江西独立，推选新军二十七混成协协统吴介璋为都督。2日，吴就任都督，以高等学堂为军政府。省会以外，袁州、瑞州、临江、鄱阳等地接连反正，各自拥立了一个都督。随后，江西都督大印三次易手（吴介璋——彭程万——马毓宝），后来南京临时政府派同盟会员李烈钧接任，政局才稳定下来。:1032
江西军政府为解决当地旗民恐慌，在回答旗民张某询问革命宗旨时，执法课课长张宗杰告知此为政治革命，非种族革命，如旗民诚心归顺，仍可定居原处，汉军可各回原籍，将一视同仁加以保护，并发给张某执照一张，让其调查旗民户口，以备另编造册。:530
山西
山西巡抚陆钟琦侦知新军不稳，一面从外地赶调巡防队进省，一面以防堵陕西革命军为名，命太原郊外的85标移驻晋南风陵渡。山西革命党人紧急聚议，决定在开拔前领子弹之日起义。:10351911年10月28日夜，各营、队从太原城领回子弹后，即由管带姚维藩指挥第一、二营起义，并将起义部队分成三路：一路攻扑满城，一路把守军装局，一路进攻抚署。29日拂晓，起义部队从新南门进入太原城，按原定计划行事。进攻抚署的一路经过激烈的战斗，击散了在署前抵抗的卫队，击毙陆钟琦及其协统谭振德。原定进取军装局的一路，因该局已为阎锡山所遣的八十六标二营所守，就一并进向满城。进攻满城的一路，在继起响应的炮兵营和工兵队的协助下，也迅速完成任务。29日，起义军占领全城，太原光复。:1036在华传教士李提摩太回忆：“在太原府，满族人居住的城门洞开，为那些想逃跑的人提供方便。”:337《泰晤士报》描述：“山西太原府民军起事，并未杀满人一名，并异常保守秩序，对于外国则更加留意。由此可见，可知此次汉人举动，实系反对腐败无信之满洲政府，一切行为大有共和政体之模样。”:73
太原起义胜利后，另有革命党人谷思慎、续桐溪、弓富魁、邢秉丞等在晋西北，罗定成、李岐山等在远城，景定成、刘汉卿等在晋南，李鸣凤、张实生等在河东，联合当地的绅、学、军、警各界以及哥老会，纷纷发动起义，使所在府、县反正。:103612月12日，太原革命军不敌清军曹锟部进攻，北上绥远，于次年1月11日占领包头，17日占萨拉齐，25日进攻刀什尔村失利，遭清军追至托克托城，清朝绥远将军坤岫及其旧势力复辟。
直隶
1911年10月29日，直隶发生滦州兵谏。新军第二十镇统制张绍曾联合第三十九协协统伍祥祯、四十协协统潘榘楹、第二混成协协统蓝天蔚等，在滦州通电清廷，要求在本年内召集国会，由国会起草宪法，选举责任内阁，并规定皇族不得充当国务大臣。清廷将七十七标移至锦州，七十八标调往关外，第八十标开到临榆，把二十镇分散调开，将第三镇由东北调至廊坊，加强防范。
11月4日，第二十镇管带施从云、王金铭等在滦州，计划配合吴禄贞在石家庄起义。6日夜，吴遭杀害，计划无果。下旬，北方革命党人筹划在张家口起义，消息泄露，数十人被捕，李飞仙、秦宗周、高志清等7人遇害。29日，党人按照汪精卫与袁世凯的约定，在北京正阳、崇文、宣武门等处进攻紫禁城，却中埋伏，陈雄、高新华、李汉杰等牺牲。12月18日，耿世昌、靳广隆率百余人在任丘、雄县起义，遭淮军镇压，退守雄县，后因缺少外援，党人牺牲殆尽。
1912年1月2日，王金铭、施从云在滦州率部起义，成立北方革命军政府。4日，乘火车西进天津，袁世凯派第三镇统制曹锟、通州镇守使王怀庆出剿，在雷庄爆发战斗。5日，王、施在与清营谈判时被杀，革命军战败。12日，滦州革命军唐自起、黄际隆、庞希德等数十人潜入开平，袭击王怀庆，失败殉难。15日，通州革命党人密谋起义，因叛徒出卖，其机关张家湾遭包围，蔡德辰、王丕承遇害。16日，党人组暗杀团，在北京东华门刺杀袁世凯未遂，张先培、黄之荫、杨禹昌遇害。29日，天津起义因燃放信号炮失误，起义仓促而败。31日，北方革命协会代表再次在天津集会，筹备起义。2月7日上午，北方革命军总司令部遭到袁世凯部下及天津英租界当局破获，大批党人被捕。
云南
1911年10月27日，同盟会员张文光、李学诗、陈天星等人，率同第七十六标新军两队和防军两营，首先于腾越起义，张文光称滇西军都督，并分兵下永昌、永平等十余州县。10月30日，同盟会员李根源联合新军标统蔡锷、罗佩金及管带唐继尧等人，率新军发动重九起义，次日占领省城昆明，成立大中华国云南军都督府，举蔡锷为都督。11月4日，大理新军也宣布反正，设迤西自治总机关部。个旧驻军受蒙自的海关道龚心湛之命，开往临安镇压，被起义军击溃，个旧各界于5日遍插汉字黄旗表示反正。6日，临安起义军入蒙自，龚心湛逃。顺宁知府琦磷，“虽系满人，素极维新，亦常以满廷专制为恨。自接省城光复电，深为欢跃，当即复电投诚”。其他各府县传檄而定，“不旬日而全滇底定”。:1055-1057
上海

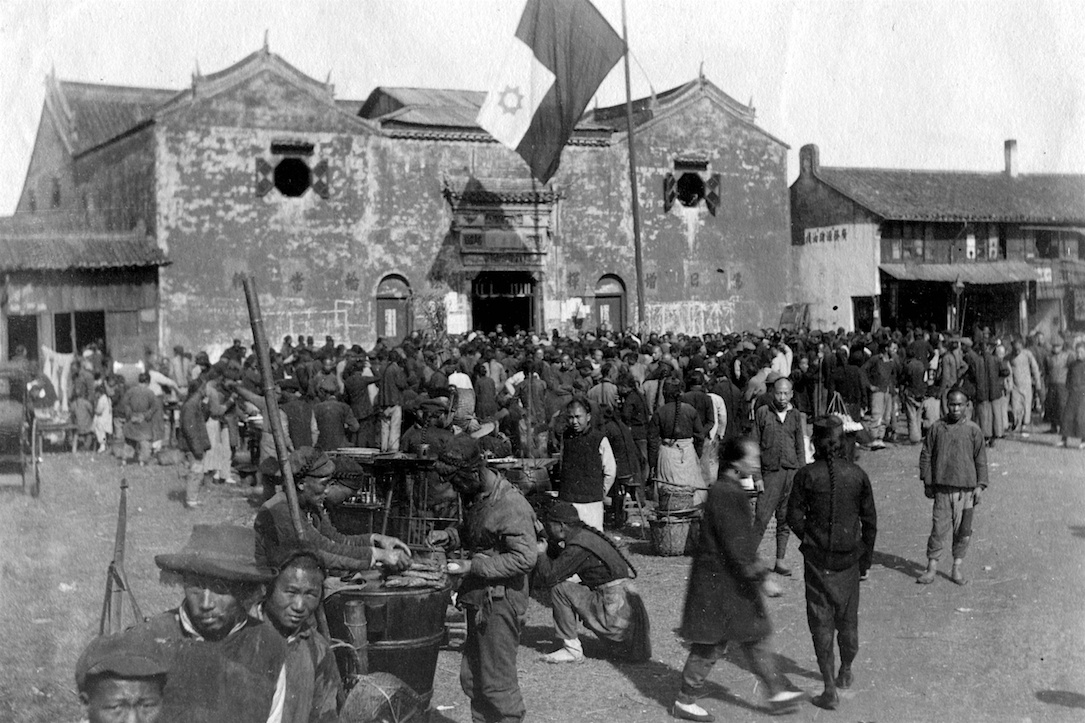
上海革命军在闸北净土庵开设兵站，招募新兵

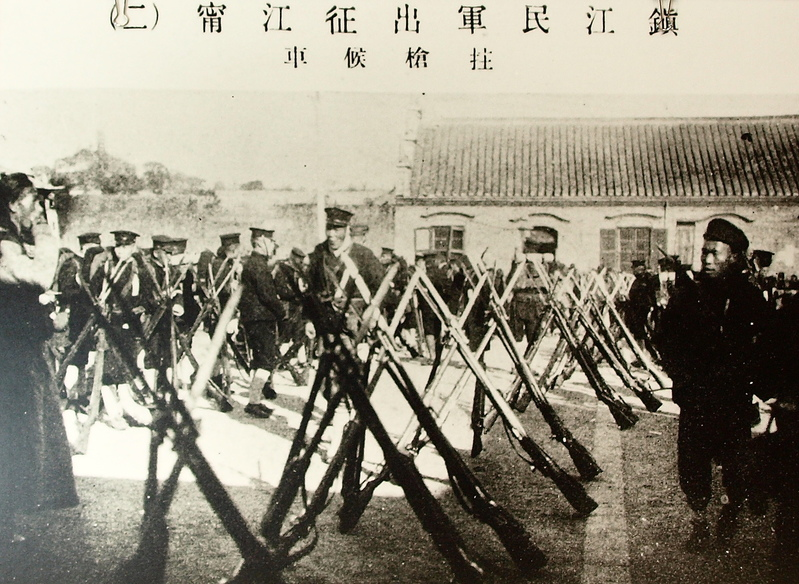
镇江民军出征江甯

1911年11月3日，上海同盟会、光复会、上海商团的陳其美、张承槱、李平书、李英石、李燮和等在发动起义，主力有张承槱、刘福标等人组织的青帮洪门敢死队，李平书和李英石的上海商团武装，李燮和联络的吴淞地区起义军警，朱家驊、徐霁生等人组织的中国敬死团。4日，攻占江南制造局，上海光复。8日，成立中华民国军政府沪军都督府，推举陈其美为都督。
贵州
1911年11月3日夜，自治学社在贵阳白沙井（今白沙巷）张百麟家开会，决定4日晨起义，当夜发出动员令。当晚，动员令传到次南门外陆军小学堂，学生们在冲入军械库夺取枪支后，公推学长邝质夫为临时领队。起义队伍出校门涉过南明河，与陆军第一标会合。同时，自治学社派胡刚到南厂新军营通知起义决定，标统袁义保反对，社员杨树清向天鸣枪，袁义保仓皇逃走。士兵公推第一标教官兼小学堂总办、同盟会员杨荩诚、排长赵德全作指挥，将队伍开到南岳山一带布置作战。贵州巡抚沈瑜庆听闻陆军小学起义的消息后，本想凭借巡抚衙门卫队顽抗，但卫队在管带彭尔坤领导下起义，将衙门内大炮炮栓全部拆去，士兵们臂缠白布，迫使沈瑜庆交出巡抚印信。11月4日拂晓，起义士兵分别由大南门、次南门入城，维持秩序，宣告贵阳光复。
浙江

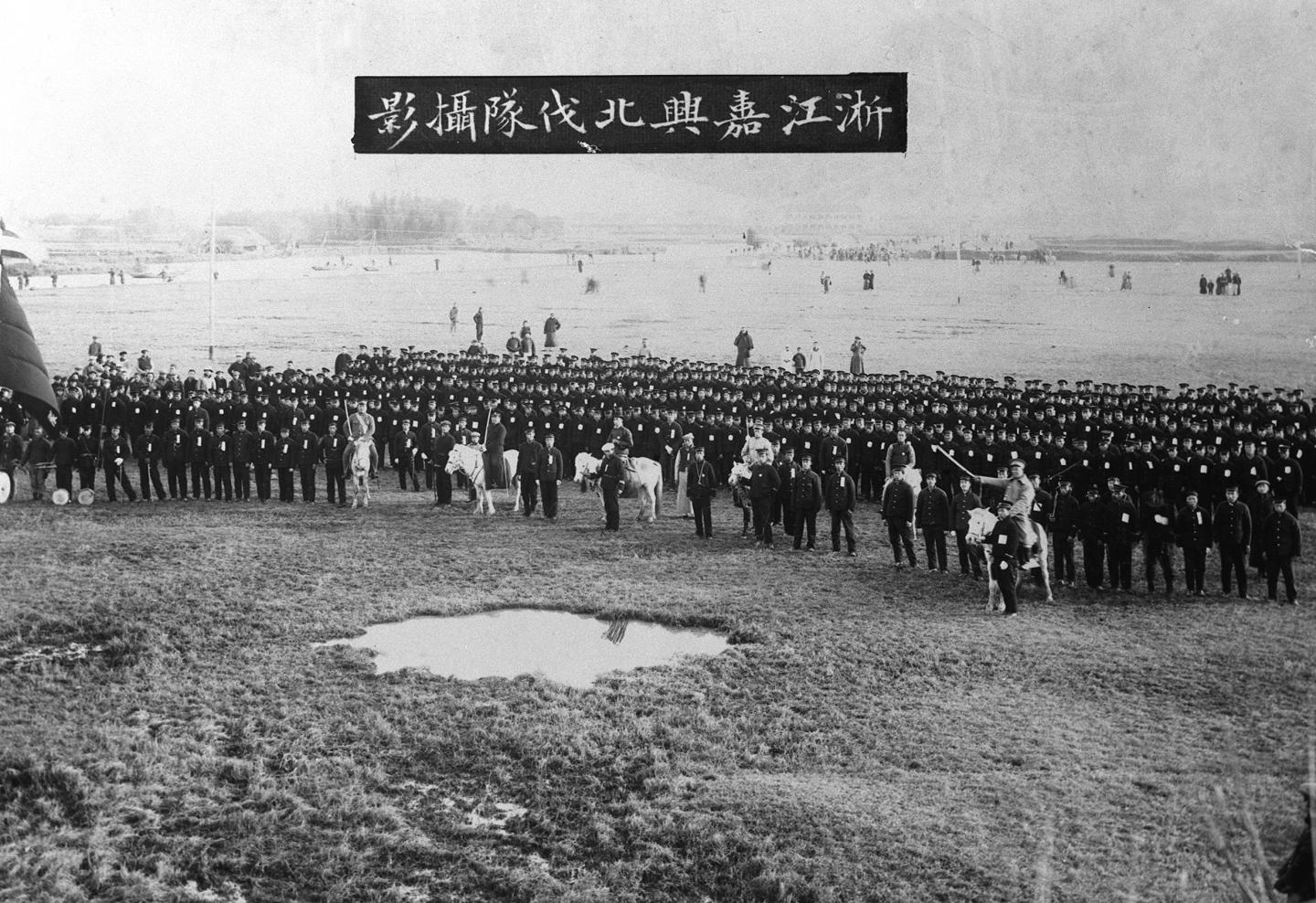
浙江嘉兴北伐队

1911年11月4日，浙江光复会会员驻杭州新军八十一标标统朱瑞，同盟会会员新军八十二标周承菼部军官吴思豫、吕公望、蔣百里、蒋百器、杨廷栋、吴肇基人等，及光复会王文庆率领从上海赶来的敢死队发动起义，从笕桥、南星桥出发进攻省城杭州。朱瑞、吴思豫、吕公望等率八十一标及光复会王金发敢死队攻占军械局。周承菼统八十二标和同盟会蔣中正、光复会尹锐志（女）所属敢死队攻占抚台衙门。杨廷栋率兵包围巡抚府，巡抚增韫被俘。
11月5日晨，杭州各处均悬挂白旗，以示光复，惟旗营驻防将军德济督据城抵抗。:1042英国驻杭州领事赛斐敕向朱尔典报告说：“事实上，杭州城居民中间的惊慌，很大程度上是由于担心满族人表示好战。已经发生的几起伤亡，大都是由于自满城乱放来福枪所造成的。满族人还击毙了第一个被派去同他们开始谈判的使者。于是，革命军在附近的山上架设大炮，白天对满城施放空弹，同时通过电话与满族将军建立了联系。他们以夜间进行真正的炮击相威胁，同时提出建议，如果满族人同意交出武器，便可以赦免他们的性命并对他们给予临时津贴，这些条件终于起了作用，一场可怕的大屠杀便这样避免了。”:124《申报》评价：“是役也，民军死仅二三人，居民无恙，商业照常。并闻都督府已分举人员部署各项政治矣。当民军开门放入新军时，同时将钱塘、涌金二门开放，以便旗营中人逃走，其用意甚为仁厚。诚以此次革命乃政治问题，非种族间乱也。”:2755日，浙江谘议局议长陳黻宸、副议长沈钧儒及马叙伦等人，推举立宪派汤寿潜为都督。汤寿潜入旗营缴械，旗兵却隐藏大量枪械，图谋反叛。后经陶成章、褚辅成搜出所匿枪械，将主谋者佐领贵林逮捕正法。:1042
浙江军政府成立后，各府、州、县传檄而定。11月6、7两日，宁波、绍兴、嘉兴、衢州四府先后反正，成立军政分府。接着，湖州、金华、严州、处州、台州、温州诸府也宣告脱离清朝统治，浙江全省光复。:1042军政府特别批示满汉平等：“凡旗人之出外谋生或挈眷迁徙散在各处谋生者，同为我民国之人民，即同受我军政府之保护……倘因存歧视之见于旗人之生命财产忘肆侵害者，军法具在，严惩不贷。”并为生计无着落的旗人提供临时补贴。
江苏
1911年11月3日，上海军政府派人到苏州，策动驻枫桥的新军起义。5日，江苏巡抚程德全命令城外新军袖缀白布，进城至巡抚衙门，宣布脱离清朝统治，被推举为江苏都督。随后，程德全电告常州知府长明，长明携眷潜逃。6日，程德全委任何健为常州军政分府司令，常州光复。同日，华承德等50余人进攻无锡县署，县署守军投降。接着，金匮县署也被义军占领。7日晨，新军三十六标二营管带林述庆在京岘山起义，成立镇江军政府，“虎威”、“建威”两舰和象山、焦山炮台守军响应起义。8日晨，镇江京口旗营副都统载穆投降，军政府军务部长李竞成入城缴械。
11月7日夜，南京新军第九镇统制徐绍桢在秣陵关起义，分三路进攻雨花台、通济门和汉西门，因弹药不济，死伤数百人后，退集镇江。上海同盟会总部遂决定组织江浙联军，合力攻打南京。11日，江浙联军司令部在镇江成立，20日，江浙联军在已起义的海军舰艇的掩护下，发起攻克南京之役。是日，与张勋部激战于龙潭，张勋大败。22日，部分镇军与扬军进攻六合，欲断张勋后路。24日，江浙联军攻占乌龙山和幕府山。24日晚，右路淞军和一营浙军占领乌龙山炮台。25日，浙军在孝陵卫与清军激战，击毙张勋的亲信王有宏和旗兵千余人。29日，粤军和浙军攻下幕府山炮台。12月1日，粤、浙、镇军攻下天堡城，同时苏军占领雨花台。联军炮击清军嘹望台太平门和张勋的指挥部所北极阁，张勋、两江总督张人骏、江宁将军铁良等将领逃跑。2日，巡防营统领张联升率领余部投降，南京全城光复。
据《纽约时报》11月11日报道，南京民军于8日起义失败后，清军在城内展开屠杀，男女老少甚至婴儿被肆意袭击，任何剪辫者、穿戴白衣或外国服装者（外国人除外），皆被视作革命党处决，死亡数及上千人，该屠杀“为现代史无前例”。南京光复后，英国驻南京领事伟晋颂（F.E.WiLKinson）写信给英国公使朱尔典称：“总的说来，革命军有理由对他们已经表现出来的克制感到自豪。有人给我谈了一些关于屠杀满族男人、妇女和儿童的情况，但经过调查，几乎所有这些情况证明是没有根据的，尽管发生过几起显然不愉快的事件。象已经发生的对财产的破坏，都在满族人居住区内。目前的一切情况都是很安宁的，南京城正在迅速地恢复正常状态。”:195
8日，许宏恩率兵进南通城，清总兵张士翰从衙门搬出，军政府次日宣布通州光复。8日晚，孙天生策动扬州定字营起义，知府嵩峋逃跑，扬州光复。22日，海州盐防营兵变，进攻州署，开放监狱。24日，蒋行雁派新军一营由何锋钰率领，进驻海州，任民政长。1912年1月，林述庆辖北伐各军会攻徐州，经固镇、三里湾、浍河、宿州数战，张勋败走济南。2月11日，徐州光复。
安徽

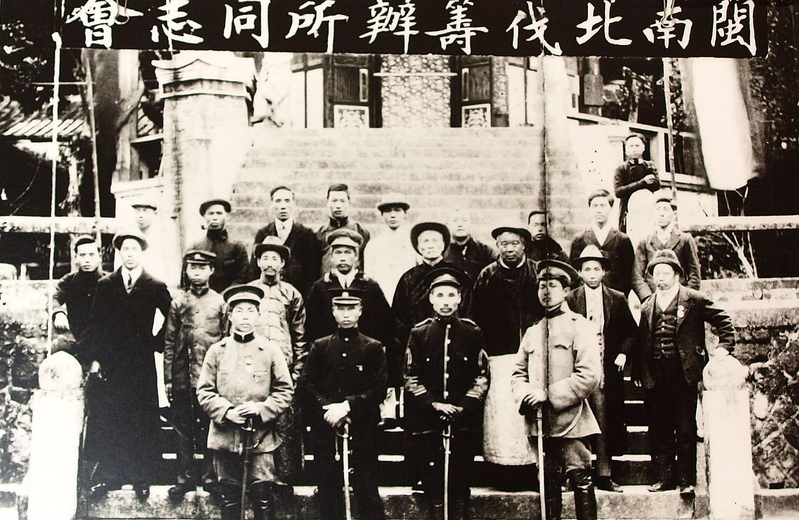
閩南北伐籌辦所同志會

1911年11月5日，同盟会会员吴旸谷等率标炮营起义，并向省城安庆进攻。立宪派则劝说安徽巡撫朱家宝独立，11月8日，安徽谘议局出面宣布独立，推举朱家宝为都督，王天培为副都督。
11月9日，合肥光复，成立军政分府，推党人孙万乘为司令；同日，芜湖光复，成立芜湖军政分府，举吴振黄为总司令。:27813日，大通光复，设军政筹议局。:27915日［一说5日］，寿州革命党人张汇滔、王庆云等起义，清文武官吏潜逃，寿州光复，旋成立淮上军司令部，推王庆云为总司令，张汇滔、张伦、袁家声为副总司令，并兵分三路向皖北各州县推进，光复六安、怀远、凤阳、蚌埠、霍丘、阜阳、涡阳等地。:281皖南地区在各界协力下，11月25、26日，徽州、繁昌和太平等府先后光复。至此，安徽省除亳州一隅，均告光复。
广西
1911年10月30日夜，桂林的革命党人联络在省城的2000多新军和800多名会党，准备进攻桂林城。因道路被水淹没，无法前进，只好退回。10月31日，刘崛等联络了梧州一带的绿林2000多人，集合各界代表宣布反正。11月5日，罗佩珩等联络州的会党、绿林和一些团练、巡警，共数千人，攻据平南城，又汇合各县武装万余人，攻克藤县，进取浔州。刘古香在柳州联络会党数千人，准备攻城，防营分统陈朝政所部六营巡防营归向革命。怀远、怀集群众也举起义旗。玉林发生兵变、罢市和罢课。南宁革命党人联络会党、绿林和部分新、旧军，积极准备起事。:1049
11月6日夜，巡抚沈秉堃、藩司王芝祥等，经谘议局中的革命党人、副议长黄宏宪、议员蒙经等人和立宪派劝说，宣布广西独立，沈秉堃任都督，王芝祥、陸榮廷任副都督。晚间，巡防营拒不剪辫，发动叛乱。沈、王知新、旧军队不和，先后以北伐为名离桂。原广西提督陆荣廷因利乘便，据有都督一职。:1049-1050
广西常备军协统赵恒惕率新军随沈秉堃部北上，驰援武汉，陆军小学堂白崇禧等人随之加入北伐学生军。学生军自备途中费用，赵恒惕发给每人七九步枪一支、子弹一百五十发、毛毡一张、黑呢外套一件、水壶饭盒杂囊等物，经全州、永州，取水道经湖南之祁阳、衡阳、湘潭，至长沙复改乘轮船经洞庭，至湖北汉阳附近之蔡甸、梅子山参加南军阵营，与北军相峙，后随赵恒惕之混成协调驻孝感。
福建
1911年11月5日，同盟会福建分会在福州城外的白泉庵召集军事会议，郑祖荫、林斯琛、刘通、黄乃裳、林肇民、萧奇煊、彭寿松等同盟会员以及新军陆军第十镇统制孙道仁、协统许崇智等人，在台江的一艘夹板船上密商起义方略，计划11月9日凌晨4时起义。闽浙总督松寿、福州将军朴寿获悉后，下令整顿战备，紧闭城门，由旗兵驻守，并组织“杀汉队”，决意负隅顽抗。8日下午4时，革命军管带萧奇斌率领炮兵营来到于山高地，在山上架起大炮。9日拂晓，福州光复战役正式打响。彭寿松率炸弹队由水部入城，直扑高节里，策应城内的民军。驻防长门的统领派兵400人及大炮4门趁夜入城，炮轰旗界。交战后旗军请求停战，并约定时间投降，但事后旗军并未投降，又与民军开战。:53010日晨，数百名旗兵投降，松寿自尽，朴寿避入前捷胜营统领明玉家中，擒获后企图逃跑，追获后被击毙。11日，福州宣布光复。
11月9日，庄尊贤率同安和灌口两地的同盟会员进攻同安县，驻城清军反正，同安和平光复。11月11日，漳州的陈兆龙、朱润卿、林者仁、王兆培等同盟会员联合哥老会及龙溪农民军，冲入道尹府公署，宣布漳州光复。11月15日，厦门的同盟会员联合各界开会，由张海珊宣布共和，革命军分四路入城，进攻道署、警署、胡里山炮台以及各机关，厦门当日光复。11月18日，蒋以麟说服原驻防管带唐万胜、晋江知县黄逢年交出印信，泉州光复。11月19日，同盟会会员刘霭士、丁仰皋、刘清藜等人于公推原巡防营管带刘光汉以及游击易福元为汀州临时正副司令。11月20日，黄缃、朱唤醒联络新军管带万国发，在莆田东山召集各界，宣布莆田光复易帜。闽北的延平府、建宁府、邵武府，也相继实现了政权和平过渡。至此，在武昌首义后只有一个多月，福建全省便宣告独立光复。
广东

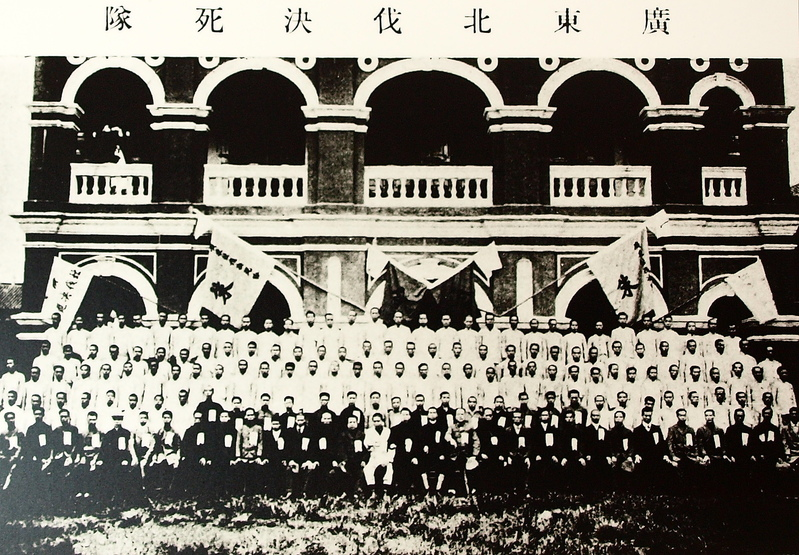
廣東北伐决死隊

1911年10月24日，同盟会员彭瑞海在化州起义，次日化州光复。10月29日，陈炯明、邓铿等人在惠州起事。同日，张碌村等人占据汕头，又进图潮州。10月30日，同盟会员王兴中光复新安。11月7日，郑彼岸、林君复、任鹤年等光复香山。11月8日，惠州、汕头光复。同日，在胡漢民劝说下，广东水师提督李准和新军第二十五镇统制龙济光同意反正，民军声势浩大，兩廣總督張鳴岐被迫召集各界代表在广东谘议局讨论广东独立问题。11月9日，广东宣布独立，中华民国粤省军政府成立，肇庆、紫金同日光复。潮州、大埔、阳江、连州、三江、梅州、连山等地，也于广州光复后一周之内光复。:93-94
11月27日，罗侃廷、苏乾初在府城廉州起义，参加者约400人，攻下了府县衙门，并以钦廉军政分府名义宣布光复。苏乾初任都督，参谋长李时钦、军政部长邓世增、财政部长罗侃廷、民政部长廖杏斋(兼合浦县长)、秘书长林朱赞。随后，罗侃廷到北海发动清军起义，苏乾初则派员到沙岗、西场等地招抚游勇，祈望扩大成果，但遭遇反正清军的反叛，经由广东都督胡汉民派军舰前来平息。
广东省各界召开会议，包括满汉八旗代表，就广州满城、新军防营、土匪等项进行商议，和平解决了化旗为民的问题。:530經各方支持，军政府組成一支北伐軍共約8,000人，姚雨平任總司令，馬錦春為副總司令。
广东军政府成立后，委赵士槐为琼崖安抚使，令其收编清军。赵到琼后与琼军发生冲突，便在海口先将参加过同盟会的学生组成学生军，配以九响毛瑟枪和单发枪数十枝，以武力迫范交出政权。后来，军政府又另派黄明堂为安抚使，改编琼军。至此，海南全岛光复。
四川

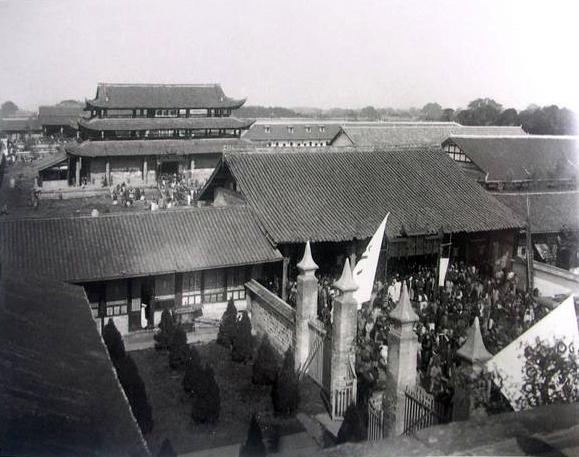
四川成都皇城里参加大汉四川军政府成立庆典的民众，1911年11月27日。美国路得·那爱德（Luther Knight，1879－1913）摄，来约翰提供。图中白色旗帜为大汉旗

1911年10月18日，同盟会员曾省斋在垫江发动起义，得到了同时在大竹起兵的李绍伊的支援。10月27日，起义军进入垫江县城。11月11日，曾省斋又“誓师出发，连取大足、渠县、邻水、广安、岳池，而蓬溪、射洪、营山诸县，亦传檄而定”。11月18日，廖树勋在长寿起义，并向涪州进兵。11月19日，同盟会员冉君谷自重庆归来，与江津县令吴良桐密商，告知重庆同盟会已有起义准备，吴良桐次日宣江津布独立。21日晨，长寿援军入城，同盟会员高亚衡迫使知州戴赓唐交出州印，次日成立军政府。同日，在广安州建立大汉蜀北军政府。同日，同盟会员熊兆飞、邓笃率两路军至南川县，由内应接入城内，南川光复。:199-200
11月22日，成都召开四川官绅代表大会，决定独立并派出蒲殿俊等11人与四川总督赵尔丰的代表在在成都圜通银行进行谈判。27日，四川宣布独立，成立大汉四川军政府。赵尔丰发表宣示四川自治文告，将权力交给新政府。立宪党人蒲殿俊担任都督，赵尔丰的嫡系部将朱庆澜任副都督。27日，进入四川的鄂军在资中反正，杀死上任途中的代理四川总督端方。
革命爆发后，成都满城旗人对汉人抱同归于尽心态，“有的还表示，万一事急，老幼妇女先行自杀，精壮杀出少城与汉族拼杀”。“接近满城的汉人住户街道，谓旗兵杀出，定先遭殃，妇女已有自缢者”，“汉兵闻之，成列出围少城，满兵闻之，亦登陴列炮守”。11月7日，满城千余人联队扑出满城，击毙汉民数人，成都将军玉昆及副都统奎焕发表劝谕，变乱始息。:52712月，四川名士徐炯、周凤翔受军政府之命来满城进行和谈。同时，赵荣安也代表满城旗人到军政府会谈。23日，玉昆下令驻防满城的全体满蒙官兵向军政府缴械，并由军政府帮助他们另谋生计。
山东

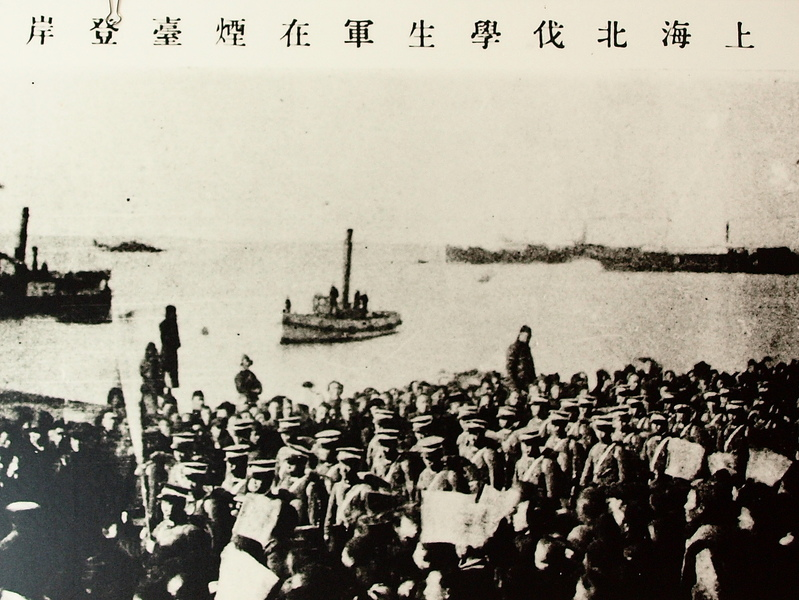
1911年11月，上海北伐學生隊在煙台登陸

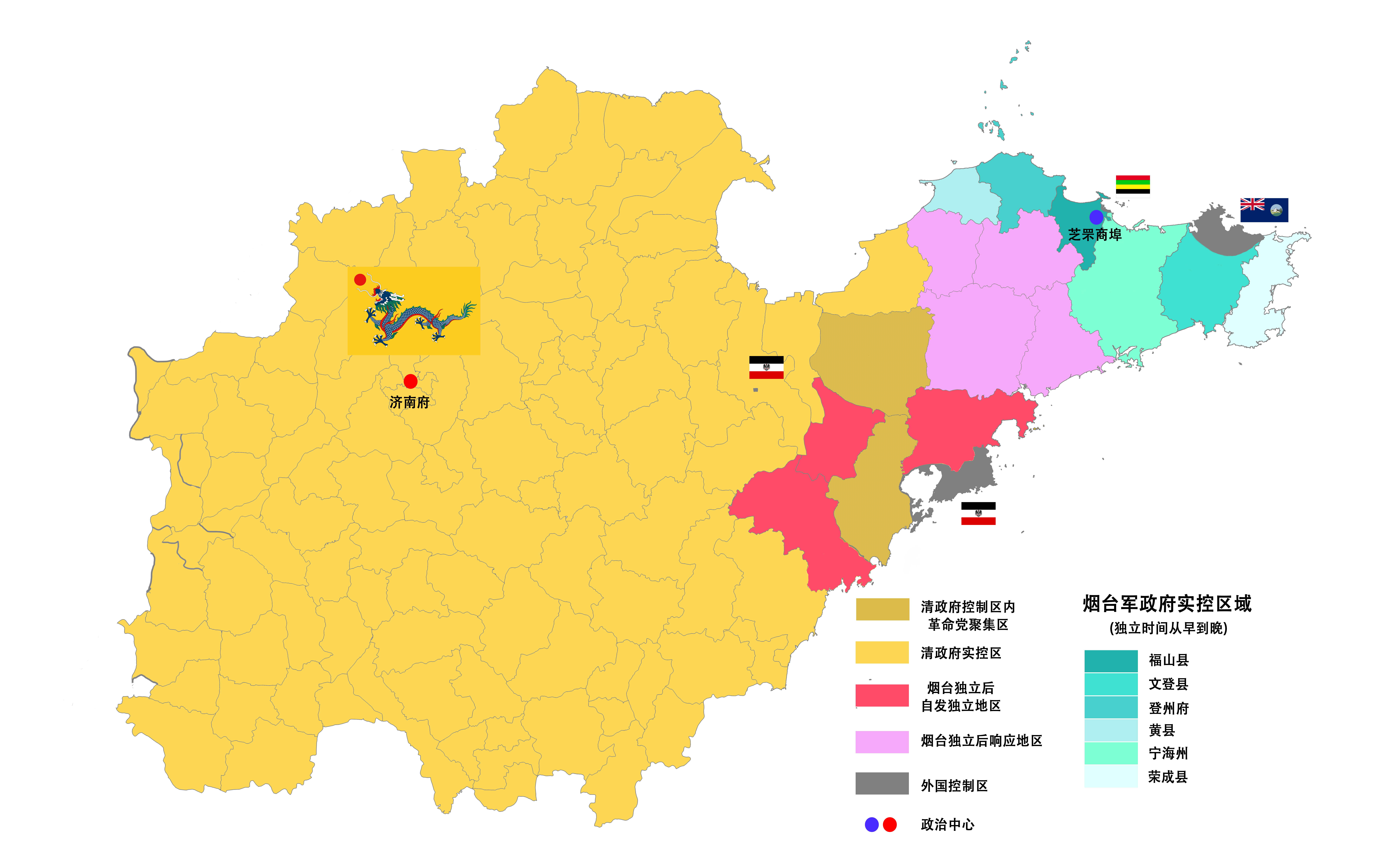
辛亥革命山东取消独立后，到清帝退位前的形势

1911年11月12日，山东烟台同盟会栾钟尧、宫锡德等“十八豪杰”同盟会会员发动起义，占领烟台海防营，烟台道台徐世光闻变携家眷逃到东海关税务司英国人梅尔公馆寻求保护。11月13日，“十八豪杰”致电上海都督陈其美，宣布烟台独立，成立山东军政府。次日，改称山东烟台军政分府，推舉清海軍舞凤舰舰长王传炯为烟台军政分府总司令。
11月13日，在山东革命党人丁惟汾的劝说和代理新军第五镇统制贾宾卿等部分军官的胁迫下，山东巡抚孙宝琦同意山东独立，推举孙宝琦为都督。11月24日，孙宝琦又在第五镇新军逼迫下取消独立。袁世凯命张广建以州同知擢布政使，吴炳湘以候补县丞擢巡警道，搜捕革命党，令巡警沿街将黄帝四千余年字样的告示全部刷掉，重新贴上宣统三年年号告示。12月10日晨，吴炳湘派军警突查济南商埠经二路西头路南“宜春轩”照相馆兼钟表维修店和万紫巷“万顺恒”洋货铺，逮捕了革命党人刘溥霖、杜瑨等14人，当场用枪托砸死蓝盛九，并抢劫两家店铺的财物，史称宜春轩惨案。
河南
武昌起义后，刘积学由北京赶回开封，与刘纯仁等先后设机关于北书店街和合堂、优级师范学堂、中州公学等处，筹划河南独立。1911年10月14日，革命党人吴沧州策动驻汴清军第29混成协协统应龙翔反正，许其为河南都督，但被拒绝。豫抚闻讯后，调兵部署于铁路沿线，使省城革命无法实施。革命党人遂定四路起义，会攻省城。
在豫西，王天纵联合张钫部秦陇复汉军，组成秦陇豫复汉军，曾攻至渑池，进取洛阳，清第6镇协统周符麟率五、六千人来援，王部退至潼关；在豫东，刘荣棠、李锐五、谢鹏翰等发动仁义会袭击开封，攻至曹门，因武器简陋终溃；在豫南，刘积学、海廷璧等在叶县建立机关，准备占领南阳，曾一度进攻鲁山县城，因其领导人孙豪被诱至城内被杀而失败；在豫北，陈伯昂受孙中山派遣，谋炸黄河铁桥；在信阳，文学社社员刘化欧于10月16日在武胜关李家嘴集合农工和士兵起义，22日与北洋军交战而败。
1911年12月，张钟端返回开封组织起义指挥部，以开封法政学堂为基地，拟23日晨攻铁塔旁弹药库，再攻打巡抚署和防营。但因奸细告密，12月22日晚，正在开封优级师范学堂布置武装起义的革命党人被包围，张钟端等31人被捕。12月24日，11人遇难，史称“河南辛亥11烈士”。
此外，不乏省外攻取河南的努力。1911年11月，留日河南籍学生返沪组成威武军，由张国威率领攻至柳林。1912年初，新蔡人阎子固率安徽淮上军入豫。
奉天
1911年11月6日，蓝天蔚等革命党人在北大营开会，研究驱逐东三省总督赵尔巽事宜。由于缺乏警惕，被蓝天蔚部下营长李鹤祥告密。赵尔巽在黑龙江视察，知悉后立即赶回沈阳，下令全城戒严。11月12日下午，赵尔巽在省咨议局召开“奉天国民保安公会”成立大会。张作霖用武力控制会场，推举赵尔巽为会长，清军第三十九协协统伍祥祯为副会长，张作霖为军政部副部长。全省各地按规定成立分会，以控制局势。张作霖所部巡防营2500人陆续开进省城。为与之对抗，11月17日，张榕、张根仁等人联络辽宁各界，成立“奉天联合急进会”。
11月20日，顾人宜率民军进攻驻扎在李家卧龙的清军巡防队，首战告捷。11月27日，起义军宣布成立“中华民国军政分府”。11月29日，顾人宜部攻打驻于水门子的巡防队，再战再捷。此时，由于全国形势尚不明确，赵尔巽剿抚并用，一面派马、步、炮队施加压力，一面又与起义军进行谈判。顾人宜接受了军费一万两白银，在不交出军权的条件下，将民军改编为地方巡防队。但11月27日冯国璋攻陷汉阳后，赵尔巽放心严剿革命，于1912年1月23日派袁金铠杀害急进会领袖张榕，此后又有100多人先后遇害。
1912年1月底，蓝天蔚受民国政府之命，部署三艘运军船进发花园口。2月1日夜至2日晨，北伐主力在貔子窝、花园口、大孤山一带登陆，蓝天蔚赴大连指挥。2月3日，北伐军在花园口北与清军巡防队激战，取得胜利。2月4日，在水门子与清军战斗，俘虏巡防队帮统李子锐及管带陈宝珊。6日，北伐军占领瓦房店。2月10日，攻占庄河，清军败逃。正当北伐军与民军准备攻占沈阳时，清帝于2月12日下诏退位。
吉林
1911年10月中旬，即有人在省城倡言独立，其后“附和者为数愈多”。吉林巡抚陈昭常、驻军二十三镇统制孟恩远闻讯惊恐，一面封锁消息，一面搜查党人。11月16日，陈昭常召集省城各界，欲仿照奉天模式，成立吉林国民保安会，遭学生反对。学生宣言：“保安会，学界绝不赞成，假使刎颈流血之祸，即在眉睫，非学界之所畏也！”但在军队支持下，省保安会最终成立。11月20日，省城各学堂学生一律罢课，以示反对。12月，革命党人段右军、朱霁青到长春与杨子厚密谋起事，因泄密失败。12月19日，驻长春第二十三镇军官庆恩（化名陶雨春)与日本人木村好太郎商议，联络西北荒“马贼”100余人，以长春府游击马队长李松山为内应，预期起义，再因被告密而败。1912年2月，在长春南满铁路附属地内，百数十人“分匿于各宿店，约期举事”，因官府勾结日本施压被迫解散。2月18日，李贵、杨八等百余人占领公主岭，宣布独立，结果也被“给资遣散”。2月16日夜，革命党人梁廷栋、梁廷樾与刘乾一、商震等以哈尔滨为根据地，同“马贼”和反正巡警组成的200余人起义，占领了电报局、自治会。19日清军统带么佩珍率队围攻起义军，梁廷栋、梁廷樾、陶遇春、王泽臣、李范五等10余人牺牲。3月7日，驻吉林省山城镇巡防营管带李秀峰奉命围剿海龙县杨树河子村王樾人领导的乡军，3天后将王砍杀于山城镇西门外。3月15日，陈昭常就任民国都督，吉林省革命流产。
黑龙江
武昌起义爆发后，黑龙江各学校推举代表组织学生联合会，在黑龙江全省中学堂召集师生开会。中国同盟会黑龙江支部负责人邓觉民发表演讲，激烈宣传革命。会后，学生上街散发传单，倡言独立。1911年11月16日，黑龙江巡抚周树模秉东三省总督赵尔巽旨意，成立黑龙江国民保安公会，自任会长，并通饬各属：“如有散布谣言，鼓吹独立扰害公安者，准其拿办。以靖地方。”但学生继续做革命活动，针锋相对成立黑龙江国民联合会，还于12月11日到省属衙门前游行，高呼“黑龙江独立万岁”。12月18日，学生用全体名义要求巡抚周树模宣布独立，并传知军政界赞成，以图得到支持。周树模“不敢出署一步，将军政事宜都委之于民政司长宋小濂处理”。宋对学生表面上予以同情，但下令各学校提前举行毕业考试，通知学生家长监管子女在家放假，不准到省城闹事。最终，学生们要求黑龙江独立的努力未获得成功。
甘肅
1911年11月初，陕西宁州会党数百人占领州城，继进军甘肃合水、庆阳。同月，文县、阶州数千农民围攻县城，捣毁厘局、税局。:1089
11月14日晚，为“钳制西军攻陕之兵力，切断清廷仅有之西北交通”，革命党人在宁夏府（银川）开会，决定由刘先智任总领队，以哥老会和巡防续补五营为主，分赴灵州、平罗等地同时起义。后因事机泄露，宁夏府的起义遭破坏，10余名会众被捕入狱。灵州民军1000余人按时起义，于17日晚攻破守备衙门及县署，光复灵州。19日晚10时，宁夏府民军坚持起义，分三路攻城，在与潜伏城内的起义军首领刘华堂及哥老会配合下进城，同清军展开巷战。经一夜激战，起义军占领府城各衙署及兵营，击毙了负隅顽抗的代理镇台贺明堂等大小官吏数百名，升起“支那革命大元帅孙”的旗帜，全城遍插拥护孙中山的“顺南”小旗。其后数日，平罗县、宁朔县相继光复。11月23日，宁夏革命军政府正式成立，并颁布《新政大纲》和《临时政纲》，宣传革命道理，提倡各族“皆为胞泽”。但民军对满营的进攻屡次受挫，战斗中革命党人刘先智亦牺牲。1912年元旦，甘肃清军反扑宁夏府城，满营内清军趁机出动，与起义军交战三日，最终陷宁夏府，一批会党首领和民军遭清军屠杀。
1911年底和1912年初，河西走廊会党和农民数次起义，但都终归失败。:1089陕甘总督升允组织军队进攻陕西，攻陷长武、醴泉、咸阳，逼近长安。1912年3月11日，驻守秦州的黃鉞聯合革命黨人向燊、陳貞瑞等，發動起義，成立临时军政府。战争前线的马安良、周务学等实力派为保存自身地位，由代布政使赵惟熙和咨议局议长张林焱领衔，于15日通电承认共和，使升允迎清室西迁的计划破产。
青海
1911年11月间，西宁帮会领导湖南人任得慧、固原人孙大旗（人称孙麻子）、西宁人乔寿山等酝酿举事，于是联络小手工艺和各行业杂役人等一千余人。为解决武器难题，孙大旗到西宁西郊大营盘所驻镇标新军军营中活动，策反士兵中的哥老会员四五百人。11月底，已联结西宁西川石灰沟、元山尔、镇海堡、多巴、扎马隆、国师营等地的农民和西宁城中的哥老会成员达3000余人，编为左、右、前、后、中五个营，乔寿山任“兵马大元帅”，任得慧任副元帅，白虎任总兵，以“扫清灭洋”为号召，预定12月5日起事。原计划攻占镇海堡、多巴，夺取囤积的粮草后，再配合大营盘新军攻占西宁府城。不料一党人向驻镇海堡千总白尚珍警告说：“限你三日内将所有人马粮秣军器准备齐全，如敢违抗，即踏平镇海堡。”白立即向西宁各衙署告变。西宁镇总兵张定邦令镇标新军管带陈正才将所有枪弹转交镇署，且不准营兵外出。乔寿山与城中新军失去联系，见风声紧急，提前2日在西宁元山尔起事，张定邦率官兵前往镇压，双方在郭家寨爆发冲突。清兵火力猛烈，击溃义军，将俘者押至西宁，后任得慧也被捕，均遭杀害。但西宁当局慑于全国革命的声势，对该案不敢穷深追究，将搜查到的起义军3000人名册焚毁了事。
新疆
1911年12月28日，巡抚袁大化获悉革命党欲在迪化府举事，派兵捕杀了哥老会总统唐小云、帮统陈光模，并通缉湘籍革命党人刘先俊。刘见事机紧迫，当日晚同万象春、马万荣等百余人起义。起义军攻抚署东营不利，转攻陆军炮营，想夺炮轰击各官署和军械局，亦不果。再转攻警察第一区，不克，只好退据协署。旋遭清军队包围，队伍溃散，多人被捕遇害，省城起义遂告失败。此后，伊犁革命党人集议，商决1912年1月7日起义，冯特民、李辅黄等为指挥。事为志锐知悉，调满、蒙各军前来镇压。革命党人乘清军尚未调集之际，先发制人，提前三小时（当晚九时）起义。经守护南库的革命党人黄立中的接应，获得了该处军火库的弹药供给，遂会同李啸风率领的炮队，猛攻将军署和副都统署。志锐越墙逃走，只剩下据守北库的满兵还在抵抗，起义军数次进攻不克。为结束战斗、减少伤亡，起义军遣使入旗营劝降，并请已卸任的伊犁将军广福（蒙古族）出面劝说。旗籍官兵“知为政治革命，无种族歧视者”，即停战繳械。同日夜，惠远城光复。1月8日，志锐被搜获处死，伊犁起义大获全胜。:1091-1092
1912年1月8日，新伊大都督府成立，广福为都督，杨缵绪为总司令部部长，冯特民为外交部长兼民政部长，李辅黄为前敌总指挥。新伊大都督府致电袁大化，劝其认清时局，宣布共和。但袁大化拒绝共和，派陆军协统王佩兰率部进攻伊犁。2月，李辅黄率伊犁起义军与迪化清军交战于精河一带。起义军连连获胜，清军由五台退至精河、沙泉子、固尔图。不料独立骑兵团团长钱广汉临阵反叛，使起义军由胜转败，方孝慈牺牲于沙泉子之战。杨缵绪亲赴前线督战，清军败退乌苏。2月12日，清帝退位。3月12日，袁大化“遵旨承认国体共和”。15日，北京政府改新疆巡抚为都督，袁大化辞职，杨增新任都督，撤销伊犁大都督府。冯特民拒听袁世凯、杨增新的调动，坚持留任伊犁外交司长、伊犁观察使。杨增新大造舆论，指冯特民破坏统一。1913年10月某夜，杨增新收买营长马得元，率兵包围冯特民、李辅黄的住所，将二人杀害于惠远城。
- 鐵血十八星旗，除湖北以外湖南、江西省共進會使用。日後成為中華民國陸軍旗。
- 五色旗，江蘇、浙江、安徽省的同盟會使用。日後成為中華民國國旗。
- 青天白日旗，湖北[註 6]、廣東[註 7]、廣西[註 8]、福建[註 9]、江苏[註 10]、浙江[註 11]、上海[註 12]、陕西[註 13]、雲南[註 14]、貴州[128]省同盟會及海军[註 15]使用。
- 红橙旗，长沙光复后曾使用[123]
- 八卦太极旗，山西光复后用旗
- 中字旗，昆明重九起义胜利后使用
- “漢”字黃旗，雲南箇旧辛亥光復後使用
- 白旗，浙江各地光复时使用[129]
- 人字旗，安徽安庆韩衍为青年军设计[130]
- 井字旗，广东陈炯明领导的循军使用[131]
- 大漢旗，大漢四川軍政府使用

## 清帝国灭亡与民国成立

### 南北议和

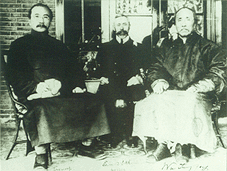
1912年2月12日清帝宣布退位當天，南北议和代表唐绍仪（左）、伍廷芳（右）和英国商人李德立合影，摄于上海戈登路的李德立寓所。照片下為各人英文簽名。

袁世凯在被清廷起复前夕，便会见过来访的革命党人朱芾煌。朱劝告袁世凯同南方议和以换取大总统之位，袁世凯权衡利弊，上台后采取剿抚兼施的策略，进而准备和南方开始谈判。
11月1日，清政府命袁为内阁总理，海外华侨，留学生和国内舆论界中有人认为“袁世凯资格，适于总统”，主张争取袁世凯反正，推举其为第一任大总统。之后，袁世凯分别致信黎元洪和民军总司令黄兴。11月9日，黄兴致函袁，希望他“以拿破仑、华盛顿之资格，出而建拿破仑、华盛顿之事功”，主张给袁世凯“一个民选的总统”，避免曾国藩剿灭太平天国的悲剧。11月16日，孙文在巴黎也致电国民军政府，表示同意举袁世凯为总统。在分别收到二人复信，得到将获总统职位的保证后，于11月10日、30日派旧部刘承恩、副官蔡廷幹（海军正参领）作为私人代表，赴武昌议和。黎元洪迫于主战派压力，要求袁世凯倒戈北伐，并保证“以项城之威望，将来大功告成，选举总统，当推首选。”刘、蔡二人携黎元洪致袁世凯亲笔信回京复命。此后袁世凯通过攻克汉阳，大挫民军锐气，迫使民军方面不得不进行停战谈判。
11月26日，袁世凯通过英国公使朱邇典及英国驻汉口总领事葛福向军政府和各省代表提出议和三条件：停战，清帝退位，选袁世凯为大总统。11月29日，袁克定密遣朱芾煌携汪兆铭函到武昌前线奔走协调停战，因事先未得通报，朱芾煌于11月30日被冯国璋拘捕，经袁克定营救，由汉口押送北京后当即被释放。11月30日，袁世凯再派密使刘承恩、蔡廷幹赴武昌与黎元洪谈判。同日，各省代表自上海汇集至武汉，在汉口英租界顺昌洋行召开各省代表第一次会议，同意与袁世凯议和。由于英国驻汉口总领事表示，黎元洪必须能够代表各省，方可谈判议和。各省代表会议当日遂议决，以鄂军政府为中央军政府，黎元洪以大都督名义执行中央政务。12月1日，南北双方签订《武汉地区停战协定》，武汉地区于12月3日上午8时至12月6日上午8时停火三天。12月3日，武汉地区停火，进行休战谈判。此后南北双方先后签署过五次协议，将停战最终延续到1912年1月29日。

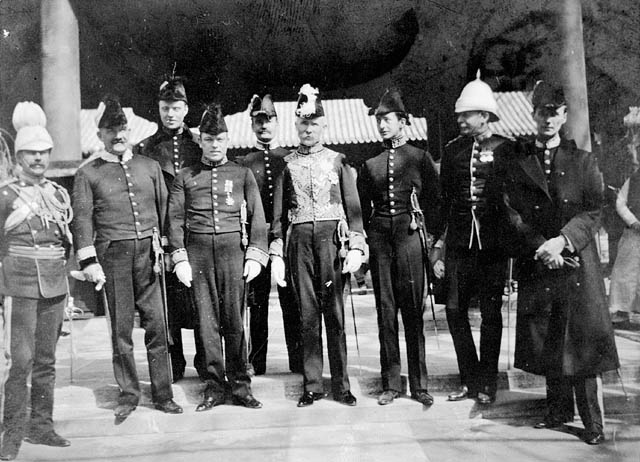
1909年3月27日英国驻华公使朱邇典爵士在北京紫禁城向新任摄政王载沣递交国书。图中左起第六人为朱邇典爵士，左起第四人为威廉·莱昂·麦肯齐·金，其他人物还有謝立山（Sir Alexander Hosie）、Colonels Anderson、韦乐沛（Michael Edward Willoughby）、格雷医生（Dr. Gray）以及三名英国驻华使馆秘书

12月7日，上谕“著袁世凯为全权大臣，由该大臣委托代表人驰赴南方，切实讨论，以定大局。”12月8日，袁世凯发布内阁咨文，派唐绍仪为总理内阁大臣的全权代表。12月9日，唐绍仪等离京赴武汉与黎元洪或其代表商谈大局。而南方各省内部则纷争不断。12月7日，黎元洪提名伍廷芳为议和全权代表，温宗尧、汪兆铭、王宠惠、钮永建为参赞，胡瑛、王正廷为湖北特派代表，组成议和代表团。12月9日，各省代表正式推举伍廷芳为民军议和全权总代表。由于各省代表受同盟会影响，已议决“南京为临时政府所在地”，故他们不赞成黎元洪在武昌谈判的意见，而支持在南京谈判。12月11日，唐绍仪抵汉口，第二天过江到武昌会晤黎元洪，被告知要到上海谈判。原来，伍廷芳受张謇、赵凤昌等人劝阻，托英驻沪总领事请朱邇典爵士向袁世凯说项，令唐赴沪议和。于是，袁世凯12月13日电令唐绍仪“赴沪讨论”。张謇、赵凤昌等成为南方议和幕后主导。
12月18日，在上海南京路上海公共租界工部局市政厅，南北议和会议开幕，参加会议的除南北议和代表外，还有英、日、美、德、法、俄6国驻沪总领事及外商代表李德立。在这第一次会议上，双方很快就承认共和达成一致，并在“召开国民大会表决国体”即所谓“和平解决”办法上达成共识，但对国民会议的召集、召开时间与地点、组成等问题争执不下。12月20日，双方举行第二次会议。
同时，清军主和派将领见同盟会方面的黄兴即将取代黎元洪成为南方临时政府首脑，便由段祺瑞的参谋长靳云鹏派出私人代表廖宇春赴上海与黄兴谈判。参与谈判者有江浙联军参谋长顾忠琛，联军先锋队长朱葆诚、洪承点，文明书局经理俞复，北军红十字会会员夏清贻。12月20日，双方在文明书局签订五项条款：一、确定共和政体；二、优待清皇室；三、先推覆清政府者为大总统；四、南北满汉军出力将士各享其应得之优待，并不负战时害敌之责任；五、同时组织临时议会，恢复各地之秩序。

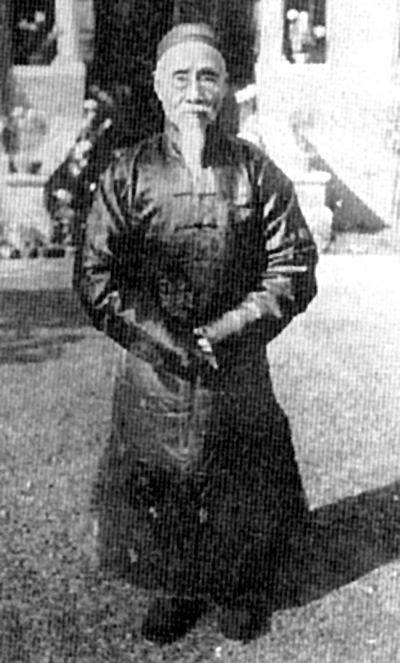
南北议和的重要幕后人物赵凤昌

12月28日，袁率内阁大臣上奏，请召集临时国会公决国体。清廷召开御前会议，最终隆裕太后下懿旨，同意召集临时国会。12月29日，南北议和第三次会议召开，伍廷芳提出经过修订的《关于清皇帝之待遇》、《关于满蒙回藏之待遇》两项提议案，当日议决多项条款，其中首条即为“开国民会议，解决国体问题，从多数取决。决定之后，两方均须依从”。
同盟会方面不满南北双方达成的召开国民会议议决国体，选袁为民国首任总统的共识。黄兴、陈其美、宋教仁遂于12月26日在上海哈同花园公宴总理孙文之时，酝酿举孙为大总统，并由马君武唤起舆论。12月27日，黄兴、宋教仁等赴南京，连夜召集各省代表会议，提出成立政府、采用总统制、改行中华民国纪年并用阳历等事宜，筹备选举临时大总统。
12月31日，南北双方代表唐绍仪、伍廷芳等召开最后一次会议，双方签署協議，袁支持清帝退位，南方各省支持袁任中华民国大总统，召开国民会议议决国体。1912年1月1日，南京临时政府正式成立，孫在南京就任临时大总统。1月11日、17日、19日，南京临时政府接连三次要求列强承认，均无一字答复。袁得知孙就任临时大总统后，1月1日致电唐绍仪，表示唐12月30日、12月31日以来行动超越权限，不能获得政府承认。唐绍仪当即请辞。1月2日，袁世凯准唐绍仪辞去和谈代表一职，并致电伍廷芳，否认伍、唐所订条款。
此后经张謇、赵凤昌斡旋，南北双方继续议和，主要讨论清室优待条件和南方履行承诺问题。此时南方议和的要角是孙。直隶諮議局、河南諮議局通过汪兆铭致电孙，首条即提出“清帝退位后，能否举袁为大总统？”。孙于1月14日复电保证“清帝退位，共和既定，袁有大功，为众所属，第一条件自无不能。”次日孙又致电伍廷芳，再次保证清帝退位，宣布共和之后，举袁为大总统。

### 中华民国的成立
武昌对上海：籌組中央政府的竞争

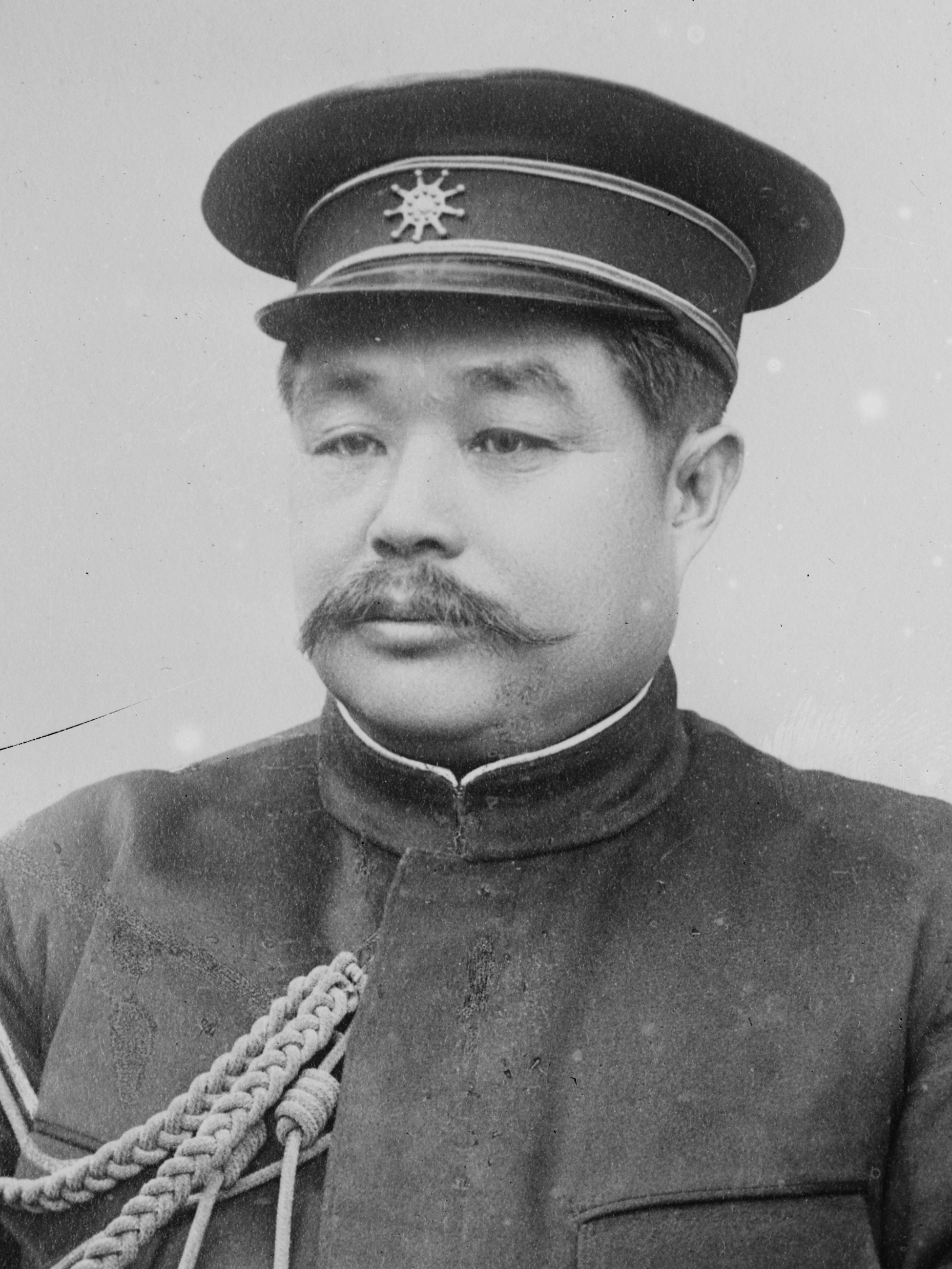
任中華民國軍政府鄂軍都督时的黎元洪

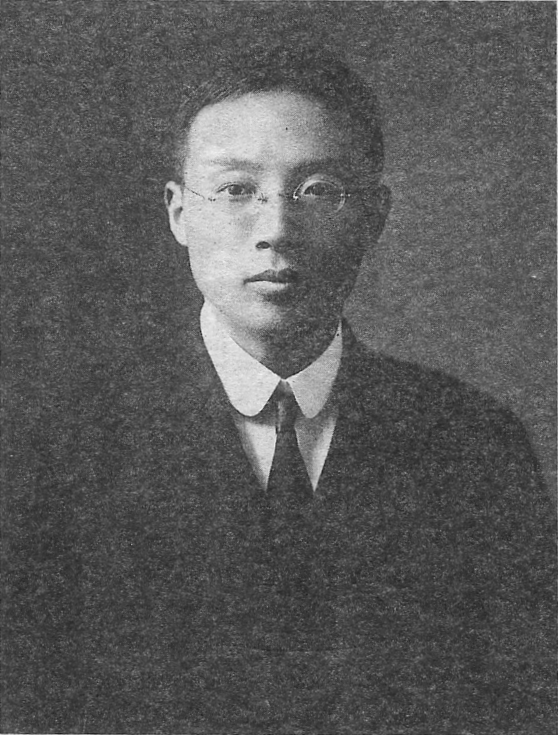
沪军都督陈其美

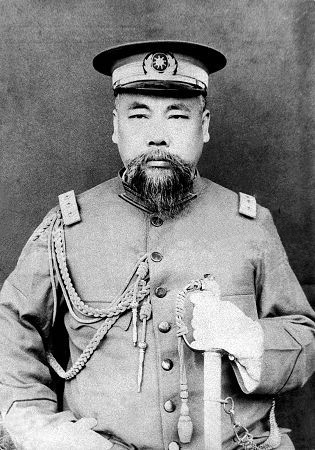
江蘇都督程德全

1911年11月，以黎元洪為首的武昌集團和以沪军都督陳其美、江蘇都督程德全為代表的上海集團，同時展開籌組中央政府的活動。11月9日，黎元洪以湖北軍政府都督的名義，向獨立各省發出通電，要求各省速派代表到武昌開會，商組中央政府事宜。11月11日，上海都督陳其美、江蘇都督程德全等三省军政府都督電邀各省派代表到上海開會。11月15日，各省都督府代表聯合會在上海舉行会议，上海、江蘇、浙江、福建等省代表參加。武昌集團堅持會議要移到武昌召開。由於武昌最先發動起義，多省代表已抵達武漢，同盟會主要領導人黃興、宋教仁等人也在武漢。最後，上海集團讓步，議決各省代表赴武漢，定于30日在汉口召開會議，商議組織臨時中央政府，制定《中華民國臨時政府組織大綱》。但每省在上海仍須留1名代表作爲通信聯絡機關。
11月21日，各省代表陆续到达武昌。此时恰值清军攻陷汉阳，武昌危急。各省代表于11月30日在汉口英租界顺昌洋行召开第一次会议，参加会议的有14省代表24人，推湖南代表谭人凤为议长。议决临时政府成立以前，由鄂军政府代中央军政府职权，鄂军都督代中央军政府大都督。12月2日，决定先制定临时政府组织大纲，选举雷奋、马君武、王正廷为组织大纲起草员。并作出“如袁世凯反正，当共举为临时大总统”的决定。12月3日，会议通过《中华民国临时政府组织大纲》，临时政府组织大纲分三章共二十一条，即日由全体省代表签名宣布。同時決定以南京為臨時政府所在地，確定臨時政府為總統制共和政府。各省代表於七天內齊集南京，如有十省以上代表到達，即開臨時大總統選舉會。
12月4日，宋教仁、陳其美等却召集留在上海的各省代表沈恩孚、俞寰澄、朱葆康、林长民、马相伯、王照、欧阳振声、居正、陶凤集、吴景濂、刘兴甲、赵学臣、朱福诜在上海江苏省教育总会举行会议，列席會議的還有章太炎、赵凤昌、章驾时、蔡元培、王一亭、黄中央、顾忠琛、彭锡范。大会以投票的方式，议决公電孫中山歸國主持大政，推舉黃興為假定大元帥，黎元洪為副元帥，由大元帥主持中華民國臨時政府。議決黃興對於大元帥一職再三推辭，黎元洪卻不願屈居黃興之下，表示反對，17日改推舉黎元洪為大元帥，黃興為副元帥。在讨论国旗时，湖北代表提议用十八星旗，福建代表提议用青天白日旗，江浙方面提议用五色旗为国旗象徵五族共和，红、黄、蓝、白、黑，象征汉、满、蒙、回、藏。最后形成以五色旗为国旗、铁血旗为陆军旗、青天白日滿地紅旗为海军旗的折衷方案。

国旗：五色旗
陆军旗：铁血十八星旗
海军旗：青天白日滿地紅旗

革命党人的内讧
各地辛亥革命前后，革命党人内部因争权夺利而发生一系列重大的内讧事件。武昌方面，有武昌起义前后孙武等人领导的共进会和蒋翊武等人领导的文学社的内讧，在内讧中文学社力量大损，詹大悲东下，宋锡全被杀，后共进会拥戴黎元洪，文学社拥戴黄兴，此亦有湘鄂矛盾在内。上海方面，陈其美同李燮和争沪军都督；1911年12月12日，江浙联军司令部参谋长陶骏保在沪军都督府被陈其美杀害；1912年1月光复会领袖陶成章于上海法租界金神父路廣慈醫院被陈其美指使蒋介石刺杀。广东方面，新闻记者出身的广东都督陈炯明枪毙同样由新闻记者出身的民团总局副总办黄世仲，后以武力裁撤王和顺的惠军。广州《公言报》记者陈听香替王和顺打抱不平，遂被陈炯明以“依附叛军，妨害军政”等罪名逮捕并枪杀。
南京临时政府的建立与中華民國
11月14日，江苏都督程德全通电请孙归国组织统一政府：“大局粗定，军政民政亟须统一，拟联东南各军政府公电，恳请孙中山先生迅速回国，组织临时政府，以一事权。中山先生为首创革命之人，中外人民皆深信仰，组织临时政府舍伊莫属。我公力顾大局，想亦无不赞成。”18日，江北都督蒋雁行表示：“大统领一席非孙中山莫属。”19日，扬州军政府敢死军总指挥边振新登报：“公求孙逸仙先生回国为总统。”安徽都督李烈鈞要求：“電請孫中山先生回國組織臨時政府。”廣東方面亦称：“大總統一職，擬舉孫中山先生。”
12月11日，各省都督府代表联合会在上海和汉口两地的17省代表来到南京，继续商讨建立中央政府事宜。12月14日，各省代表在南京开会，決定根據《中華民國臨時政府組織大綱》選舉總統，此時代表们分成支持在湖北立首功的黎元洪以及支持黃興兩派，相持不下。
12月25日，孙中山从法国马赛回国抵达上海。12月28日，在南京召開臨時大總統選舉預備會。12月29日，各省代表在南京江蘇諮議局会议厅召開選舉臨時大總統會。臨時大總統根據《中華民國臨時政府組織大綱》第一條：「臨時大總統，由各省都督代表選舉之；以得票滿總數三分之二以上者為當選。代表投票權，每省以一票為限。」選出。參加選舉的有直隸、奉天、山東、山西、河南、陝西、湖北、湖南、江西、安徽、江蘇、浙江、福建、廣東、廣西、雲南、四川等十七省代表四十五人，孫中山獲得十七張有效票中的十六票，當選為第一任中華民國臨時大總統。黄兴获得一票，系湖南省代表谭人凤所投（一说浙江省代表所投）。

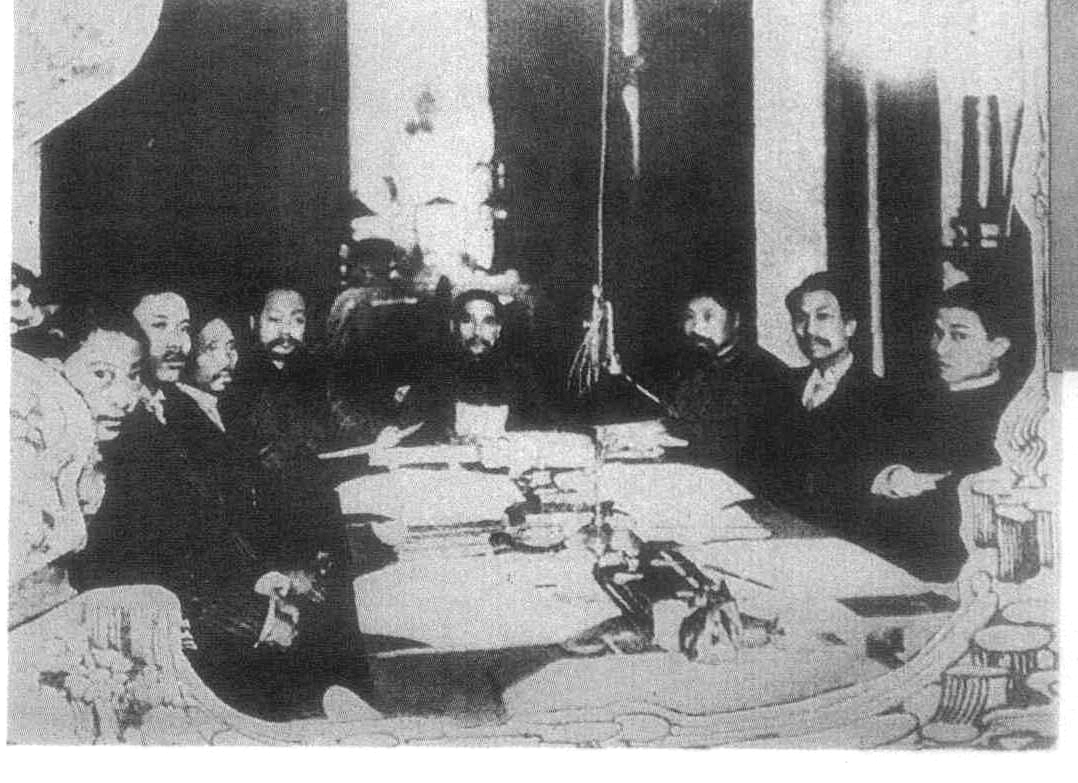
1912年1月21日，南京临时政府内阁召开第一次会议。桌端主持者为孫中山。其他参会人员有，左侧自左至右：1海军总长黃鍾瑛，2教育次长景耀月，3教育总长蔡元培，4财政总长陈锦涛；右侧自左至右：1黄兴，2外交总长王宠惠，3财政次长王鸿猷

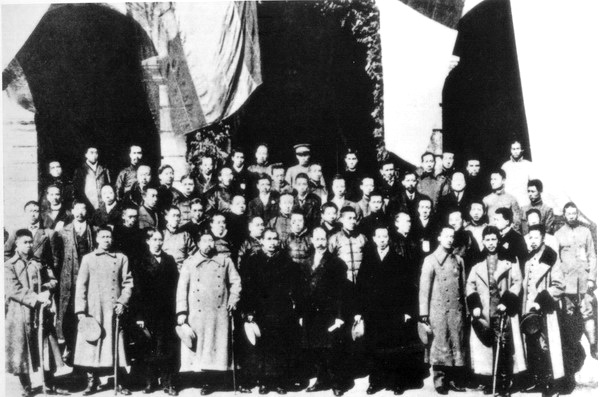
1912年2月15日，孫中山率南京临时政府官员及中华民国临时参议院参议员出发赴明孝陵祭奠明太祖朱元璋前，与总统府人员及参议员在临时参议院正门前合影

1912年1月1日，孫中山在南京正式宣佈中華民國成立，並宣誓就任臨時大總統，在“临时大总统就职宣言书”中强调“国家之本，在于人民。合汉、满、蒙、回、藏诸地为一国，即合汉、满、蒙、回、藏诸族为一人。是曰民族之统一。”
1月2日，孫中山通告各省廢除陰曆，改用陽曆，以民國紀年，1912年為中華民國元年。同日，各省都督府代表联合会会议通过《臨時政府組織大綱修正案》，修改有关临时大总统及副总统的选举规则及职权的条款。1月3日，各省都督府代表联合会會議推選黎元洪任臨時副總統，並通過孫中山提出的臨時政府内阁各部總長、次長名單，正式組成中華民國臨時政府。臨時政府下設十個部，陸軍部總長黃興兼任參謀本部總長，海軍部總長黃鍾瑛，外交部總長王寵惠，司法部總長伍廷芳，財政部總長陳錦濤，內務部總長程德全，教育部總長蔡元培，實業部總長張謇及交通部總長湯壽潛。此外，總統府秘書長胡漢民，法制局長宋教仁，印鑄局長黃復生。1月11日，各省代表会议通過以《中華民國臨時政府組織大綱》為綱領，以南京為臨時首都，以紅黃藍白黑五色旗為中華民國國旗，象徵五族共和之意。1月28日，各省都督府代表联合会會議成立中华民国临时参议院，并选举參議員，推选林森、陳陶遺任正、副議長。
为争取列强外交承认，1912年1月中华民国临时政府发布《告各友邦书》：

（一）凡革命以前所有满清政府与各国缔结之条约，民国均认有效，至于条约期满而止。其缔结于革命起事以后者则否。

（二）革命以前满清政府所借之外债及所承认之赔款，民国亦承认偿还之责，不变更其条件。其在革命军与以后者则否。其前经订借事后过付者亦否认。

（三）凡革命以前满清政府所让与各国国家或各国个人种种之权利，民国政府亦照旧尊重之。其在革命军与以后者则否。其前经订借事后过付者亦否认。

临时政府教育部公开征求国歌。1912年2月，中华民国临时政府公报上刊出一首题为《五旗共和歌》的国歌拟稿，由沈恩孚作词，沈彭年譜曲。

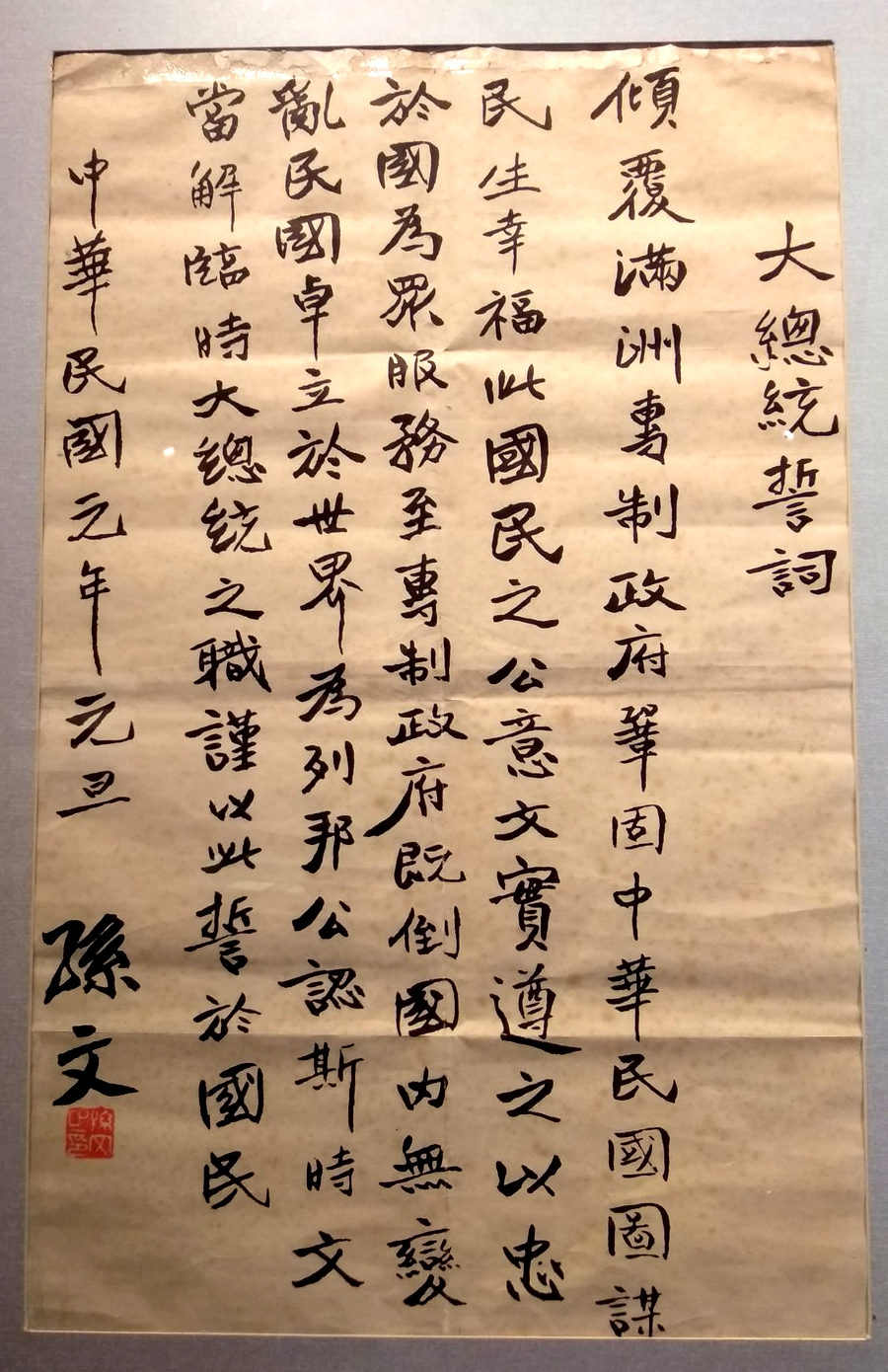
1912年元旦，孙中山在就职仪式上，宣读的大总统誓词。
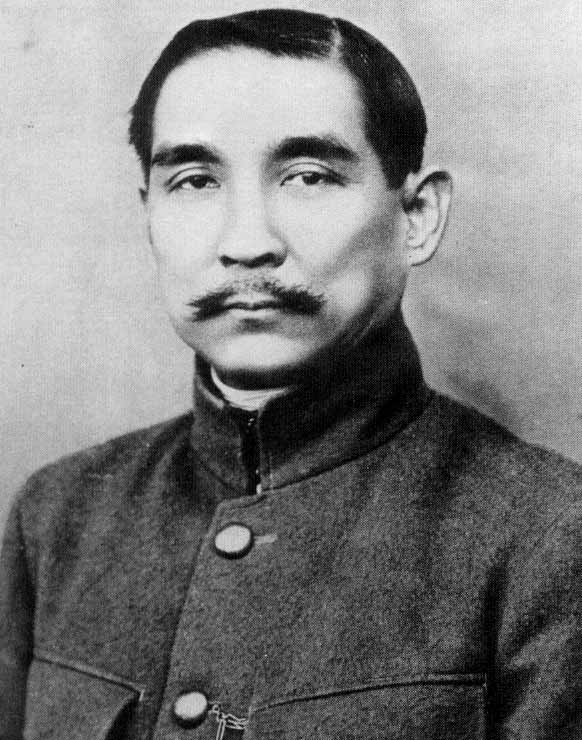
就任临时大总统的孫中山
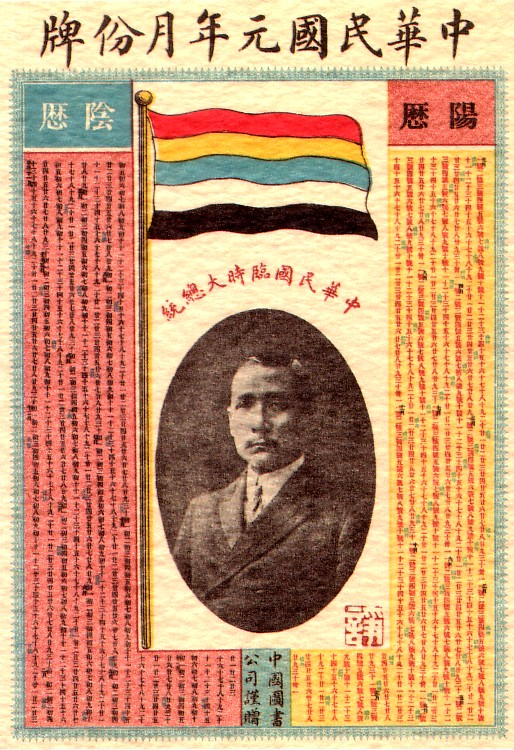
中國圖書公司（China Printing Company）於1912年印製的月份牌，同時標出陰曆和陽曆。中華民國採用陽曆作爲國曆，改變中國幾千年的曆法傳統。
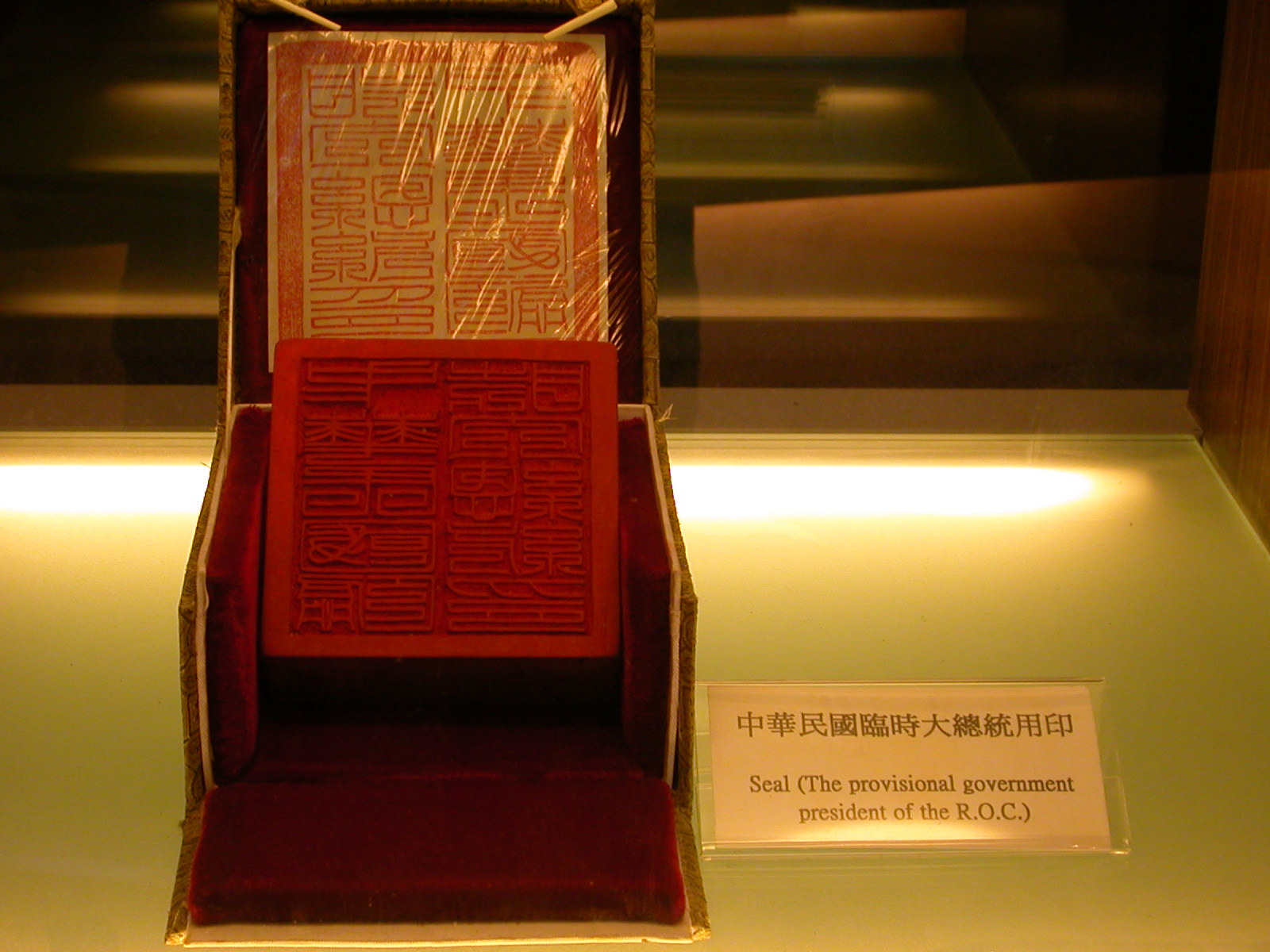
中華民國臨時大總統印，現藏臺北國父紀念館。
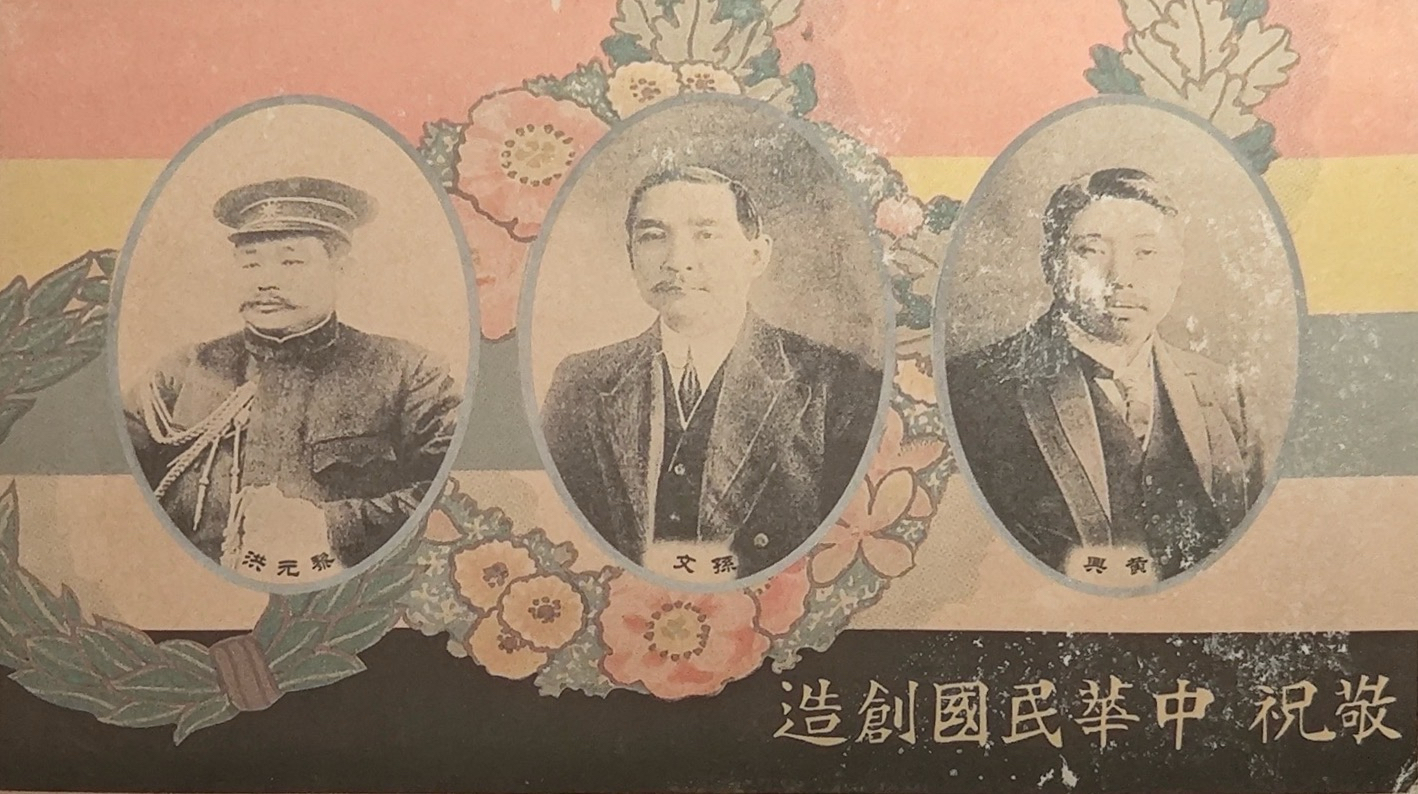
“敬祝中华民国创造”明信片，藏于长沙市博物馆。

### 清帝逊位，清朝滅亡
宗社党：满洲贵族的最后抗争
12月6日，袁世凯迫使醇亲王载沣辞去监国摄政王职位，退归府邸。1月2日，清將領姜桂題、馮國璋、張勳、張懷芝、曹錕、王占元、陳光遠、李純、王懷慶、張作霖等十五人電內閣，誓死反對共和，請飭各親貴大臣將在外國銀行所存款項提回，接濟軍用。
1月3日，陸徵祥等駐外各使節電請清帝退位。1月5日，段祺瑞自漢口退駐孝感。1月7日，清第一軍總參贊官靳雲鵬自漢口到北京，謀聯合各軍，要求共和。同日，日本輪船密運步槍一萬二千枝，子彈二千萬發，機關槍六挺，山砲六門抵南京。
1月11日，黎元洪下令北伐。由於局勢惡劣，清庭於1月12日舉行王公会议。奕劻主依优待条件交出政权；載澤、载洵、善耆及恭亲王溥偉反对，并与良弼、鐵良、毓朗等决组宗社党与南方对抗。1月19日，宗社黨組織君主立憲維持會，推舉馮國璋為會長，散發《北京旗漢軍民公启》，反對共和，指責奕劻。
1月26日，宗社党强硬派首领良弼在住宅门口被京津同盟会分会刺客彭家珍炸成重伤，三天后死亡。善耆、溥伟分逃大连、青岛。
虚君共和：袁世凯和北洋军的遗梦

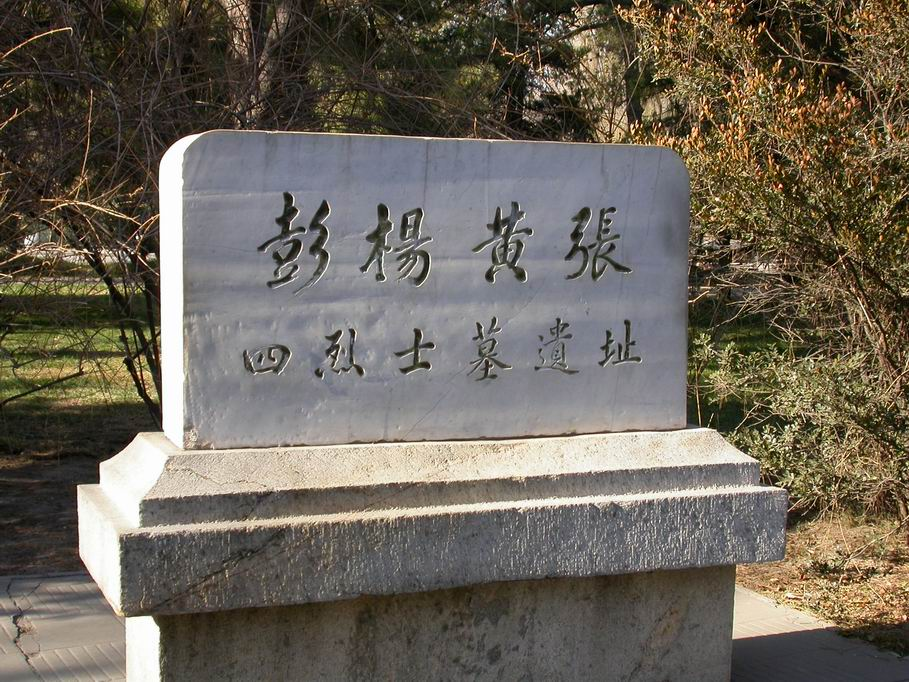
彭家珍、杨禹昌、黄之萌、张先培四烈士墓遺址，位于今北京动物园内

1月16日，袁在下朝的路上，在东华门丁字街遭到京津同盟会分会组织的炸弹暗杀，炸死袁卫队长等十人，袁幸免于难。
1月20日，南京临时政府向袁正式提出清室优待条件。1月22日，孫文發表聲明，只要袁促使清帝退位，自即行辭職，讓位于袁，以此诱使袁世凱贊成清帝退位。
1月22日，英国公使朱邇典會同法、俄、日公使聲明贊成清室退位。美國不愿干涉中國内政，不曾参加。
1月26日，在袁授意下，段祺瑞率北洋將領共47人联名致电内阁、军咨府、大清国陆军部和各王公大臣，提出民军已答应对清朝皇室、王族及满蒙回藏各族的优待条件，陈情“即此停戰兩月間，民軍籌餉增兵，佈滿各境，我軍皆無後援，力太單弱，加以兼顧數路，勢益孤危”，“山东之烟台、安徽之颖、寿境界、江北之徐州以南，河南之光山、商城、固始，湖北之商城、襄樊、枣阳等处，均已分兵前逼，而我皆困守一隅，寸筹莫展。彼进一步，则我之鲁、皖、豫即不自保。”要求“立定共和政体，以巩皇位而奠大局”，為《段祺瑞等要求共和電》。尚小明教授指出，与以往论者普遍认为的不同，北洋军此举目的并非是逼迫清帝退位，而是要“巩固皇位”，造成“虚君共和”，以堵塞民主共和。段祺瑞电中恳求“明降谕旨，宣示中外，立定共和政体。……再行召集国会，组织共和政府。”显示出由清廷推行共和的意愿。
1月30日和31日，清廷两次召开御前会议，筹划虚君共和政体。其具体设想是：“留君主之虚位，由共和国人民公举正副总统二人，主持全国一切政事，君主概不干涉过问，其余亲贵及旗籍人均照常优待，南京政府总统及其他组成政府各员一律取消。”2月1日，御前会议正式决定采用虚君共和政体，袁氏随即至英、俄、美三国使署相告，各公使均表赞成。2月2日，袁氏上密折一件，详细解释虚君共和一切组织，有“政权虽皆逊让，皇位仍旧存留，请毋滋生疑虑”等语。隆裕皇太后遂于2月3日正式授权袁氏与民军协商优待条件。
2月4日，段祺瑞联合王占元、何丰林、李纯、王金镜、鲍贵卿、李厚基、马继曾、周符麟等共九人发出第二电，专致“近支王公、诸蒙古王公、各府部院大臣”，指责“二、三王公迭次阻挠，以致恩旨不颁，万民受困”，重申“现在全局危迫，四面楚歌。颖州则沦陷于革军，徐州则小胜而大败；革舰由奉天中立地登岸，日人则许之；登州、黄县独立之影响，蔓延于全鲁；而且京、津两地，暗杀之党林立，稍疏防范，祸变即生。”声言王公贵族如再阻挠共和，将“率全军将士入京，与王公痛陈利害。”为皇室宣布虚君共和清除障碍。
2月5日及6日，《大公报》连发两则评论，一则谓“今日欲解决战争，保全疆土，除虚君共和，别无两全之策，所谓存君主之虚名，行共和之实政也”；另一则盛赞袁氏为确定虚君共和所做的贡献，称“今日之议定虚君政体，使帝统将绝而复续，宗社将危而复安，又能成就共和，项城之功，洵不可没；若必挟种族之见，谓项城当为华、拿，是欲见好项城，不益使项城为难耶！”
清帝逊位：皇室别无良策

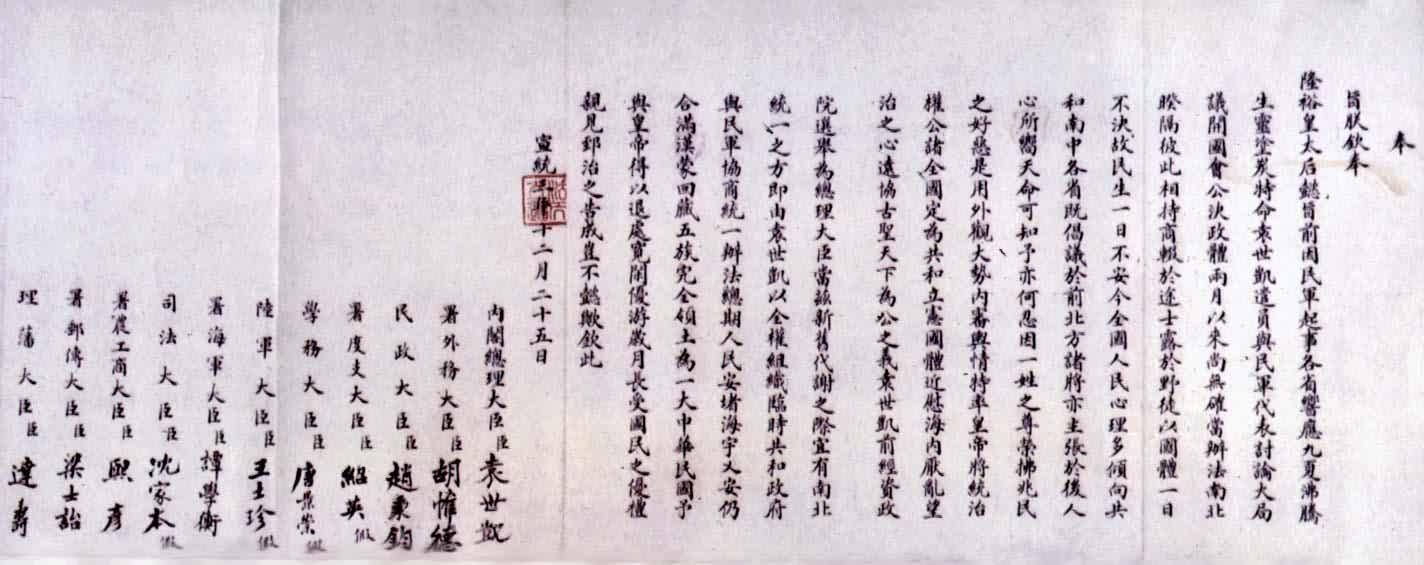
清帝逊位詔書，宣統三年十二月二十五日。副署者有內閣總理大臣袁世凱、署外務大臣胡惟德、民政大臣趙秉鈞、署度支大臣紹英、學務大臣唐景崇、陸軍大臣王士珍、署海軍大臣譚學衡、司法大臣沈家本、署農工商大臣熙彥、署郵傳大臣梁士詒、理藩大臣達壽

袁世凯获得与民军商酌优待条件的全权，但袁世凯和革命党目的并不一致，袁以达成虚君共和为目的，革命党则以清帝退位、民主共和为目的。
2月8日，袁内阁电复南京，提出对优待条例的多处修改，包括“‘逊位’二字尤为北方军民所骇异，必须改为‘致政’或‘辞政’；‘赞成共和’改为‘宣布共和’；‘外国君主’改为‘各国君主’。言下之意，皇室若“赞同共和”，即为赞同民军意见，若“宣布共和”，则主动变更国体为共和；皇室“逊位”则完全退出政治舞台，“辞政”则可以垂帘听政；若待皇室如“外国君主”，则皇室非中国君主，如待之如“各国君主”，暗示皇室依旧为中国君主。
2月9日，伍廷芳电复袁内阁修改条件。伍廷芳“虑蹈于虚君位之嫌”，对袁内阁修改的条例严加拒绝。袁内阁将“外国君主”改为“各国君主”，伍廷芳没有接受；袁内阁将“逊位”改为“致政”或“辞政”，伍廷芳改为“辞位”；袁内阁将“赞成共和”改为“宣布共和”，伍廷芳改为“宣布赞成共和”。其中最重要的是以“辞位”代“逊位”，大清皇帝既然“辞位”，则“与虚君位主义风马牛不相及”，可以断绝袁世凯虚君共和的念头。在复电中，伍廷芳明确表达了态度，谓“此方所坚持者，为不使有类于虚君位。如照来电，必致各省、各军群起反对……现力求迁就，改正如下，已至极点，决难再让矣。”2月10日，伍廷芳又复电段祺瑞和张怀芝等指出：“清帝若不实行逊位，则有类于虚君位之嫌，全国人民糜烂血肉以争共和，岂愿得此虚位之结果？”
2月10日，南京参议院通过《清室优待条件》和张謇起草的《清帝退位诏书》。优待条件第一部分即大清皇帝辞位之后优待之条件：

- 一，大清皇帝尊号不废，民国政府待之以外国君主之礼。
- 二，民国每年拨四百万元供皇帝支出。
- 三，皇帝暂居宫禁，日后移居颐和园。
- 四，清王室的宗庙陵寝，永远奉祀，并由民国派兵保护。
- 五，德宗崇陵所有产用经费由民国支出。
- 六，宫内执事之人，继续留用，唯不得招阉人。
- 七，皇室私有财产，由民国派兵保护。
- 八，禁军编入民国陆军。

除上述大清皇帝辞位之后优待之条件八条外，还有清皇族待遇之条件四条，及满蒙回藏各族待遇之条件七条。
2月11日，隆裕皇太后召见徐世昌时，称赞袁世凯之忠诚，谓：“此次事变，皆系诸王公历年所酿成，醇王太无能，为彼等所蒙误，若非袁世凯，吾母子尚不知为彼等陷于如何境地。余感袁世凯之忠，悯生民之涂炭，决意将国政辞让，已谕令袁世凯将优待皇室条件与南军议妥。”
2月12日，隆裕太后發布《退位詔書》，宣佈清宣統皇帝退位。下退位诏时，隆裕对袁世凯说：“恨诸亲贵，平日招权纳贿病民误国，以致今日。及事至无可挽救，既不能妥谋善法以维宗社，尚欲挟吾母子别图号召，以居奇祸。幸有尔在坐镇大局，使我母子尚不至流离颠沛，伊等今皆纷纷逃散，各自为谋，岂复有人心乎。”
《退位詔書》由张謇起草，並由臨時參議院通過，但其中，“即由袁世凯以全权组织临时共和政府”為袁世凯所添加，使其攫取了组织临时共和政府的主导权。至此，大清帝國正式終結，並被中華民國取代與繼承。統治中國二百六十八年的清朝正式宣告滅亡，中國兩千年來的帝制也正式結束。
民國統一大慶典与孙总统祭明太祖
2月13日，中华民国临时大总统孙文向中华民国临时参议院发出《辞临时大总统文》和《推荐袁世凯文》。
2月15日，南京舉行民國統一大慶典。其中一项内容为孫率南京临时政府官员赴明孝陵祭奠明太祖朱元璋。孫发表《祭明太祖文》和《谒明太祖陵文》。在这两文中，孙回顾明太祖驱逐蒙古人，推翻元朝统治，使华夏摆脱夷狄统治获得光复的丰功伟绩，并将推翻满人的清朝建立中华民国视作明太祖业绩承续，以告慰明太祖在天之灵。

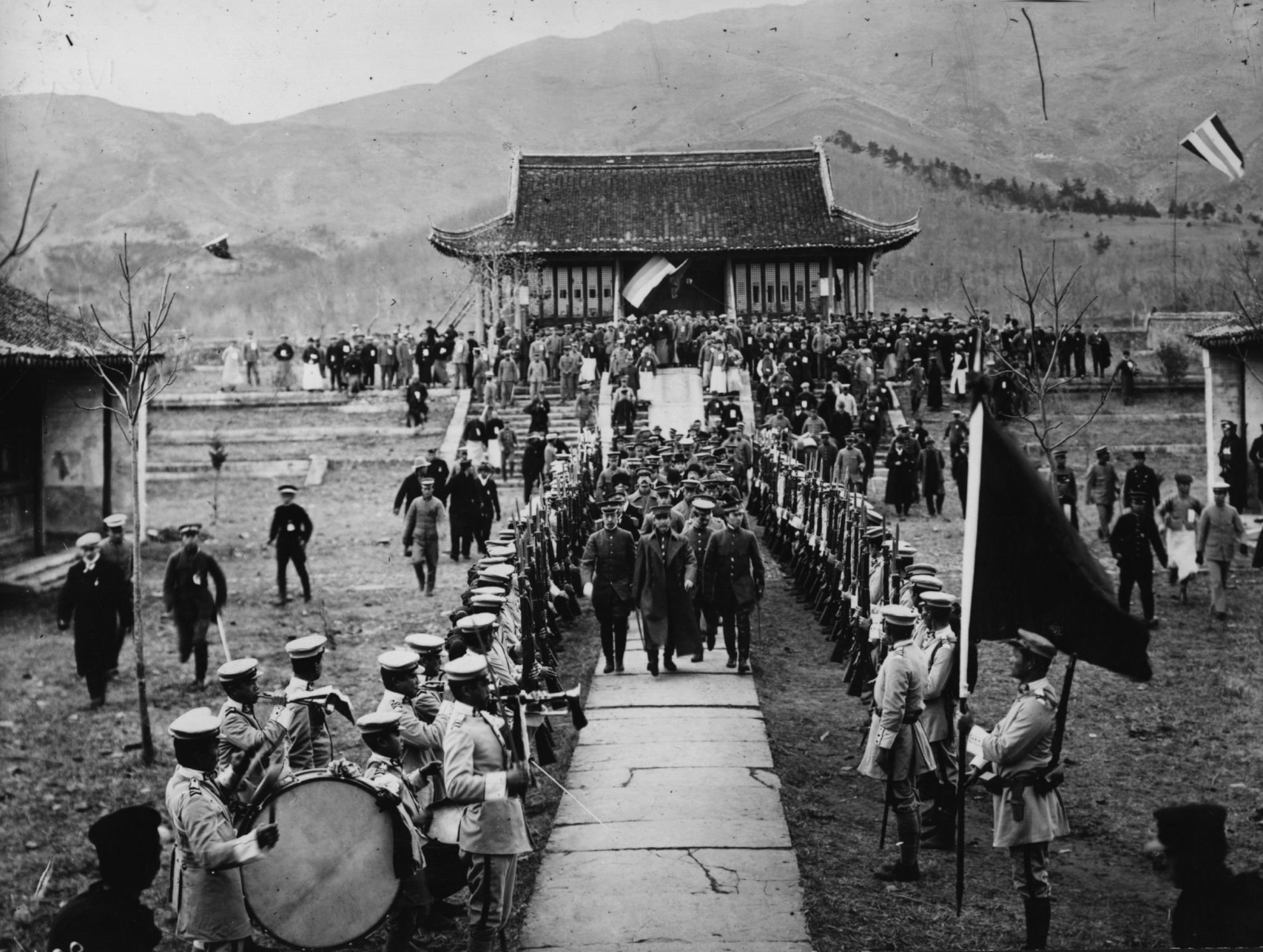
1912年2月15日，孙文率中华民国临时政府各部部长、右都尉以上将校等在明孝陵祭奠明太祖朱元璋。
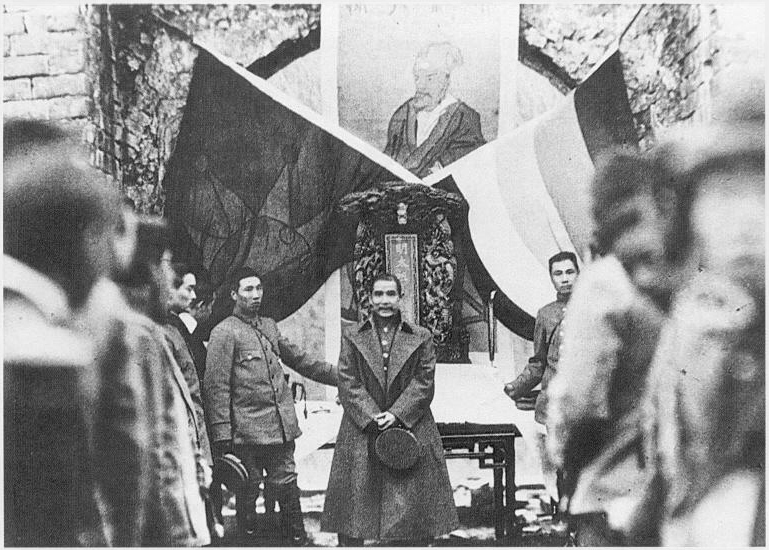
孫文祭明孝陵時向文武百官講話。图内后方挂有明太祖像，像下放有明太祖牌位，两旁摆放五色旗及十八星旗。
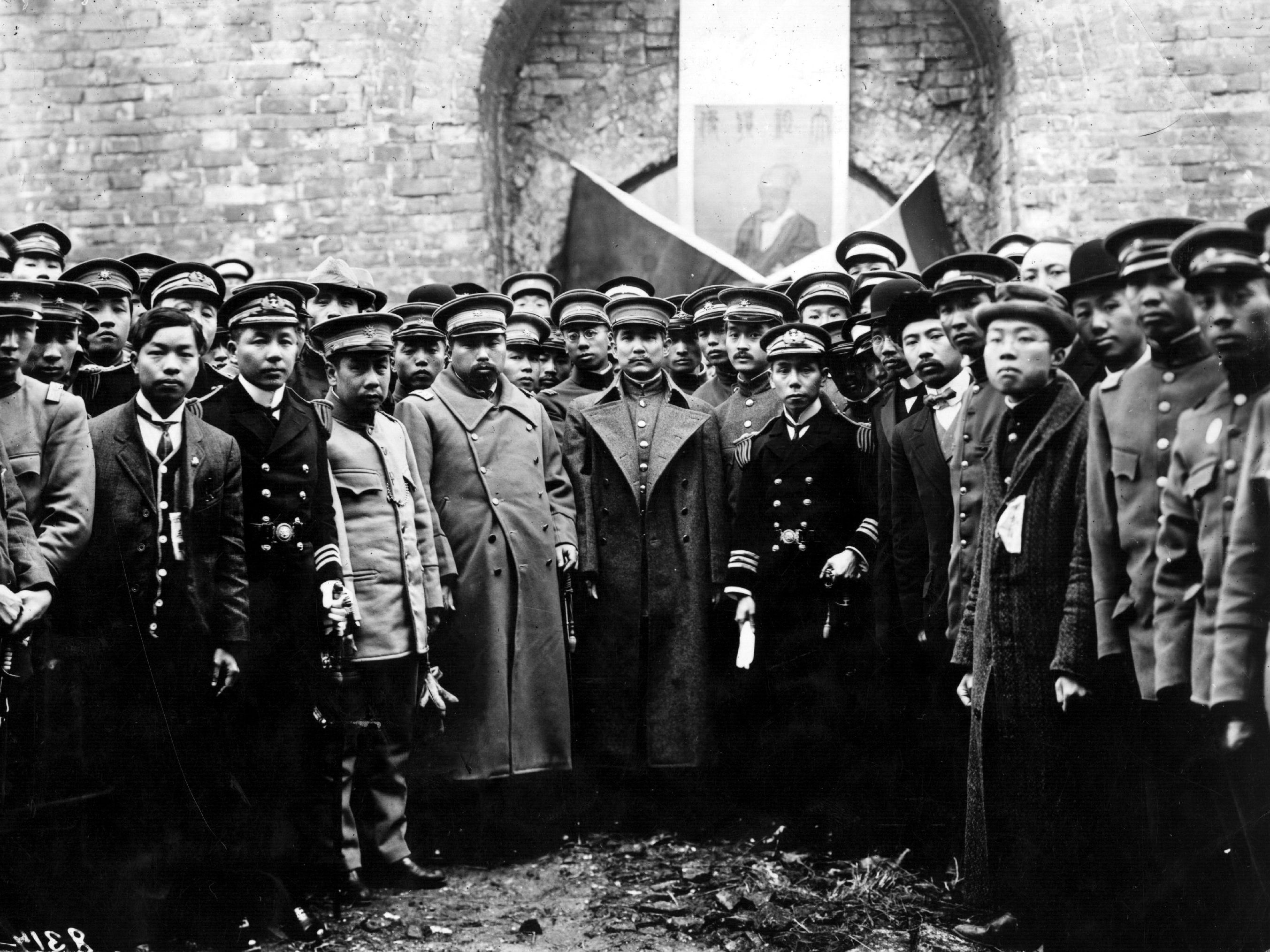
背景同左图。图中心为孙文，孙文左1为黄兴，左2为徐绍桢，孙文右1为黃鍾瑛，右2（打领结者）为梁长海。

### 袁世凱就任臨時大總統与北京政府的成立

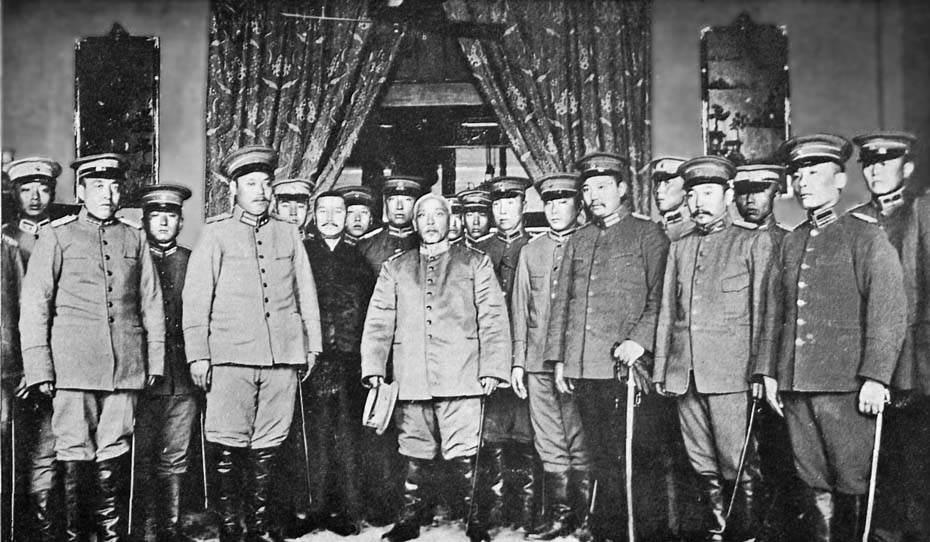
1912年3月10日，袁世凯在北京外交部迎宾馆内就任临时大总统

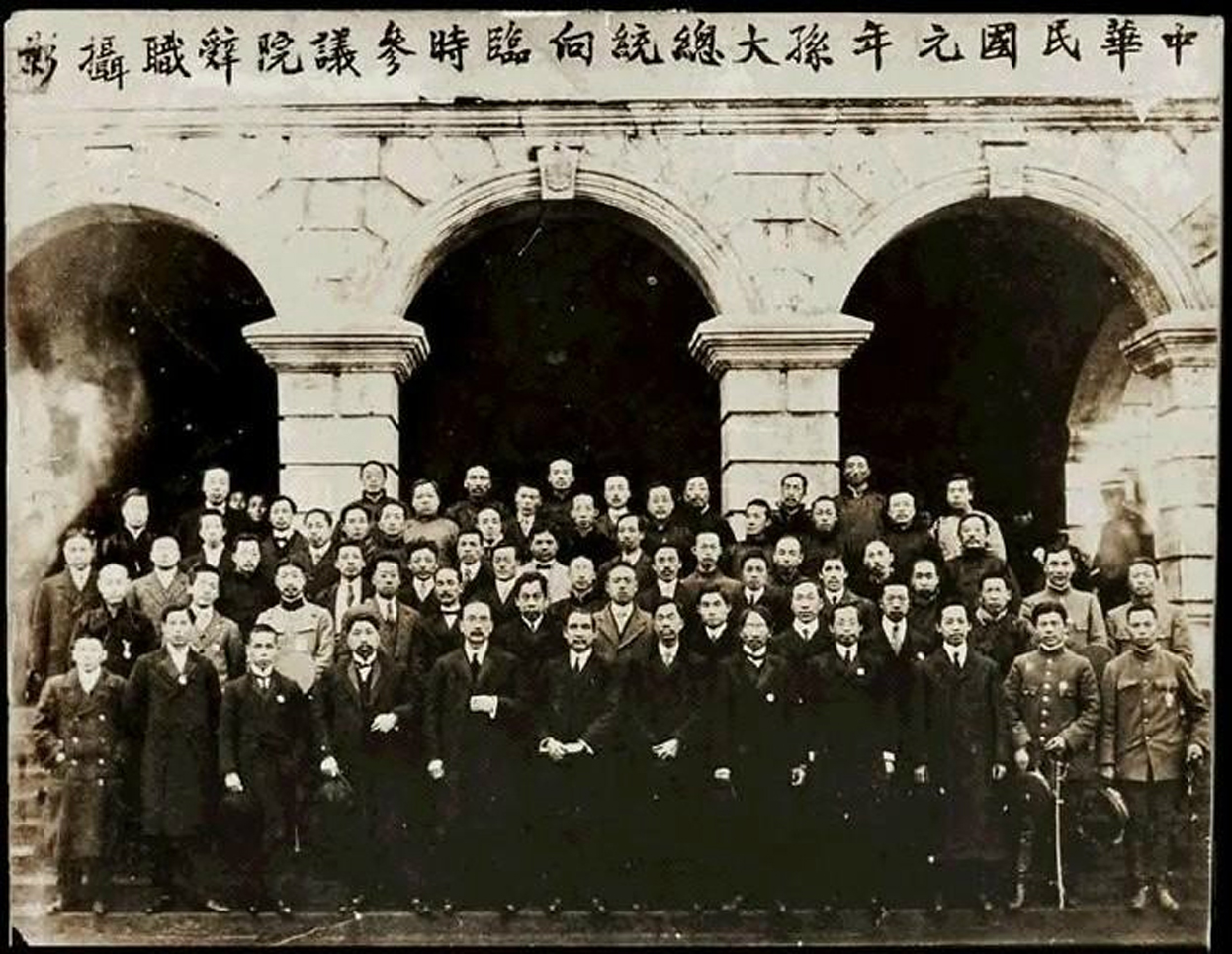
1912年4月1日，中华民国元年孙大总统向临时参议院辞职摄影

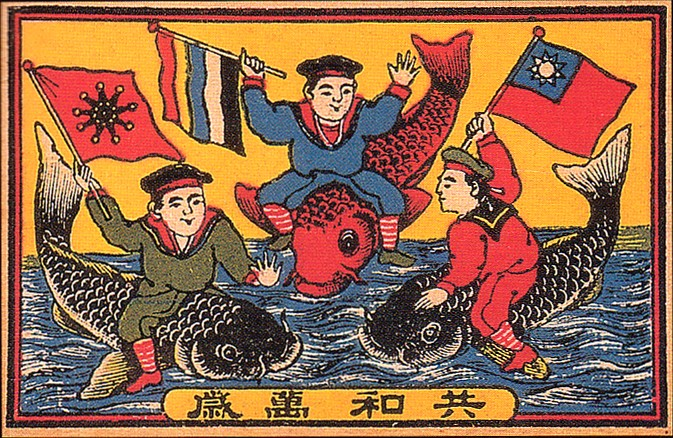
火柴盒贴画《共和万岁》。该画同时绘有五色旗、十八星旗和青天白日满地红旗

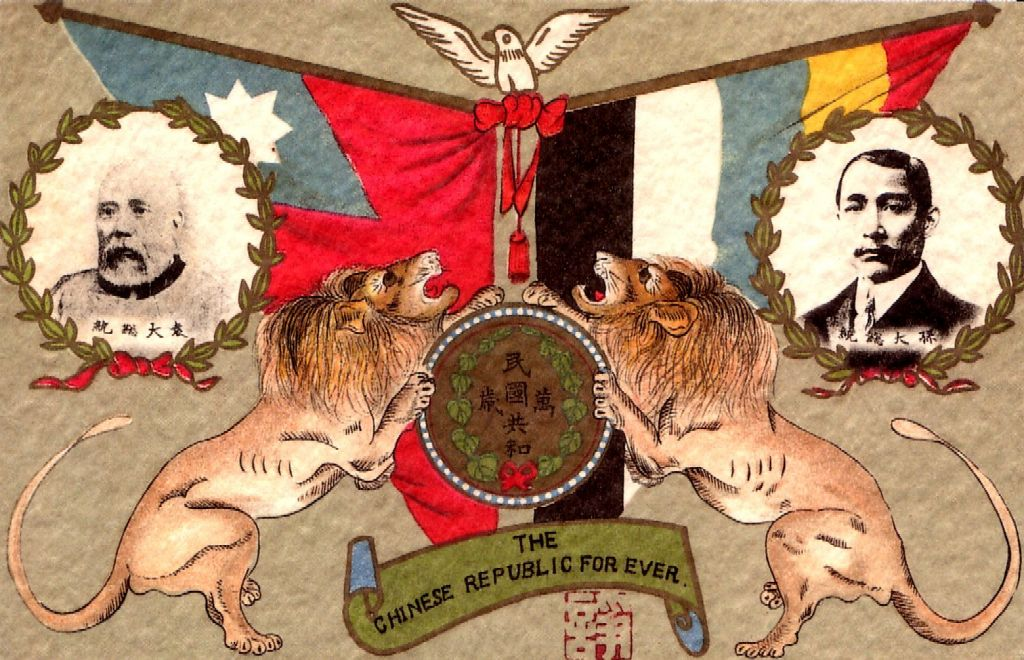
海报《民国共和万岁》。海报上绘有孙中山（孙大总统）和袁世凯（袁大总统）的头像。海报下方有一句中式英文：THE CHINESE REPUBLIC FOR EVER.

宣統退位後，1912年2月13日孙提出辞呈，向南京临时参议院推荐袁接任。2月15日臨時參議院選袁任臨時大總統，議決臨時政府仍設在南京，並電袁前來受職；未受任前，政務仍由孫總統繼續執行。袁世凱以北京兵變為由，坚持遷都北京。
3月8日臨時參議院通过《中华民国临时约法》，试图通过内阁制对大总统的权力加以限制。3月10日袁世凱在北京宣誓就職中華民國第二任臨時大總統。此时，孙中山在南京仍未解任，而袁世凯在北京已经宣誓就职，形成南北两个临时大总统的局面。
4月1日，孫中山在南京解任。4月2日临时参议院议决臨時政府遷往北京。4月4日临时参议院议决该院迁往北京，并且于4月8日休会。4月29日，北京临时参议院行开院典礼。5月1日，参议院改选议长，选吴景濂为正议长，汤化龙为副议长。
5月，北京临时参议院讨论国旗统一案。5月14日，临时参议院议决以五色旗为国旗，以五色旗左方上角占全旗四分之一置十八星旗为陆军旗，以五色旗左方上角占全旗四分之一置青天白日旗为海军旗，商旗适用国旗，陆军旗和海军旗。该案咨达袁世凯时，袁提出仍以十八星旗为陆军旗，青天白日旗为海军旗，6月5日获得临时参议院通过。6月11日，此案由袁世凯发布临时大总统令颁布施行。
外国列强的支持
武昌起義之后，在中国有重大利益的外国列强保持观望态度，并试图从北京政权或武昌政权中寻找到最能符合各方利益的一派来支持。1913年4月8日，中華民國第一届民選國會正式揭幕，巴西即於是日首正式承認中華民國，其他各国继之:227。1913年4月9日秘魯，5月2日墨西哥，5月4日古巴承認中華民國。1913年5月2日美国在列强中率先承认中华民国。1913年10月7日，英國，法國，俄國，德國，日本，意大利，奧匈帝國，荷蘭，比利時，葡萄牙，西班牙，丹麥，瑞典共13国同时宣布承认中华民国。
北洋政府与南北矛盾

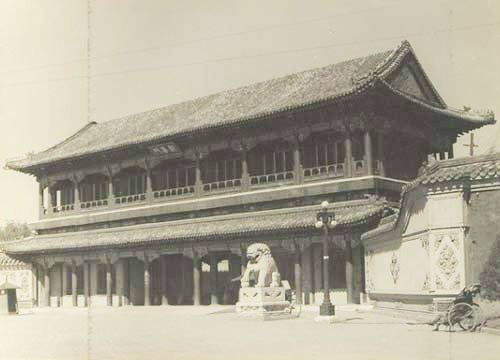
1913年10月10日袁世凱举行就任中华民国大总统典礼，此后于1913年内將總統府從铁狮子胡同的府址遷到中南海，並於1913年將寳月樓改建為新華門，作爲總統府南大門，将中南海西侧路更名为府右街，新华门前的路更名为府前街

從此至1928年間稱為「北洋時期」，該時期的中華民國政府也稱為「北洋政府」。
1913年2月，中國首次根據《中華民國臨時約法》規定，進行國會選舉。國民黨所得議席最多，預備由宋教仁出任內閣總理。3月20日，宋教仁在上海遇刺身亡，袁被認為是背後策動暗殺者。7月，孫發動二次革命，武力討袁，但被袁擊敗。二次革命終於失敗，國民黨及國會終被袁強迫解散:229。1913年10月6日，袁经国会选举，正式当选中华民国总统。
袁就職後，坚持一个强有力的中央政府，断绝一些革命黨人分省独立的企图。同时袁积极与列国交涉，保全中国对蒙古和西藏主权。
但是袁世凯1915年废共和称帝，遭到反对，引发護國戰爭，袁旋即宣布取消帝制。1916年6月6日，袁病死，黎元洪继任大总统，中国进入各省區军阀割据时期。孫則在廣州多次組織護法運動（即“三次革命”），中國出現南北分治局面至1928年东北易帜为止。

## 影响

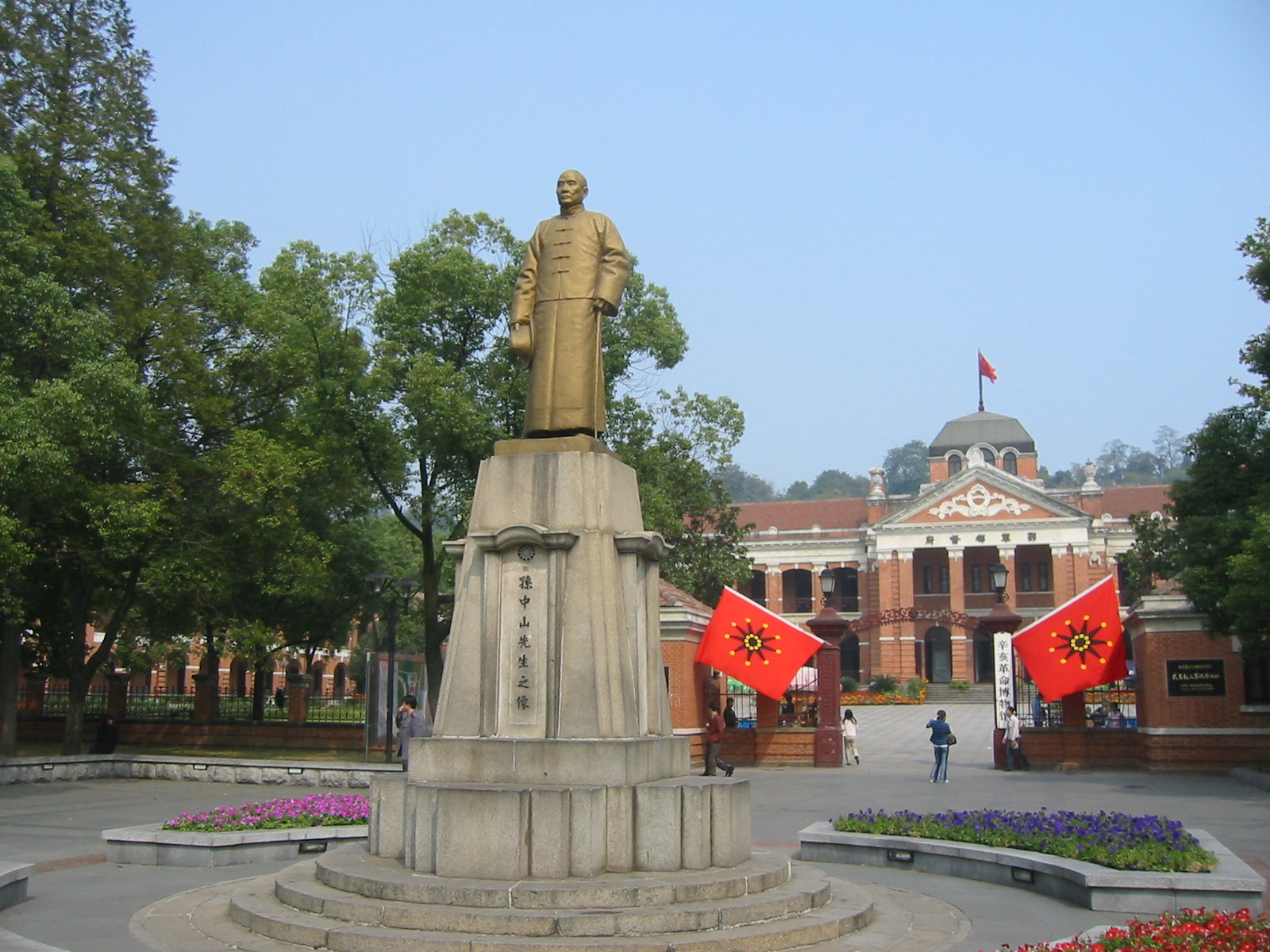
孫中山先生像，位于武漢纪念武昌起義的“首义廣場”。背后是武昌起義次日建立的中華民国軍政府鄂军都督府旧址。該建筑原為湖北谘议局，建于1900年，现为辛亥革命武昌起义纪念馆。照片中的旗幟為十八星旗，代表汉地十八行省

### 政治
当时成功的中国革命党人并没有一个确切的治国方案，遂按照美国宪法，美国政治体制，实行总统共和制。儘管因為現實社會條件的限制和参政者們對法律的理解分歧，袁世凱後來又因稱帝而中止約法，民國初年共和体制并未真正贯彻实施，但这畢竟是中國首次試圖實行共和政體，推動共和觀念在中國的傳播，使民主与共和的价值观得到确立，具有划时代的历史意义。

### 思想
辛亥革命也是一場深刻的思想啟蒙運動。自漢代董仲舒以來的中國思想中，君臣關係是「三綱五常」中三綱之首，皇帝不僅是政治上的權威，也是文化中諸多價值觀念的重要依據與合法性的來源。辛亥革命推翻了帝制，就在打破了帝制政治的價值觀和政治思想的同時，也對於中國傳統以儒家為主的諸多價值觀的權威性產生衝擊，致使在其後的新文化運動中一度出現打倒孔孟、「全盤西化」等社會文化改革思想。文化權威的消失，也造成這一代知識分子產生前所未有的焦慮感，因此如無政府主義、自由主義、三民主義、社會主義等具有完整系統的新價值體系，成為了大批中國知識分子的新信仰。

### 妇女运动的兴衰
辛亥革命前后，随着政治气氛的宽松，一些具有新思想的女界领袖趁机发动女子参政运动，试图使中国妇女取得参政权，实现男女平等。民国元年（1912年）1月5日，中国社会党内女子参政同志会会长林宗素由上海前往南京，代表女子参政同志会拜会孙中山，希望得到孙中山对女子参政的支持。孙中山对“承认女子完全参政权”表示赞同。后该消息发表在《民立报》和《申报》上，引起中华民国联合会的章炳麟（会长）、程德全（副会长）、张謇（特务干事）等人的强烈反对，孙中山不得不称女子参政权须到“将来”方能实现。此后女界领袖唐群英（女子后援会会长）、林宗素（女子参政同志会会长）、沈佩贞（女子尚武会会长）、吴木兰（女子同盟会会长）、王昌国（女国民会会长）等人先后致信南京临时参议院和中华民国临时大总统孙中山，“要求中央政府给还女子参政权”，但女子参政权仍未列入《中华民国临时约法》，引发女界大闹参议院事件。1912年4月8日，中华民国女子参政同盟会在南京成立，唐群英被举为会长。该会的宗旨是“实行男女平等，实行参政”。由于宋教仁等为实现“政党内阁”，故7月16日在北京召开的中国同盟会改组会议上迁就某些政团的要求，公然删除党纲中“男女平权”的内容。8月25日在北京湖广会馆召开的国民党成立大会上，唐群英痛斥宋教仁，并打了宋教仁一记耳光，林森也挨了唐群英一记耳光。1913年袁世凯继宣布解散国民党之后，又下令取缔中华民国女子参政同盟会，女子参政运动遭到无情镇压。

### 经济
辛亥革命後，除了袁世凱曾經大致統一全國之外，其他中華民國的政權都未曾直接統治整個中國，如號稱統一的國民政府只能收到五個省的稅收。1928年國民政府北伐成功，已經有機會統一全國，但是共產黨在中國不斷與國民黨對抗，加上日軍侵華，令中國不能統一，直到1950年代，中國大陸才由中國共產黨再度統一。長期的分裂及戰亂，對於中國的經濟發展及現代化建設造成阻礙。

### 民族關係和邊疆地區
辛亥革命爆發前的革命組織，多以漢族為本位。他們提出“驅除韃虜”後所建的民國，往往指單限於以漢族為主的十八行省（武昌起義時所用的十八星旗即為佐證）；满洲（黑龍江省、吉林省、奉天省）、内蒙古、外蒙古、新疆（時已為新疆省）和西藏都被排除在外，給滿族、蒙古族等少數民族造成巨大的心理壓力，特別是他們的上層分子更是對革命、共和疑懼重重。武昌起義爆發後，清朝權威下降，自顧不瑕，列強更趁機支持邊疆地區的民族獨立運動。因此邊疆民族地區出現的亂局除了外國勢力干涉的誘因外，這種主觀認同的差異當是重要的原因之一。大清覆滅後，中國主政大權回到漢族手上。自1912年中華民國建立至1949年中華民國政府退守臺灣為止，期間在位的6位元首皆為漢人，中華人民共和國迄今為止的5任最高领导人也都是漢族出身。
外蒙古独立与唐努烏梁海问题
辛亥革命后，随着清朝统治的逐渐瓦解，在俄羅斯帝國驻库伦领事的策动下，外蒙古藏传佛教格鲁派活佛哲布尊丹巴呼图克图访问俄國。11月30日俄、蒙军队包围清政府驻库伦的库伦办事大臣衙门，解除清军的武装，并将办事大臣三多及其随从人员押送出境。12月28日，哲布尊丹巴在库伦登基，宣佈「大蒙古國」獨立，並自称日光皇帝，年号共戴。此独立未被当时的清朝政府和后继的中华民国政府承认。而唐努乌梁海则在1944年并入苏联，现属于俄罗斯联邦图瓦共和国。
内蒙古问题
在俄罗斯帝国及外蒙古的策动下，内蒙古各地也发生独立运动。胜福等人发起呼伦贝尔独立，被外蒙古任命为统辖呼伦贝尔大臣。乌泰则掀起东蒙古独立，被外蒙古封为进攻中华民国第一路军司令。1912年至1913年，北京政府先后召开东蒙王公会议、西蒙王公会议，稳定内蒙古王公，防止外蒙古独立波及内蒙古。
清帝宣布退位後，蒙古王公的態度雖然發生轉變，但仍然是有條件的。在1912年1月29日的御前會議上，駐京蒙古王公表示：“若以中國國體而論，本宜於君主，而不宜於民主。惟今日全國人心既皆堅持共和，且各親貴亦多贊成此事，我輩又何所用其反對。今惟全聽御前會議如何解決，如決定共和，我蒙古自無不加入大共和國家。”
西藏问题与西姆拉条约
1910年，清朝借故由赵尔丰率两千军队，强行驻扎于拉萨，十三世達賴喇嘛因此前往印度避难，而清廷则再次取消其“达赖喇嘛”的封号。在大吉嶺的达赖开始与英国人接触，希望通过英国、印度的帮助，使西藏获得更大的自治。随着辛亥革命爆发，各地发生兵变，赵尔丰在四川被杀，驻藏军队也采取行动，抓捕清朝的驻藏大臣，但在随后与藏军的冲突中，被缴械投降，后全部被遣返漢地。1913年1月，达赖喇嘛回到拉萨。袁世凯发电报，表示要恢复其封号，而达赖喇嘛在回复中，则直接重申他对西藏的全权统治，这份声明甚至被部分西藏人看作“独立宣言”。中華民國政府对西藏的影响急转直下，而后西藏各地产生“驱汉事件”。为了防止漢军再次入藏，噶厦开始从英国购置军火，绝大部分藏军都被部署到康區，这也导致西藏北部疆域无法得到有力的维持。由于军费开支的猛涨，更加剧西藏的内部矛盾。中華民國政府由于忙于战事，对西藏主要采取外交策略，特别是在国际场合不断地强调对西藏的主权，但西藏的实际统治者一直是位于拉萨的噶厦政府，直到1951年人民解放军入侵西藏後中华人民共和国政府才得以接管西藏的实际统治权，但西藏噶厦政府直到1959年藏区骚乱和十四世达赖喇嘛流亡印度后才被中华人民共和国政府解散，并在1965年被西藏自治区政府取代。1914年，在英、中、藏三方西姆拉会议上，英、藏双方签定协议，西藏噶厦将麦克马洪线以南地区割让给英属印度，也就是现在的印度阿鲁纳恰尔邦，对于此协议，中华民国以及后来成立的中华人民共和国都拒绝承认。后因此中印两国于1962年爆发军事冲突，史称中印边境战争。两国在藏南地区、阿克赛钦地区以及洞朗地区的边境对峙则时有发生。
新疆
辛亥革命爆發後，新疆地區哥老會起事，革命黨人在伊犁成立軍政府。原新疆巡撫袁大化任命楊增新為提刑按察使，訓練穆斯林軍隊。後來袁大化逃離新疆，衆人推擧楊增新為督軍。其後袁世凱任命楊增新為新疆都督，封其為一等伯。袁世凱死後，楊增新長期任新疆省長。他靠老練的政治經驗與軍事實力，平定哈密、阿克蘇的動亂，分化並鎮壓各地哥老會與農民起事，並與伊犁軍政府和談達成統一；爾後逐步排除軍政府人物的影響力，掌握實權。到他1928年去世為止的17年中，雖然楊增新名義上接受北洋政府的管轄任命，後來接受南京國民政府領導，但他是新疆的實際統治者。但在之后的20年里，由于苏联的干涉，在今天新疆喀什地区曾经成立过独立的国家，后被盛世才击垮，但新疆北部很多地区则一直处在苏联的控制之下直到中国共产党取得政权后，苏联才将这些地区归还中国，但苏联在新疆的影响力直到1962年伊塔事件爆发并关闭苏联驻乌鲁木齐和伊宁领事馆后才被清除。

### 海外華僑華人
馬來亞
馬來半島和新加坡華人介入中國革命活動是史無前例的。雖然革命活動主要在於挽救中國，但這一行動已對當地華人產生深遠影響，大致可以歸為：
- 馬新華人民族主義思潮的興起
- 馬新華人團結力量的增長
- 新思想的湧現
- 政黨政治的影響

孫文於1911年12月29日在南京就任中華民國臨時大總統後，許多在馬來半島和新加坡中立派及保皇派分子轉而支持孫。馬來亞和新加坡各地華人開始剪掉辮子。在同盟會和孫號召下，當地華人也積極捐款支持革命。
辛亥革命後開啟民族主義思潮，成為馬來亞和新加坡華人維繫與中國關係主要思想源泉。由於民族主義思想鼓吹，數以千計當地華人青年回到中國參加推翻清朝，給予革命黨金錢援助。同時，也促進反對殖民統治的意志，不斷壯大。
當孫在馬來半島和新加坡開展革命活動前，當地華人並不團結，常有幫派之間和不同籍貫族群之間的斗爭。這阻礙革命思想傳播，影響華人社會經濟成長，並妨礙不同籍貫華人之間合作。
1906年，孫在吉隆坡主持中國同盟會支會成立儀式時發出警告，當地華人不團結最終將導致整個華人社會崩潰。因此中國同盟會展開各種宣傳，如閱書報社、夜校、戲劇表演，使不同籍貫集團為孫的革命而一起工作，使不同籍貫華人有機會逐步相互了解與合作以解決共同難題。1909年，在打巴成立的集群社正是灌輸團結思想組織。此外，在馬來半島和新加坡的學校傳播標準華語打破以往使用方言教學慣例，使不同籍貫華人有共同媒介語。通過努力，華人團結精神和國民意識逐漸加強。
孫的革命思潮帶為馬來半島和新加坡帶來新思想，衝擊華人傳統舊社會和舊傳統。利他主義，捨己為群，平等和自由之觀念因此不斷傳開。設立女子學校受到鼓勵，女人被允許參加社會活動甚至參加革命。
1912年8月13日，國民黨成立。在得到英國殖民政府許可後，國民黨在馬來亞成立國民黨馬來亞支部。由於英國殖民政府認為國民黨並非與殖民政府對抗，1912年12月18日，又許可在新加坡成立國民黨星洲聯絡支部。北京的國民黨於1913年被解散後，其後繼各黨派在馬來亞繼續進行合法活動，直到1925年中國國民黨註冊被英國殖民政府吊銷，理由是未根據社團法令提供所需資料。儘管如此，中國國民黨並未停止活動，而是繼續以秘密形式存在。中國國民黨在馬來亞和新加坡的活動，為日後中国抗日战争、馬來亞和新加坡政治運動等帶來深远影響。

## 紀念
中國共產黨和中華人民共和國政府會在10月10日（或10月9日）當日紀念辛亥革命，並在天安門廣場集會以示紀念。孫中山的畫像亦會擺放，因為孫中山對中華民族作出的貢獻，被稱爲「中國偉大的革命先行者」。2011年10月9日，北京人民大会堂举行了纪念辛亥革命100周年大会，中共中央总书记胡锦涛和前任总书记江泽民等党和国家领导人出席了大会。2021年10月9日，纪念辛亥革命110周年大会在北京人民大会堂举行。中共中央总书记习近平出席大会并发表讲话。
中国青年党批评道：中共一邊大肆紀念辛亥革命，另一邊則對香港的紀念活動加以打壓。繼港府當局的「保安局局長」鄧炳強將在香港舉行的辛亥革命紀念活動扭曲為「煽動」、鼓勵「將台灣從中國分裂出來的行為」後，雙十國慶當天，俗稱「紅樓」的革命遺址中山公園竟出現警察與保安駐守封鎖，禁止民眾進入紀念，這種做法令人不齒。香港是辛亥革命發祥地，是孙中山革命思想的发源地、先烈前仆後繼發動革命的大本營，而港府當局在辛亥革命110周年之際，竟以武力、威嚇等方式禁止民眾紀念。
中國大陸民間部分異見人士以及親中華民國人士亦會紀念辛亥革命和慶祝中華民國的成立。

## 相关史迹
中國大陸
- 廣東中山市

香港
- 孫中山史蹟徑
- 中山紀念公園
- 中山公園 (屯門)

澳門
- 紀念孫中山市政公園
- 孫逸仙大馬路

馬來西亞
- 檳城
  - 孙中山槟城基地纪念馆：1909年5月南洋支部从新加坡晚晴园迁来，1910年11月孙中山主持庇能会议（槟城旧称庇能），策劃黃花崗起義；并在此创办世界现存最悠久（1910年12月）的中文报章光华日报。[165][166]
  - 槟城孙中山纪念馆
- 霹雳州[167]
  - 太平阿三古邦（英语：Asam Kumbang）长春圃别墅：孙中山与妾陈粹芬曾于此居住，革命成功后陈氏返回南洋，于1914至1931年定居此处，并收留养女苏仲英，该女后嫁予孙中山兄长孙眉之孙孙治乾。原主人陈继祖，即汪精卫妻子陈璧君之三哥，转手程氏后现为国内现存最悠久咖啡厂的办公楼。[165][168]
  - 太平士林园：现已不存。

新加坡
- 晚晴園（今孙中山南洋纪念馆）：园主张永福让给孙中山进行革命事业，1906年春作为同盟会新加坡分会，1908年秋至1909年5月升格同盟会南洋总支部，三次起义先后在晚晴园策划（1906年春至1909年5月起义次数，据十次革命起义计有潮州黄冈起义至河口起义共六次）。[166][169]

## 延伸阅读

### 资料
- 中國人民政治協商會議全國委員會文史資料研究委員會 編，辛亥革命回憶錄，北京：中華書局，1962年
- 孙中山，中国革命史（一九二三年一月二十九日），载 孙中山全集·第七卷，北京：中华书局，1985年，第60页
- 渤海寿臣辑录，辛亥革命始末記，保正五族民报社，1912年
- 王笑生编，中华民国大事记，上海：有正书局，1912年
- 咏簪，武昌兩日記，1912年
- 郭孝成，中國革命紀事本末，上海：商务印书馆，1912年
- 观渡庐编，共和關鍵錄，上海：著易堂書局，1912年
- 顾乃斌，浙江革命记，浙军第四十九旅司命部印，1912年
- 胡石庵，湖北革命实见记，1912年
- 居正，辛亥札记，1929年
  - 居正，梅川日记，铅印本，1944年
- 曹亚伯，武昌革命真史，上海：中华书局，1930年
  - 曹慶雲，武昌革命史，台北：文海出版社，1981年
- 邵元沖，中國之革命運動及其背景，上海：民智書局，1926年
- 萝蕙草堂主人，梅楞章京筆記，大连：满铁大连图书馆，1942年
- 章裕昆，文學社武昌首義紀實，1944年
  - 章裕昆，文學社武昌首義紀實，北京：三聯書店，1952年
- 陆丹林，革命史谭，重庆：独立出版社，1945年
- 張難先，湖北革命知之錄，重庆：商务印书馆，1945年
- 胡祖舜，武昌开国实录，武昌：文华印书馆，1947年
- 李廉芳，辛亥武昌首义记，湖北通志馆，1947年
- 胡鄂公，辛亥革命北方实录，上海：中华书局，1948年
- 辛亥首义铁血伤军委员会编，辛亥首义开国史迹，武昌：文华印书馆，1948年
- 杨玉如，辛亥革命先著记，科学出版社，1957年
- 张国淦，辛亥革命史料，上海：龙门联合书局，1958年
- 邱文彬，辛亥阳夏起义史略，河南：民国日报社，1939年
- 武昌起义档案资料选编，武汉：湖北人民出版社，1981-1983年
- 章开沅、罗福惠、严昌洪主编，辛亥革命史资料新编，武汉：湖北人民出版社，2006年
- 中国史学会编，辛亥革命，上海：上海人民出版社，1957年
- 中国史学会编，辛亥革命与20世纪的中国，北京：中央文献出版社，2002年
- 中國國民黨中央委員會黨史史料編纂委員會，中華民國史料叢編，台北：中國國民黨中央委員會黨史史料編纂委員會，1968年
- 左舜生編，中國近百年史資料初編，上海：中華書局，1926年
- 左舜生編，中國近百年史資料續編，上海：中華書局，1938年
- 中華民國史料研究中心，孫中山先生與辛亥革命，台北：中華民國史料硏究中心，1981年
- 英國藍皮書有關辛亥革命資料選譯，胡濱 譯，北京：中華書局，1984年
- 商務印書館編譯所編，大革命寫真畫（全十冊），商務印書館，1911年10月至1912年4月
- 辛亥革命画史，江汉出版社，1911年
- 辛亥革命大写真，武汉：湖北美术出版社，2001年
- 辛亥革命武昌起義紀念館，辛亥革命史地圖集，北京：中國地圖出版社，1991年

### 专著
- 馮兆基著，郭太風譯：《軍事近代化與中國革命》（上海：上海人民出版社，1994）。
- Joseph W. Esherick（周錫瑞）著，楊慎之譯：《改良與革命——辛亥革命在兩湖》（北京：中華書局，1982）。
- 陈旭麓，《辛亥革命》，上海：上海人民出版社，1955年
- 吴玉章，《辛亥革命》，北京：人民出版社，1961年
- 林增平，《辛亥革命》，北京：中华书局，1974年
- 章开沅、林增平主编，《辛亥革命史》，北京：人民出版社，1980年
- 金冲及、胡绳武，《辛亥革命史稿》，上海：上海人民出版社，1980年
- 李新主编，《中华民国史》第1编，北京：中华书局，1982年
- 朱育和、欧阳军喜、舒文，辛亥革命史，北京：人民出版社，2001年
- 郭真，《辛亥革命史》，上海：北新書局，1929年
- 高爾松，《辛亥革命史》，上海：北新書局，1929年
- 左舜生，《辛亥革命史》，上海：中華書局，1934年
- 高勞，《辛亥革命史》，上海：商务印书馆，1928年
- 章开沅主编，《辛亥革命辞典》，武漢：武漢出版社，1991年
- 吴筹中、顾炎培，《辛亥革命货币》，银川：宁夏人民出版社，1986年
- 马传德、徐渊，《辛亥革命时期货币》，上海：上海教育出版社，2002年
- 張玉法，《清季的立憲圑体》，臺北：中央研究院近代史研究所，1970年
- 張玉法，《清季的革命團體》，臺北：中央研究院近代史研究所，1975年
- 馮自由，《中國革命運動二十六年組織史》，上海：商務印書館，1948年
- 熊守晖，《辛亥武昌首义史编》，台北：中华书局，1971年
- 吴剑杰，《辛亥革在湖北》，武汉：湖北人民出版社，1981年
- 皮明麻等，《辛亥武昌首义事志》，西安：陕西师范大学出版社，1985年
- 贺觉非、冯天瑜，《辛亥武昌首义史》，武汉：武汉大学出版社，2006年
- 張玉法，《辛亥革命史論》，臺北：三民書局，1993年
- 楊天石，《從帝制走向共和——辛亥前后史事發微》，北京：社会科会文献出版社，2002年
- 黎民，〈歷史追蹤──中華民國國號的來由和意義〉，《黃花崗》雜志第二期〔增刊〕，2002年7月
- 徐中約，《中國近代史》，香港：香港中文大學出版社，2001年
- 郭廷以，《近代中国史纲》，香港：中文大學出版社，1972年
- 郭廷以，《中華民國史事日誌》，台北：中央研究院近代史研究所，1978年
- 唐德剛，《晚清七十年》，台北：遠流出版社，1998年，ISBN 957-32-3513
- 唐德剛，《袁氏當國》，台北：遠流出版社，2002年，ISBN 978-957-32-4680-0
- 張玉法，《中華民國史稿》，台北：聯經出版社，1998年，ISBN 978-957-08-1826-0
- 林毓生，〈五四時代的激烈反傳統思想與中國自由主義的前途〉，载《思想與人物》，台北：聯經出版社，1983年，ISBN 978-957-08-0384-6
- 周伟民、唐玲玲，《中国和马来西亚文化交流史》，海口市：海南出版社，2002年，ISBN 978-7-5443-0682-9
- 梅·戈尔斯坦，《喇嘛王国的覆灭》，杜永彬 译，北京：中国藏学出版社，2005年，ISBN 978-7-80057-725-3
- 尚明轩，《孙中山传》，北京：北京出版社，1979年
- 宋平，《蒋介石生平》，长春：吉林人民出版社，1987年
- 胡绳武，〈袁世凯为什么能窃取临时大总统的席位〉，《文史知识》1984年第9期
- 林增平，〈会党与辛亥革命〉，《文史知识》1984年第9期
- 王来棣，〈辛亥革命时期的湖北军政府剖析〉，《近代史研究》，1980年第1期
- 李澤厚、劉再復，《告別革命——二十世紀中國對談錄》，台北：麥田出版社，1999年，ISBN 978-957-708-735-5
- [美]L.S.斯塔夫理阿诺斯，《全球通史》，吴象婴、梁赤民 译，上海：上海社会科学出版社，1999年
- 日本產經新聞社，《蔣總統祕錄》，台北：中央日報社，1979年